# Lista de episódios de El Chapulín Colorado
Esta é uma lista de episódios do programa humorístico mexicano El Chapulin Colorado, conhecido como Chapolin Colorado no Brasil, e em Portugal como O Chapolin Colorado que contém os episódios comuns, perdidos e inéditos exibidos pelo SBT desde 1984, TLN, Cartoon Network, Boomerang, TBS e Multishow. Os episódios foram exibidos originalmente entre 28 de fevereiro de 1973 e 26 de setembro de 1979.

## Tabela geral
| Temporada | Episódios | Período de exibição original | Período de exibição original |
| Temporada | Episódios | Estreia                      | Final                        |
| --------- | --------- | ---------------------------- | ---------------------------- |
| 1         | 45        | 28 de fevereiro de 1973      | 28 de dezembro de 1973       |
| 2         | 45        | 4 de janeiro de 1974         | 14 de dezembro de 1974       |
| 3         | 40        | 2 de janeiro de 1975         | 6 de novembro de 1975        |
| 4         | 47        | 1 de janeiro de 1976         | 25 de dezembro de 1976       |
| 5         | 47        | 1 de janeiro de 1977         | 14 de dezembro de 1977       |
| 6         | 41        | 8 de março de 1978           | 13 de dezembro de 1978       |
| 7         | 24        | 7 de fevereiro de 1979       | 26 de setembro de 1979       |

## 1.ª temporada (1973)
El Chapulín Colorado estreou no programa Los supergenios de la mesa cuadrada, que foi criado por Roberto Gómez Bolaños em 1970 e sucedido pelo programa Chespirito em 1972.
Nos primeiros anos atuaram apenas Roberto Gómez Bolaños, María Antonieta de las Nieves, Ramón Valdés e Rubén Aguirre. Carlos Villagrán fazia participações especiais, e o primeiro esquete do Chapolin em que atuou foi "O Marciano".
Foi nesta época (1970 e 1971) que surgiram os primeiros esquetes, mas não se sabe exatamente quantos foram gravados. Posteriormente, não foram considerados adequados para serem retransmitidos, e costumam aparecer somente em documentários sobre a série. Os episódios tinham duração de 5 a 8 minutos e eram acompanhados por esquetes de outros quadros.
Em 1973, Chespirito machucou gravemente a mão, impossibilitando-o de gravar novos episódios. Por conta disso, algumas compilações de esquetes da temporada de 1972 (quando Chapolin Colorado ainda fazia parte do programa Chespirito) foram introduzidas na temporada de 1973. É por isso que estas compilações são datadas do ano de 1972, apesar de fazerem parte da temporada de 1973.
No final de 1973, María Antonieta de las Nieves se afastou das gravações para cuidar de sua gravidez porque ela está de licença. Ficou fora do programa por mais de 1 ano. Com isso, Florinda Meza assumiu os papéis de mocinhas, interpretando também vilãs em alguns episódios. Ela ganhou destaque, e logo assumiu definitivamente os papéis de María Antonieta, que atuou apenas em alguns episódios, onde necessitava ter mais de uma atriz.
Com o sucesso da temporada anterior, os atores foram contratados pela Televisa que, na época, era uma emissora recente com pouca audiência. No comecinho de 1973, o programa Chespirito ainda era exibido, mas foi neste mesmo ano que Chapolin Colorado tornou-se uma série de meia hora (contando os comerciais).
- Roberto Gómez Bolaños está presente em todos os episódios.
- Ramón Valdés está ausente em um episódio.
- Carlos Villagrán está ausente em dois episódios.
- Florinda Meza está ausente em dez episódios.
- Édgar Vivar está ausente em dezoito episódios.
- María Antonieta de las Nieves está ausente em dezenove episódios.
- Rubén Aguirre está ausente em vinte episódios.
- Horacio Gómez Bolaños está ausente em trinta e dois episódios.
- Angelines Fernández está ausente em trinta e seis episódios.

| 1 (a) | Chespirito: Engaño                                                                     | Chespirito: Um Boneco Muito Vivo (Maga) A Marionete (Multishow)                                 | 28 de fevereiro de 1973 | 21 de maio de 2018 (Multishow) Dublagem: Maga (1990)                                                  | Roberto Gómez Bolaños, Ramón Valdés, Carlos Villagrán, María Antonieta de las Nieves, Rubén Aguirre e Édgar Vivar                                | Remake em: 1976 (Chapolin), 1981, 1984 (Os ladrões), 1991 (Chapolin) e 1993 (Os ladrões) |
| Resumo: Para ganhar dinheiro, Rubén tenta enganar um empresário teatral se passando por ventríloquo. |                                                                                        |                                                                                                 |                         | | | |
| 1 (b) | El Chapulín Colorado: Complot para asustar al Chapulín                                 | Chapolin Colorado: A Casa Mal Assombrada                                                        | 28 de fevereiro de 1973 | Estreia: 6 de março de 2013 (SBT) Dublagem: Maga (1990)                                               | Roberto Gómez Bolaños, Ramón Valdés, Carlos Villagrán, Florinda Meza, Rubén Aguirre e María Antonieta de las Nieves                              | Na abertura, aparecem algumas cenas que não são do episódio, como María Antonieta derrotando Chapolin na queda de braço. Remake em: 1980 |
| Resumo: Ao se encontrar sozinha em uma casa aparentemente mal-assombrada, uma moça fica com medo e chama pelo Chapolin Colorado. Nosso herói tenta ajudá-la, mas acaba se assustando mais do que ela. |                                                                                        |                                                                                                 |                         | | | |
| 2 (a) | El Chapulín Colorado: Número equivocado                                                | Chapolin Colorado: O quarto errado                                                              | 7 de março de 1973      | 22 de maio de 2018 (Multishow) Dublagem: Som de Vera Cruz (2018) e RioSound (2025)                    | Roberto Gómez Bolaños e Ramón Valdés | |
| Resumo: O Chapolin invade o quarto de Ramón Valdés e bate nele de maneira selvagem. Porém, ao terminar o serviço, ele se dá conta de que errou de quarto. |                                                                                        |                                                                                                 |                         | | | |
| 2 (b) | Chespirito: El Huerfanito de la Lotería                                                | Chespirito: O prêmio da loteria / O mordomo da sorte                                            | 7 de março de 1973      | Estreia: 22 de maio de 2018 (Multishow) Dublagem: Som de Vera Cruz (2018) e RioSound (2025)           | Roberto Gómez Bolaños, Ramón Valdés, Rubén Aguirre e María Antonieta de las Nieves                                                               | A sua data de estreia foi confirmada pela Tele-Guía nº 1.074, de 8 a 14 de março de 1973. Remake de: 1971 Remake em: 1978, 1981 (Os ladrões), 1984, 1985 (Os ladrões), 1988 (Os ladrões) e 1995 (Os ladrões) |
| Resumo: Chespirito é mordomo e fica encarregado de achar um bilhete de loteria para seu patrão, que sonhou com os números sorteados. Porém, todos acabam pensando que ele sequestrou um bebê. |                                                                                        |                                                                                                 |                         | | | |
| 2 (c) | El Chapulín Colorado: Duendecillo                                                      | Chapolin Colorado: Os duendezinhos                                                              | 7 de março de 1973      | 22 de maio de 2018 (Multishow) Dublagem: Som de Vera Cruz (2018) e RioSound (2025)                    | Roberto Gómez Bolaños, Ramón Valdés, Rubén Aguirre e María Antonieta de las Nieves                                                               | A sua data de estreia foi confirmada pela Tele-Guía nº 1.074, de 8 a 14 de março de 1973. Remake em: 1977 |
| Resumo: Um menino diz que vê duendezinhos por toda parte e seu pai acha que ele está ficando louco. Depois, Chapolin Colorado é chamado para ajudar, mas acaba vendo os tais duendes também. |                                                                                        |                                                                                                 |                         | | | |
| 4 (a) | El Chapulín Colorado: Martillazo en el totem                                           | Chapolin Colorado: Marretada no totem / Duendezitos                                             | 21 de março de 1973     | 23 de maio de 2018 (Multishow) Dublagem: Som de Vera Cruz (2018)                                      | Roberto Gómez Bolaños e Ramón Valdés. | |
| Resumo: Chapolin bate em Ramón Valdés, que está no totem. |                                                                                        |                                                                                                 |                         | | | |
| 4 (b) | Dr. Chapatín: En exámenes                                                              | Dr. Chapatin: O exame / Exame para os soldados                                                  | 21 de março de 1973     | 23 de maio de 2018 (Multishow) Dublagem: Som de Vera Cruz (2018) e RioSound (2025)                    | Roberto Gómez Bolaños, Ramón Valdés, Carlos Villagrán, Rubén Aguirre, Édgar Vivar e María Antonieta de las Nieves.                               | Remake em: 1976, 1981, 1985 e 1995 |
| Resumo: Dr. Chapatin examina quatro soldados, para ver se eles estão aptos a "subir". |                                                                                        |                                                                                                 |                         | | | |
| 4 (c) | El Chapulín Colorado: La tribu                                                         | Chapolin Colorado: O descobrimento da tribo perdida / A tribo                                   | 21 de março de 1973     | 23 de maio de 2018 (Multishow) Dublagens: Gábia (2005-08), Som de Vera Cruz (2018) e RioSound (2025)  | Roberto Gómez Bolaños, Ramón Valdés, Carlos Villagrán, Rubén Aguirre, Édgar Vivar e María Antonieta de las Nieves.                               | Disponível em DVD. Remake de: 1971 Remake em: 1976 e 1985 |
| Resumo: Dois arqueólogos, pai (Ramón) e filha (María Antonieta), descobrem a Tribo dos Gordicholas, que estava perdida há muitos anos. O chefe da tribo (Édgar) prende ambos e diz que se não puder se casar com a mocinha, o pai dela será atirado no poço sagrado. Chapolin é chamado para ajudar, mas para isso, ele terá de lutar com o um dos guerreiros da tribo: um homem de quase 2 metros de altura (Ruben). |                                                                                        |                                                                                                 |                         | | | |
| 5 (a) | El Chapulín Colorado: Bloqueando la entrada                                            | Chapolin Colorado: Bloqueando a entrada                                                         | 28 de março de 1973     | 24 de maio de 2018 (Multishow) Dublagens: Maga (1990, dublagem inédita) e Som de Vera Cruz (2018)     | Roberto Gómez Bolaños e Ramón Valdés. | |
| Resumo: Chapolin tenta bloquear a entrada, para evitar o ingresso de um perigoso bandido. |                                                                                        |                                                                                                 |                         | | | |
| 5 (b) | Chespirito: El Actor Debutante                                                         | Chespirito: Ator de araque                                                                      | 28 de março de 1973     | 24 de maio de 2018 (Multishow) Dublagem: Maga (1990)                                                  | Roberto Gómez Bolaños, Ramón Valdés e María Antonieta de las Nieves.                                                                             | A sua data de estreia foi confirmada pelo site "America celebra a Chespirito". Remake em: 1981 |
| Resumo: O diretor de um filme comenta com uma atriz famosa que Chespirito, um figurante desajeitado, recebeu uma carta dizendo que ele herdou uma fortuna de seu tio. Para convencer o figurante a investir todo o seu capital no próximo filme que vão gravar, o diretor resolve lhe oferecer o papel de protagonista.                                                                                               |                                                                                        |                                                                                                 |                         | | | |
| 5 (c) | El Chapulín Colorado: La Chicharra Paralizadora                                        | Chapolin Colorado: A prometida                                                                  | 28 de março de 1973     | 7 de março de 2013 (SBT) Dublagem: Maga (1990)                                                        | Roberto Gómez Bolaños, Ramón Valdés, Carlos Villagrán e María Antonieta de las Nieves.                                                           | Remake em: 1982 e 1983 |
| Resumo: Uma jovem moça (María Antonieta) está muito preocupada, pois seu pai (Ramón) quer lhe obrigar a se casar com um sujeito (Carlos) que ela não gosta, só porque este é super-arqui-multi-milionário. Desesperada, a mocinha resolve chamar o Chapolin, que usa a sua arma favorita: a Corneta Paralisadora. |                                                                                        |                                                                                                 |                         | | | |
| 6 (a) | El Chapulín Colorado: La mano del delincuente                                          | Chapolin Colorado: A mão do bandido                                                             | 4 de abril de 1973      | 25 de maio de 2018 (Multishow) Dublagens: Maga (1990, dublagem inédita) e Som de Vera Cruz (2018)     | Roberto Gómez Bolaños, Ramón Valdés e Carlos Villagrán.                                                                                          | |
| Resumo: Chapolin captura um bandido, mas este afirma que quem roubou foi a sua mão. |                                                                                        |                                                                                                 |                         | | | |
| 6 (b) | Dr. Chapatín: Venta de Fruta                                                           | Dr. Chapatin: Por uma fatia de melancia                                                         | 4 de abril de 1973      | 25 de maio de 2018 (Multishow) Dublagens: Maga (1990) e Gábia (2005-08)                               | Roberto Gómez Bolaños, Ramón Valdés e María Antonieta de las Nieves.                                                                             | No SBT, este esquete estreou em 07 de maio de 2025. A sua data de estreia foi confirmada pelo site da Televisa. Disponível em DVD. Remake de: 1972 Remake em: 1978 e 1981 |
| Resumo: O Dr. Chapatin vai a uma quitanda, mas arranja uma baita encrenca com o vendedor, porque quer comprar fatias de melancia, ao invés de comprar uma inteira. |                                                                                        |                                                                                                 |                         | | | |
| 6 (c) | El Chapulín Colorado: Explosión de gas                                                 | Chapolin Colorado: A explosão                                                                   | 4 de abril de 1973      | 25 de maio de 2018 (Multishow) Dublagens: Maga (1990) e Gábia (2005-08)                               | Roberto Gómez Bolaños, Ramón Valdés, Carlos Villagrán e María Antonieta de las Nieves.                                                           | No SBT, este episódio estreou em 07 de maio de 2025. Disponível em DVD. Remake em: 1976, 1978, 1979, 1981, 1982, 1984 e 1988 |
| Resumo: Carlos é um engenheiro que avisa os moradores de uma vila que esta ficou enfraquecida por causa de uma explosão de gás, e que eles terão de abandonar o local o mais rápido possível. O problema é que Ramón não quer ir embora, o que deixa sua filha (María Antonieta) desesperada. |                                                                                        |                                                                                                 |                         | | | |
| 7 (a) | Chespirito: Cumpleaños                                                                 | Chespirito: Parabéns, sargento!                                                                 | 11 de abril de 1973     | 10 de setembro de 2008 (SBT) Dublagem: Maga (1990)                                                    | Roberto Gómez Bolaños, Ramón Valdés, Carlos Villagrán, José Antonio Mena e Raúl "Chóforo" Padilla.                                               | Exibido originalmente como esquete do programa Chespirito em 1972. Remake de: 1970 |
| Resumo: Uma missão quase impossível para os soldados atrapalhados: levar a caixa de dinamite até o sargento. |                                                                                        |                                                                                                 |                         | | | |
| 7 (b) | Dr. Chapatín: El Perro Atropellado                                                     | Dr. Chapatin: O julgamento                                                                      | 11 de abril de 1973     | 10 de setembro de 2008 (SBT) Dublagem: Maga (1990)                                                    | Roberto Gómez Bolaños, Ramón Valdés, Carlos Villagrán, Florinda Meza, María Antonieta de las Nieves e José Antonio Mena.                         | Exibido originalmente como esquete do programa Chespirito em 1972. Neste episódio Florinda Meza ainda não havia feito cirurgia plástica no nariz. Remake em: 1975 (Chaves), 1977, 1981, 1986 (Chaves) e 1988 |
| Resumo: Uma mulher acusa o Dr. Chapatin de ter atropelado o seu cãozinho. |                                                                                        |                                                                                                 |                         | | | |
| 7 (c) | El Chapulín Colorado: El Matafácil                                                     | Chapolin Colorado: O bandido Mata Fácil                                                         | 11 de abril de 1973     | 10 de setembro de 2008 (SBT) Dublagem: Maga (1990)                                                    | Roberto Gómez Bolaños, Ramón Valdés, María Antonieta de las Nieves e José Luis Fernández.                                                        | Exibido originalmente como esquete do programa Chespirito em 1972. |
| Resumo: No Velho Oeste, María Antonieta tem medo que seu pai enfrente o terrível Matafácil, e por isso resolve chamar o Chapolin Colorado. |                                                                                        |                                                                                                 |                         | | | |
| 8 (a) | El Chapulín Colorado: La Frontera                                                      | Chapolin Colorado: A fronteira                                                                  | 18 de abril de 1973     | 27 de maio de 2018 (Multishow) Dublagem: Som de Vera Cruz (2018) e RioSound (2025)                    | Roberto Gómez Bolaños, Ramón Valdés, María Antonieta de las Nieves, Edgar Wald e José Antonio Mena.                                              | Exibido originalmente como esquete do programa Chespirito em 1972. Remake em: 1976 e 1986 |
| Resumo: Um caminhão atola e seus três passageiros ficam presos em uma região proibida; se eles não passarem a fronteira até às 6 da tarde, serão fuzilados. |                                                                                        |                                                                                                 |                         | | | |
| 8 (b) | Dr. Chapatín: Viaje en un Avión                                                        | Dr. Chapatin: Um passageiro encrenqueiro / Viagem de avião                                      | 18 de abril de 1973     | 27 de maio de 2018 (Multishow) Dublagem: Som de Vera Cruz (2018) e RioSound (2025)                    | Roberto Gómez Bolaños, Ramón Valdés, Carlos Villagrán, Florinda Meza, Angelines Fernández e María Antonieta de las Nieves.                       | Exibido originalmente como esquete do programa Chespirito em 3 de julho de 1972. Remake em: 1980 e 1986 |
| Resumo: Dr. Chapatin está viajando de avião e arranja muitas confusões com os outros passageiros. |                                                                                        |                                                                                                 |                         | | | |
| 8 (c) | El Chapulín Colorado: La Casa de los Fantasmas                                         | Chapolin Colorado: Os fantasmas / A casa dos fantasmas                                          | 18 de abril de 1973     | 27 de maio de 2018 (Multishow) Dublagem: Som de Vera Cruz (2018) e RioSound (2025)                    | Roberto Gómez Bolaños, Ramón Valdés e María Antonieta de las Nieves.                                                                             | Exibido originalmente como esquete do programa Chespirito em 1972. Remake em: 1980 |
| Resumo: María Antonieta compra uma casa pensando ter fantasmas, mas seu pai diz que ela foi enganada. Ela, por sua vez, resolve chamar o Chapolin e coisas estranhas começam a acontecer. |                                                                                        |                                                                                                 |                         | | | |
| 9 (a) | Los Caquitos: Escapatoria                                                              | Os Ladrões: A fuga do Carne Seca                                                                | 25 de abril de 1973     | 28 de maio de 2018 (Multishow) Dublagem: Maga (1988)                                                  | Roberto Gómez Bolaños, Ramón Valdés e Édgar Vivar.                                                                                               | No SBT, este esquete estreou em 18 de abril de 2025. Exibido originalmente como esquete do programa Chespirito em 1972. Remake em: 1970 |
| Resumo: Chompiras tenta ajudar seu amigo Peterete a escapar da prisão. |                                                                                        |                                                                                                 |                         | | | |
| 9 (b) | Dr. Chapatín: Intento de fotografía                                                    | Dr. Chapatin: Museu                                                                             | 25 de abril de 1973     | 28 de maio de 2018 (Multishow) Dublagem: Maga (1988)                                                  | Roberto Gómez Bolaños, Ramón Valdés, Carlos Villagrán, Florinda Meza, María Antonieta de las Nieves e participação especial e Maribel Fernández. | No SBT, este esquete estreou em 18 de abril de 2025. Exibido originalmente como esquete do programa Chespirito em 18 de setembro de 1972. Florinda Meza aparece nesta esquete apenas como figurante. Remake em: 1978 (Chapolin), 1981 e 1985 (Chapolin) |
| Resumo: O Dr. Chapatin quer tirar fotos dentro de um museu, mas isso está proibido. |                                                                                        |                                                                                                 |                         | | | |
| 9 (c) | El Chapulín Colorado: El robo de fruta                                                 | Chapolin Colorado: O roubo das maçãs                                                            | 25 de abril de 1973     | 1 de março de 2013 (SBT) Dublagem: Maga (1988)                                                        | Roberto Gómez Bolaños, Ramón Valdés, María Antonieta de las Nieves e Edgar Wald.                                                                 | Exibido originalmente como esquete do programa Chespirito em 31 de julho de 1972. Remake em: 1974, 1977, 1980 e 1983 |
| Resumo: Um mendigo está roubando várias coisas de uma cozinha, que vive com a janela aberta. O casal, dono da casa, acaba brigando porque um pensa que o outro está lhe tirando sarro. Mas a esposa decide chamar o Chapolin e ele consegue por um fim nisso tudo. |                                                                                        |                                                                                                 |                         | | | |
| 10 (a) | El Chapulín Colorado: Estafador                                                        | Chapolin Colorado: Conde Terra Nova                                                             | 2 de maio de 1973       | 1990 (SBT) Dublagens: Maga (1990) e Gábia (2005-08)                                                   | Roberto Gómez Bolaños, Ramón Valdés, Édgar Vivar, María Antonieta de las Nieves e Edgar Wald.                                                    | Exibido originalmente como esquete do programa Chespirito em 14 de agosto de 1972. No SBT, este esquete deixou de ser exibido em 2003 e voltou ao ar em 8 de março de 2013. Disponível em DVD. Remake em: 1986 |
| Resumo: María Antonieta está namorando um conde estrangeiro, ou talvez não. Seu pai chama o Chapolin para ajudá-lo, ou talvez não. Tudo pode não passar de um alarme falso, ou talvez não. |                                                                                        |                                                                                                 |                         | | | |
| 10 (b) | Dr. Chapatín: Rateros                                                                  | Dr. Chapatin: Doutor Chapatin                                                                   | 2 de maio de 1973       | 29 de maio de 2018 (Multishow) Dublagem: Maga (1990)                                                  | Roberto Gómez Bolaños, Ramón Valdés, Carlos Villagrán, Édgar Vivar e María Antonieta de las Nieves.                                              | Exibido originalmente como esquete do programa Chespirito em 1972. Remake em: 1975 (Chapolin), 1977, 1980, 1986 e 1988 |
| Resumo: A enfermeira escuta no rádio que dois assaltantes escaparam da polícia, e que um deles está gravemente ferido. Em seguida, chegam dois tipos no consultório; um deles, gravemente ferido. |                                                                                        |                                                                                                 |                         | | | |
| 10 (c) | El Chapulín Colorado: El Vampiro                                                       | Chapolin Colorado: O vampiro                                                                    | 2 de maio de 1973       | 1990 (SBT) Dublagens: Maga (1990) e Gábia (2005-08)                                                   | Roberto Gómez Bolaños, Ramón Valdés, María Antonieta de las Nieves e participação especial de José Luis Fernández.                               | Exibido originalmente como esquete do programa Chespirito em 28 de agosto de 1972. No SBT, este esquete deixou de ser exibido em 5 de junho de 2003. Voltou ao ar, no Brasil, pelo Multishow em 29 de maio de 2018. Disponível em DVD. Remake de: 1970 Remake em: 1974, 1978, 1981 e 1984 |
| Resumo: María Antonieta está com medo do homem-vampiro, e jura que ele tentou atacá-la durante a noite. Seu pai não acredita na história e ela resolve chamar o Chapolin. |                                                                                        |                                                                                                 |                         | | | |
| 12 (a) | El Chapulín Colorado: Vagos Paralizados                                                | Chapolin Colorado: Arruaceiros                                                                  | 16 de maio de 1973      | 16 de setembro de 2006 (SBT) Dublagem: Maga (1990)                                                    | Roberto Gómez Bolaños, Ramón Valdés, María Antonieta de las Nieves, José Antonio Mena, Arturo García Tenorio e Raul "Chóforo" Padilla.           | Exibido originalmente como esquete do programa Chespirito em 21 de agosto de 1972. Remake em: 1982 |
| Resumo: María Antonieta está cansada de ser assediada por um bando de vadios, que vivem na porta de sua casa. Chapolin é chamado para dar um jeito na situação e resolve usar sua Pistola Paralisadora. |                                                                                        |                                                                                                 |                         | | | |
| 12 (b) | Dr. Chapatín: Chantaje                                                                 | Dr. Chapatin: Jantar executivo 2                                                                | 16 de maio de 1973      | 16 de setembro de 2006 (SBT) Dublagem: Maga (1990)                                                    | Roberto Gómez Bolaños, Ramón Valdés e María Antonieta de las Nieves.                                                                             | Exibido originalmente como esquete do programa Chespirito em 1972. Remake em: 1977, 1980 e 1987 |
| Resumo: Ramón tem que ir a uma reunião de negócios, mas sua esposa se faz de doente para que ele fique em casa. |                                                                                        |                                                                                                 |                         | | | |
| 12 (c) | El Chapulín Colorado: Agua Helada                                                      | Chapolin Colorado: Os prisioneiros                                                              | 16 de maio de 1973      | 16 de setembro de 2006 (SBT) Dublagem: Maga (1990)                                                    | Roberto Gómez Bolaños, Ramón Valdés, Florinda Meza, María Antonieta de las Nieves e José Antonio Mena.                                           | Exibido originalmente como esquete do programa Chespirito em 3 de julho de 1972. |
| Resumo: Uma louca, que acredita ser Maria Bonita, prende Ramón e María Antonieta. Chapolin Colorado terá de salvá-los. |                                                                                        |                                                                                                 |                         | | | |
| 13 (a) | Dr. Chapatín: Corazón apasionado                                                       | Dr. Chapatin: Encontro às escuras                                                               | 23 de maio de 1973      | 31 de maio de 2018 (Multishow) Dublagem: Maga (1990)                                                  | Roberto Gómez Bolaños e María Antonieta de las Nieves.                                                                                           | Exibido originalmente como esquete do programa Chespirito em 1972. No SBT, este esquete estreou em 25 de junho de 2025. Remake em: 1980 e 1987 |
| Resumo: Dona Neves marca encontro com um pretendente no parque e encontra o Dr. Chapatin, que como sempre, faz suas piadas debochadas. |                                                                                        |                                                                                                 |                         | | | |
| 13 (b) | Chespirito: Mesero demoledor                                                           | Chespirito: Garçom desastrado                                                                   | 23 de maio de 1973      | 31 de maio de 2018 (Multishow) Dublagem: Maga (1990)                                                  | Roberto Gómez Bolaños, Ramón Valdés, Florinda Meza e María Antonieta de las Nieves.                                                              | Exibido originalmente como esquete do programa Chespirito em 1972. No SBT, este esquete estreou em 25 de junho de 2025. Remake em: 1981 e 1985 |
| Resumo: María Antonieta está fazendo aniversário e chama um garçom. Por azar, a agência manda Chespirito, o mesmo garçom que quase destruiu a casa dela no ano anterior. |                                                                                        |                                                                                                 |                         | | | |
| 13 (c) | El Chapulín Colorado: Espantapájaros                                                   | Chapolin Colorado: Confusão no celeiro                                                          | 23 de maio de 1973      | 8 de março de 2013 (SBT) Dublagem: Maga (1990)                                                        | Roberto Gómez Bolaños, Ramón Valdés, Carlos Villagrán, María Antonieta de las Nieves e Edgar Wald.                                               | Exibido originalmente como esquete do programa Chespirito em 1972. Remake em: 1974, 1977, 1980 e 1982 |
| Resumo: O terrível bandido Peterete escapou da cadeia e quer vingança. Chapolin é chamado para ajudar, mas acaba confundindo um boneco com o bandido. |                                                                                        |                                                                                                 |                         | | | |
| 14 (a) | El Chapulín Colorado: El campamento                                                    | Chapolin Colorado: Operação de salvamento / O acampamento                                       | 30 de maio de 1973      | 2 de junho de 2018 (Multishow) Dublagem: Som de Vera Cruz (2018) e RioSound (2025)                    | Roberto Gómez Bolaños, Ramón Valdés, Carlos Villagrán e María Antonieta de las Nieves.                                                           | Exibido originalmente como esquete do programa Chespirito em 1972. Remake em: 1975, 1978, 1983 e 1987 |
| Resumo: Em um pântano, María Antonieta diz que foi picada por uma serpente venenosa. Seu pai e seu marido ficam terrivelmente assustados e, juntos do Chapolin, fazem de tudo para ajudá-la. |                                                                                        |                                                                                                 |                         | | | |
| 14 (b) | Dr. Chapatín: El doctor                                                                | Dr. Chapatin: Problemas de peso / O doutor                                                      | 30 de maio de 1973      | 2 de junho de 2018 (Multishow) Dublagem: Som de Vera Cruz (2018) e RioSound (2025)                    | Roberto Gómez Bolaños, Ramón Valdés, Carlos Villagrán, Édgar Vivar e María Antonieta de las Nieves.                                              | Exibido originalmente como esquete do programa Chespirito em 1972. Remake em: 1980, 1983 e 1995 |
| Resumo: Dois pacientes vão ao consultório do Dr. Chapatin. Um quer emagrecer e o outro, engordar. |                                                                                        |                                                                                                 |                         | | | |
| 14 (c) | El Chapulín Colorado: El cementerio                                                    | Chapolin Colorado: A lenda da Chorona / O cemitério                                             | 30 de maio de 1973      | 2 de junho de 2018 (Multishow) Dublagem: Som de Vera Cruz (2018) e RioSound (2025)                    | Roberto Gómez Bolaños, Ramón Valdés, Carlos Villagrán e María Antonieta de las Nieves.                                                           | Exibido originalmente como esquete do programa Chespirito em 16 de outubro de 1972. Remake em: 1980 |
| Resumo: Ramón está num cemitério e se assusta com a "Chorona". Ele chama o Chapolin e os dois começam a investigar, apesar do medo. |                                                                                        |                                                                                                 |                         | | | |
| 15 (a) | Dr. Chapatín: El terrible Doctor Chapatín                                              | Dr. Chapatin: Um aluno e tanto / Aula de golfe                                                  | 6 de junho de 1973      | 3 de junho de 2018 (Multishow) Dublagem: Som de Vera Cruz (2018) e RioSound (2025)                    | Roberto Gómez Bolaños, Ramón Valdés, Carlos Villagrán e María Antonieta de las Nieves.                                                           | O vestuário de Carlos Villagrán é o mesmo do esquete "O ensaio" do programa Chaves. Remake em: 1977, 1980 e 1985 |
| Resumo: O Dr. Chapatin vai atender um paciente(Ramón), e sem querer, acaba tomando aulas de golfe. |                                                                                        |                                                                                                 |                         | | | |
| 15 (b) | El Chapulín Colorado: Regalo explosivo                                                 | Chapolin Colorado: Presente de grego / O caso de bolo envenenadinho                             | 6 de junho de 1973      | 3 de junho de 2018 (Multishow) Dublagem: Som de Vera Cruz (2018) e RioSound (2025)                    | Roberto Gómez Bolaños, Ramón Valdés, Rubén Aguirre e María Antonieta de las Nieves.                                                              | Remake de: 1971 Remake em: 1977, 1981, 1982 e 1985 |
| Resumo: Rubén é um vilão que quer obrigar Florinda a se casar com ele. Como a mocinha se recusa, ele resolve colocar veneno em um dos bolos que o pai dela está vendendo. |                                                                                        |                                                                                                 |                         | | | |
| 16 (a) | El Chapulín Colorado: La lata de jugo                                                  | Chapolin Colorado: A lata de suco                                                               | 13 de junho de 1973     | 4 de junho de 2018 (Multishow) Dublagem: Som de Vera Cruz (2018) e RioSound (2025)                    | Roberto Gómez Bolaños e María Antonieta de las Nieves.                                                                                           | |
| Resumo: Chapolin pergunta a María Antonieta como se abre uma lata de suco. |                                                                                        |                                                                                                 |                         | | | |
| 16 (b) | Chespirito: Fraude en restaurante                                                      | Chespirito: Trapaças no restaurante / Fraude no restaurante                                     | 13 de junho de 1973     | 4 de junho de 2018 (Multishow) Dublagem: Som de Vera Cruz (2018) e RioSound (2025)                    | Roberto Gómez Bolaños, Ramón Valdés, Carlos Villagrán, Rubén Aguirre e María Antonieta de las Nieves.                                            | A sua data de estreia foi confirmada pela Tele-Guía nº 1.087, de 13 de junho de 1973. Remake em: 1977, 1979, 1982, 1985 e 1995 |
| Resumo: A sopa de Ramón tem uma mosca e, por isso, a garçonete (María Antonieta) não cobra a conta dele. Chespirito, então, tenta achar uma mosca para jogar em seu prato e, assim, não ter que pagar a sua conta também. |                                                                                        |                                                                                                 |                         | | | |
| 16 (c) | El Chapulín Colorado: Fantasma Piel Roja                                               | Chapolin Colorado: O índio Pele Vermelha / Fantasma de pele vermelha                            | 13 de junho de 1973     | 4 de junho de 2018 (Multishow) Dublagem: Som de Vera Cruz (2018) e RioSound (2025)                    | Roberto Gómez Bolaños, Ramón Valdés, Rubén Aguirre e María Antonieta de las Nieves.                                                              | A sua data de estreia foi confirmada pela Tele-Guía nº 1.087, de 13 de junho de 1973. Remake em: 1977 e 1985 |
| Resumo: Ramón e María Antonieta vão passar o dia numa cabana e encontram o fantasma do Indio riacho molhado (Rubén). Assustados, eles chamam o Chapolin Colorado. |                                                                                        |                                                                                                 |                         | | | |
| 19 | La falsa muerte del Malhechor                                                          | Uma investigação perigosa / Falsa morte do malfeitor                                            | 4 de julho de 1973      | 5 de junho de 2018 (Multishow) Dublagem: Som de Vera Cruz (2018) e RioSound (2025)                    | Roberto Gómez Bolaños, Ramón Valdés, Carlos Villagrán, Rubén Aguirre, Édgar Vivar e María Antonieta de las Nieves.                               | A sua data de estreia foi confirmada pela Tele-Guía nº 1.090, de 4 de julho de 1973. Remake em: 1975, 1977, 1983, 1986 e 1991 |
| Resumo: Quase Nada se finge de morto, para poder cometer crimes sem que a polícia desconfie. Agora, por incrível que pareça, o único que pode acabar com seus planos é o Chapolin Colorado. |                                                                                        |                                                                                                 |                         | | | |
| 22 | Rabia                                                                                  | O cão raivoso                                                                                   | 20 de julho de 1973     | 3 de novembro de 2008 (SBT) Dublagem: Maga (1988)                                                     | Roberto Gómez Bolaños, Ramón Valdés, Carlos Villagrán, Édgar Vivar e María Antonieta de las Nieves.                                              | Remake de: 1972 Remake em: 1976, 1981, 1982 e 1987 |
| Resumo: Chapolin ajuda um peão (Ramón) a levar os sacos até a casa de seu patrão (Carlos), porém os dois vivem sendo atrapalhados por um turista gringo (Édgar) que está passeando por lá. Ao mesmo tempo, uma enfermeira (María Antonieta) está procurando um homem que foi mordido por um cachorro raivoso. Quem será o tal sujeito?                                                                                |                                                                                        |                                                                                                 |                         | | | |
| 23 | El Hombre Lobo                                                                         | O debilitador potencial                                                                         | 27 de julho de 1973     | 10 de julho de 2008 (SBT) Dublagem: Maga (1990)                                                       | Roberto Gómez Bolaños, Ramón Valdés, Carlos Villagrán, Rubén Aguirre e María Antonieta de las Nieves.                                            | A sua data de estreia foi confirmada Tele-Guía nº 1.094, de 27 de julho de 1973. Este foi o último episódio antes do afastamento de María Antonieta de las Nieves. O Chapolin passa a utilizar um novo uniforme. Remake em: 1976, 1980 (La Chicharra), 1980, 1984 e 1987 |
| Resumo: Ramón inventa um líquido maravilhoso: o debilitador potencial. Este líquido é capaz de amolecer qualquer coisa; ou seja, até um tijolo pode ficar macio. Mas tem gente muito gananciosa atrás desse invento, e o Chapolin é chamado para ajudar. |                                                                                        |                                                                                                 |                         | | | |
| 24 (a) | Dr. Chapatín: Búsqueda del enfermo                                                     | Dr. Chapatin: Fila e fichas no hospital / Atendimento hospitalar                                | 3 de agosto de 1973     | 8 de junho de 2018 (Multishow) Dublagem: Som de Vera Cruz (2018) e RioSound (2025)                    | Roberto Gómez Bolaños, Ramón Valdés, Carlos Villagrán, Florinda Meza, Rubén Aguirre e participação especial de José Luis Amaro.                  | Remake em: 1977, 1982 (Os ladrões), 1985 (Os ladrões), 1987 (Os ladrões) e 1995 (Os ladrões) |
| Resumo: Dr. Chapatin chega ao hospital com um Ramón totalmente "estourado". O homem foi atropelado e precisa de cuidados médicos, mas o doutor acaba arranjando muitas confusões na fila, por causa das fichas numéricas que lhe entregam. |                                                                                        |                                                                                                 |                         | | | |
| 24 (b) | El Chapulin Colorado: Las Bromas del Tío Ramón                                         | Chapolin Colorado: Duas vezes Chapolin / Brincadeirinhas pesadas                                | 3 de agosto de 1973     | 8 de junho de 2018 (Multishow) Dublagem: Som de Vera Cruz (2018) e RioSound (2025)                    | Roberto Gómez Bolaños, Ramón Valdés, Carlos Villagrán e Florinda Meza.                                                                           | Remake em: 1976, 1980, 1980, 1984, 1984 e 188 |
| Resumo: Ramón é um sujeito que adora pregar peças nos outros, mas sua sobrinha Florinda não quer que ele faça isso com Carlos, seu marido, pois este sofre do coração e com um susto muito forte, poderia até morrer. |                                                                                        |                                                                                                 |                         | | | |
| 25 | Prisión                                                                                | Para fugir da prisão                                                                            | 10 de agosto de 1973    | 1990 (SBT) Dublagem: Maga (1990)                                                                      | Roberto Gómez Bolaños, Ramón Valdés, Carlos Villagrán e participação especial de Ramiro Orci.                                                    | No SBT, este episódio deixou de ser exibido em 2003 e voltou ao ar em 22 de fevereiro de 2013. Remake em: 1976 e 1983 |
| Resumo: Tripa Seca quer fugir da prisão, mas o capataz não quer deixar de jeito nenhum. Por isso, ele invoca o Chapolin Colorado. |                                                                                        |                                                                                                 |                         | | | |
| 26 (a) | Dr. Chapatín: Médicos en Quirófano                                                     | Dr. Chapatin: Médicos birutas / Médicos na sala de cirurgia                                     | 17 de agosto de 1973    | 10 de junho de 2018 (Multishow) Dublagens: Gábia (2005-08), Som de Vera Cruz (2018) e RioSound (2025) | Roberto Gómez Bolaños, Ramón Valdés, Carlos Villagrán e Florinda Meza.                                                                           | Disponível em DVD. |
| Resumo: Ramón é médico e está tentando realizar uma cirurgia, mas o Dr. Chapatin não para de atrapalhar, com seus saquinhos de batata frita. |                                                                                        |                                                                                                 |                         | | | |
| 26 (b) | El Chapulín Colorado: Marcianos                                                        | Chapolin Colorado: O minidisco voador / Marcianos                                               | 17 de agosto de 1973    | 10 de junho de 2018 (Multishow) Dublagens: Gábia (2005-08), Som de Vera Cruz (2018) e RioSound (2025) | Roberto Gómez Bolaños, Ramón Valdés, Carlos Villagrán e Florinda Meza.                                                                           | Disponível em DVD. Remake de: 1971 Remake em: 1975, 1978, 1980, 1983 e 1986 |
| Resumo: Num laboratório, os cientistas descobrem que a Terra está sendo invadida por marcianos super arqui ultra microscópicos. Assustados, eles decidem chamar o Chapolin Colorado. |                                                                                        |                                                                                                 |                         | | | |
| 28 | Cómo Matar un Chapulín sin Mortificar a la Sociedad Protectora de Animales             | Dando um fim no Chapolin / Como matar um Chapolin sem ofender a Sociedade Protetora dos Animais | 31 de agosto de 1973    | 11 de junho de 2018 (Multishow) Dublagem: Som de Vera Cruz (2018) e RioSound (2025)                   | Roberto Gómez Bolaños, Ramón Valdés, Carlos Villagrán, Florinda Meza e Édgar Vivar.                                                              | Remake de: 1971 Remake em: 1976, 1980 e 1985 |
| Resumo: A filha de Ramón está em perigo e os bandidos só vão deixá-la em paz se seu pai matar o Chapolin Colorado. Sem saída, Ramón tenta colocar o plano dos bandidos em prática, mas o Chapolin acaba sempre escapando. |                                                                                        |                                                                                                 |                         | | | |
| 29 | Una Momia Bastante Egipcia                                                             | Uma múmia bastante egípcia                                                                      | 7 de setembro de 1973   | 1984 (SBT) Dublagem: Maga (1984)                                                                      | Roberto Gómez Bolaños, Ramón Valdés, Carlos Villagrán, Florinda Meza e Rubén Aguirre.                                                            | Remake em: 1976, 1981 e 1985 |
| Resumo: Três arqueólogos (Ramón, Florinda e Carlos) vão às pirâmides do Egito procurar tesouros maravilhosos, mas se deparam com um árabe valentão (Rubén) e uma múmia viva. |                                                                                        |                                                                                                 |                         | | | |
| 31 (a) | Dr. Chapatín: La Autopsia                                                              | Dr. Chapatin: A autópsia                                                                        | 21 de setembro de 1973  | 1984 (SBT) Dublagem: Maga (1984)                                                                      | Roberto Gómez Bolaños, Ramón Valdés, Carlos Villagrán, Florinda Meza e Édgar Vivar.                                                              | A sua data de estreia foi confirmada pela Tele-Guía nº 1.102, de 20 a 26 de setembro de 1973. No SBT, este esquete deixou de ser exibido em 1992. Voltou ao ar pelo Multishow em 13 de junho de 2018. Remake em: 1980 e 1991 |
| Resumo: O Dr. Chapatin vai à casa de Carlos, que precisa de um cadáver, pois está estudando medicina e deseja praticar uma autópsia. |                                                                                        |                                                                                                 |                         | | | |
| 31 (b) | El Chapulín Colorado: La Casa del Té de Hierbabuena de la Luna del 8 de Agosto de 1974 | Chapolin Colorado: A casa de chá do luar de 8 de agosto de 1984                                 | 21 de setembro de 1973  | 1984 (SBT) Dublagens: Maga (1984) e Gábia (2005-08)                                                   | Roberto Gómez Bolaños, Ramón Valdés, Carlos Villagrán, Florinda Meza e Édgar Vivar.                                                              | A sua data de estreia foi confirmada pela Tele-Guía nº 1.102, de 20 a 26 de setembro de 1973. No SBT, este esquete deixou de ser exibido em 1992 e voltou ao ar em 8 de março de 2013. Um trecho deste esquete com diálogos entre Chapolin e a gueixa que era exibido normalmente pelo SBT até 1992, atualmente não é mais exibido em lugar nenhum, o referido trecho está disponível na Internet dublado em português e em preto e branco por uma gravação antiga do SBT. Disponível em DVD. Remake de: 1971 Remake em: 1976, 1980 e 1988 |
| Resumo: Uma gueixa (Florinda) está sendo forçada pelo seu pai (Ramón) a se casar com o famoso carateca Simpato Yamasaki (Édgar). Por isso, Chapolin Colorado é chamado para ajudar. Mas o único jeito de impedir o casamento é lutando com o campeão de caratê. |                                                                                        |                                                                                                 |                         | | | |
| 32 (a) | Dr. Chapatín: La Boda de la Enfermera                                                  | Dr. Chapatin: Infelizmente perdemos o avião, graças a Deus!                                     | 28 de setembro de 1973  | 1984 (SBT) Dublagem: Maga (1984)                                                                      | Roberto Gómez Bolaños, Ramón Valdés, Carlos Villagrán e Florinda Meza.                                                                           | A sua data de estreia foi confirmada pela Tele-Guía nº 1.103, de 28 de setembro de 1973. No SBT, este esquete deixou de ser exibido em 2003. Voltou ao ar pelo Multishow em 14 de junho de 2018. Remake em: 1977, 1983 e 1990 |
| Resumo: O Dr. Chapatin é convidado para o casamento de sua enfermeira (Florinda), mas ele atrapalha e não deixa o juiz (Ramón) terminar a cerimônia. O problema é que o casal (Florinda e Carlos) pode perder o avião, se ficar muito tarde. |                                                                                        |                                                                                                 |                         | | | |
| 32 (b) | El Chapulín Colorado: Pistolero Veloz                                                  | Chapolin Colorado: O pistoleiro da Marreta Biônica                                              | 28 de setembro de 1973  | 1984 (SBT) Dublagem: Maga (1984)                                                                      | Roberto Gómez Bolaños, Ramón Valdés, Carlos Villagrán e Florinda Meza.                                                                           | A sua data de estreia foi confirmada pela Tele-Guía nº 1.103, de 28 de setembro de 1973. No SBT, este esquete deixou de ser exibido em 2003 e voltou ao ar em 7 de março de 2013. Remake em: 1984 |
| Resumo: Um casal está assustado com a volta do terrível Pistoleiro Veloz, que diz ter o gatilho mais rápido do Velho Oeste. Chapolin é chamado para ajudar, e agora vai mostrar que ele tem a Marreta mais rápida do Velho Oeste. |                                                                                        |                                                                                                 |                         | | | |
| 33 | La cuenta del hotel                                                                    | Um hotel nada agradável / A conta do hotel                                                      | 5 de outubro de 1973    | 15 de junho de 2018 (Multishow) Dublagem: Som de Vera Cruz (2018) e RioSound (2025)                   | Roberto Gómez Bolaños, Ramón Valdés, Carlos Villagrán, Florinda Meza, Édgar Vivar e Horacio Gómez.                                               | Remake em: 1976, 1983 e 1994 |
| Resumo: O gerente do hotel está cobrando o dobro do combinado pela conta do casal, que não tem dinheiro. Eles ficam proibidos de sair do hotel, a menos que paguem a conta e, por isso, decidem chamar o Chapolin Colorado. |                                                                                        |                                                                                                 |                         | | | |
| 34 | El robo del anillo                                                                     | O anel de brilhante                                                                             | 12 de outubro de 1973   | 1984 (SBT) Dublagem: Maga (1984)                                                                      | Roberto Gómez Bolaños, Ramón Valdés, Carlos Villagrán e Florinda Meza.                                                                           | A sua data de estreia foi confirmada pela Tele-Guía nº 1.105, de 11 a 17 de outubro de 1973. Este episódio foi reprisado em 1974. Atualmente a Televisa distribui esta reprise. Remake em: 1976 e 1983 |
| Resumo: Um anel de brilhante desaparece e Ramón culpa a sua empregada. Ela pede a ajuda do Chapolin, que resolve investigar. |                                                                                        |                                                                                                 |                         | | | |
| 35 | El Hombre Invisible es tan Antipático que Nadie lo Puede Ver                           | O espião invisível                                                                              | 19 de outubro de 1973   | 21 de outubro de 2006 (SBT) Dublagem: Maga (1990)                                                     | Roberto Gómez Bolaños, Ramón Valdés, Carlos Villagrán, Florinda Meza e Édgar Vivar.                                                              | A sua data de estreia foi fornecida durante uma exibição online do Chapolin em 2014. Remake de: 1970 Remake em: 1976 1981 e 1985 |
| Resumo: Ramón é um cientista que cria a fórmula da invisibilidade. O problema é que um espião e um jornalista estão muito interessados nesse invento. |                                                                                        |                                                                                                 |                         | | | |
| 36 | De Noche, Todos los Gatos Hacen "Miau"                                                 | Um miado ao cair da noite                                                                       | 26 de outubro de 1973   | 20 de maio de 2006 (SBT) Dublagem: Maga (1988)                                                        | Roberto Gómez Bolaños, Ramón Valdés, Carlos Villagrán e Florinda Meza.                                                                           | A sua data de estreia foi confirmada Tele-Guía nº 1.107, de 26 de outubro de 1973, e durante uma exibição online do Chapolin em 2014. Remake de: 1972 Remake em: 1982 e 1991 |
| Resumo: Florinda não consegue dormir há quatro noites por causa de um gato que não para de miar. Sem saber o que fazer, ela chama o Chapolin Colorado, e acaba tendo uma ajuda extra: a do guarda noturno (Ramón), que também não consegue mais dormir por causa do gato. |                                                                                        |                                                                                                 |                         | | | |
| 37 | Cuando los Juguetes Vuelan                                                             | Quando os brinquedos voam / O sumiço dos brinquedos                                             | 2 de novembro de 1973   | 19 de junho de 2018 (Multishow) Dublagem: Som de Vera Cruz (2018) e RioSound (2025)                   | Roberto Gómez Bolaños, Ramón Valdés, Carlos Villagrán, Florinda Meza e participação especial de Rocío.                                           | Remake em: 1977 e 1986 |
| Resumo: Uma menina mentirosa joga os seus brinquedos na rua e diz que um bandido os roubou, só para poder ganhar novos brinquedos. Chapolin Colorado é chamado para tentar resolver o caso. |                                                                                        |                                                                                                 |                         | | | |
| 38 (a) | Dr. Chapatín: Médicos: Cita con el futuro                                              | Dr. Chapatin: O gato e o chimpanzé                                                              | 9 de novembro de 1973   | 20 de junho de 2018 (Multishow) Dublagem: Som de Vera Cruz (2018) e RioSound (2025)                   | Roberto Gómez Bolaños, Ramón Valdés, Carlos Villagrán e Florinda Meza.                                                                           | Remake em: 1976, 1981, 1986 e 1991 |
| Resumo: Dr. Chapatin atende um paciente que está todo estourado porque foi descer uma escada, pisou no rabo de um gato, o gato miou, ele se assustou, tropeçou e rolou a escada. |                                                                                        |                                                                                                 |                         | | | |
| 38 (b) | El Chapulín Colorado: Un Difunto Bastante Muerto                                       | Chapolin Colorado: Um defunto bastante morto / Para morrer, basta estar morto                   | 9 de novembro de 1973   | 20 de junho de 2018 (Multishow) Dublagem: Som de Vera Cruz (2018) e RioSound (2025)                   | Roberto Gómez Bolaños, Ramón Valdés, Carlos Villagrán, Florinda Meza e Horacio Gómez.                                                            | Remake de: 1970 Remake em: 1976, 1981, 1984 e 1994 |
| Resumo: Um vendedor ambulante entra na casa de Florinda e descobre um cadáver dentro de um baú. Assustado, ele chama o Chapolin Colorado. |                                                                                        |                                                                                                 |                         | | | |
| 39 | Prohibido Tirar Bombas en Horas de Oficina                                             | Proibido mexer com bombas em horas de serviço / Um negócio que vai bombar                       | 16 de novembro de 1973  | 21 de junho de 2018 (Multishow) Dublagem: Som de Vera Cruz (2018) e RioSound (2025)                   | Roberto Gómez Bolaños, Ramón Valdés, Carlos Villagrán, Florinda Meza e Horacio Gómez.                                                            | A sua data de estreia foi confirmada pelo site "America celebra a Chespirito". Remake em: 1976, 1979, 1984 e 1989 |
| Resumo: Quase Nada intimida um advogado, colocando uma bomba em seu escritório. Chapolin, o advogado e sua secretária tentam desativar a bomba, que se encontra dentro de um cofre. |                                                                                        |                                                                                                 |                         | | | |
| 40 (a) | Dr. Chapatín: El Futuro Difunto                                                        | Dr. Chapatin: O paciente teimoso                                                                | 23 de novembro de 1973  | 23 de julho de 2008 (SBT) Dublagens: Maga (1990) e Gábia (2005-08)                                    | Roberto Gómez Bolaños, Ramón Valdés, Carlos Villagrán e Florinda Meza.                                                                           | A sua data de estreia foi confirmada pela Tele-Guía nº 1.111, de 22 a 28 de novembro de 1973. Disponível em DVD. Remake em: 1977, 1981 e 1988 |
| Resumo: Dr. Chapatin diz que seu paciente já morreu, porém, o paciente ainda está vivo e diz que não vai morrer de jeito nenhum. |                                                                                        |                                                                                                 |                         | | | |
| 40 (b) | El Chapulín Colorado: El Lugar donde se Ponen Más Inyecciones se Llama Hospital        | Chapolin Colorado: Injeção, não!                                                                | 23 de novembro de 1973  | 23 de julho de 2008 (SBT) Dublagens: Maga (1990) e Gábia (2005-08)                                    | Roberto Gómez Bolaños, Ramón Valdés, Carlos Villagrán e Florinda Meza.                                                                           | A sua data de estreia foi confirmada pela Tele-Guía nº 1.111, de 22 a 28 de novembro de 1973. Disponível em DVD. Remake de: 1972 Remake em: 1977, 1981, 1984 e 1985 |
| Resumo: Ramón é um paciente rabugento que está dominado pela Roncoespirratite e se nega a tomar uma injeção. O problema é que, se ele não tomá-la, pode até morrer. Chapolin é chamado para ajudar e... vai sobrar injeção para todo mundo! |                                                                                        |                                                                                                 |                         | | | |
| 41 | El Bueno, el Malo y el Chapulín                                                        | O bandido                                                                                       | 30 de novembro de 1973  | Estreia: 1984 (SBT) Dublagens: Maga (1984) e Gábia (2005-08)                                          | Roberto Gómez Bolaños, Ramón Valdés, Carlos Villagrán, Florinda Meza, Édgar Vivar e Horacio Gómez.                                               | Disponível em DVD. Nota: O concurso "Vamos à Disneylândia com o Chapolin" era real. Nota: Chapolin exibe o gibi do Chaves. Remake em: 1977 e 1985 |
| Resumo: O terrível Racha-Cuca está de volta ao velho Oeste e para tentar detê-lo, o banqueiro, o xerife e o dono do bar chamam o Chapolin Colorado, que decide pregar alguns cartazes do bandido por todo o povoado, além é claro de pregar cartazes do concurso "Vamos à Disneylândia com o Polegar Vermelho". |                                                                                        |                                                                                                 |                         | | | |
| 43 (a) | Chespirito: ...Y Líbranos También de los Distraidos                                    | Chespirito: E livrai-nos também dos distraídos / Um distraído incomoda muita gente              | 14 de dezembro de 1973  | 24 de junho de 2018 (Multishow) Dublagem: Som de Vera Cruz (2018) e RioSound (2025)                   | Roberto Gómez Bolaños, Ramón Valdés, Carlos Villagrán e Florinda Meza.                                                                           | A sua data de estreia foi confirmada pela Tele-Guía nº 1.114, de 13 a 19 de dezembro de 1973. Remake em: 1975, 1979, 1980, 1986 e 1992 |
| Resumo: Chespirito é um sujeito extremamente distraído e o único que tem telefone em todo o prédio. Por isso, as pessoas vivem entrando e saindo de lá. |                                                                                        |                                                                                                 |                         | | | |
| 43 (b) | El Chapulín Colorado: De los Metiches Líbranos Señor                                   | Chapolin Colorado: Livrai-nos dos metidos, Senhor / Um super-herói de primeiro mundo            | 14 de dezembro de 1973  | 24 de junho de 2018 (Multishow) Dublagem: Som de Vera Cruz (2018) e RioSound (2025)                   | Roberto Gómez Bolaños, Ramón Valdés, Carlos Villagrán, Florinda Meza e Édgar Vivar.                                                              | A sua data de estreia foi confirmada pela Tele-Guía nº 1.114, de 12 a 19 de dezembro de 1973. Primeira aparição de Super Sam. |
| Resumo: Dimitrio Panzov quer sequestrar a pobre camponesa para se casar com ela. Assustada, ela chama o Chapolin Colorado, mas é atendida por outro herói, o incrível Super Sam! |                                                                                        |                                                                                                 |                         | | | |
| 44 (a) | Dr. Chapatín: La Perla                                                                 | Dr. Chapatin: A pérola                                                                          | 21 de dezembro de 1973  | 25 de junho de 2018 (Multishow) Dublagem: Som de Vera Cruz (2018) e RioSound (2025)                   | Roberto Gómez Bolaños, Ramón Valdés, Carlos Villagrán e Florinda Meza.                                                                           | Remake em: 1982 (Os ladrões) e 1995 |
| Resumo: Monchito é um velhinho que encontra uma pérola no meio de sua comida, em um restaurante. A garçonete garante que a pérola é dela e agora a confusão está armada. |                                                                                        |                                                                                                 |                         | | | |
| 44 (b) | El Chapulín Colorado: El Hombre que Costó Seis Pesos                                   | Chapolin Colorado: O robô desparafusado / O homem que valia seis centavos                       | 21 de dezembro de 1973  | 25 de junho de 2018 (Multishow) Dublagem: Som de Vera Cruz (2018) e RioSound (2025)                   | Roberto Gómez Bolaños, Ramón Valdés, Carlos Villagrán, Florinda Meza e Horacio Gómez.                                                            | Remake em: 1976, 1979 e 1985 |
| Resumo: Ramón constrói um robô idêntico a um ser humano, que está descontrolado por ter um parafuso a menos. Chapolin é chamado para ajudar a detê-lo, mas não consegue descobrir quem é o robô. |                                                                                        |                                                                                                 |                         | | | |
| 45 (a) | Dr. Chapatín: Brindis a los Recién Casados                                             | Dr. Chapatin: Um brinde aos recém-casados                                                       | 28 de dezembro de 1973  | 26 de junho de 2018 (Multishow) Dublagem: Som de Vera Cruz (2018) e RioSound (2025)                   | Roberto Gómez Bolaños, Ramón Valdés, Carlos Villagrán, Florinda Meza e Édgar Vivar.                                                              | Remake em: 1980 e 1986 |
| Resumo: Em um casamento, o Dr. Chapatin faz um discurso e apronta muitas confusões. |                                                                                        |                                                                                                 |                         | | | |
| 45 (b) | El Chapulín Colorado: Los Micrófonos Están en la Onda Fresa                            | Chapolin Colorado: Os microfones ocultos / A escuta secreta                                     | 28 de dezembro de 1973  | 26 de junho de 2018 (Multishow) Dublagem: Som de Vera Cruz (2018) e RioSound (2025)                   | Roberto Gómez Bolaños, Ramón Valdés, Carlos Villagrán, Florinda Meza e Édgar Vivar.                                                              | Remake em: 1976, 1980 e 1987 |
| Resumo: Dois detetives estão tentando escutar os planos de um casal de bandidos, usando microfones ocultos. Mas os bandidos resolvem chamar o Chapolin para ajudá-los a procurar os tais microfones. |                                                                                        |                                                                                                 |                         | | | |

### Episódios perdidos mundialmente
| Dr. Chapatín: ? | Dr. Chapatin: ?                                 | 14 de março de 1973    | Esquete inédito                  | Não há informações sobre elenco | Foi descoberto na Tele-Guía nº 1.073, de 7 de março de 1973, que também confirmava sua data de estreia. |
| Resumo: ? |                                                 |                        |                                  | | |
| El Chapulín Colorado: R.S.E. | Chapolin Colorado: R.S.E.                       | 14 de março de 1973    | Esquete inédito                  | Não há informações sobre elenco | Foi descoberto na Tele-Guía nº 1.073, de 7 de março de 1973, que também confirmava sua data de estreia. Remake em: 1975, 1980, 1985 e 1991                                                                            |
| Resumo: O Chapolin Colorado enfrenta um poderoso rato que utiliza a última novidade em armas secretas. |                                                 |                        |                                  | | |
| ? | ?                                               | 9 de maio de 1973      | Episódio inédito                 | Não há informações sobre elenco | Compilação desconhecida de esquetes exibidos originalmente no programa Chespirito em 1972. |
| Resumo: ? |                                                 |                        |                                  | | |
| ? | ?                                               | 20 de junho de 1973    | Episódio inédito                 | Não há informações sobre elenco | Episódio perdido mundialmente. |
| Resumo: Não há informações sobre o episódio |                                                 |                        |                                  | | |
| Dr. Chapatín: ? | Dr. Chapatin: ?                                 | 27 de junho de 1973    | Esquete inédito                  | Não há informações sobre elenco | |
| Resumo: ? |                                                 |                        |                                  | | |
| El Chapulín Colorado: La Caricatura | Chapolin Colorado: A caricatura                 | 27 de junho de 1973    | Episódio inédito                 | Não há informações sobre elenco | Episódio perdido mundialmente. Remake em: 1976 e 1990 |
| Resumo: Uma desenhista (María Antonieta) tem que fazer o retrato do Sr. Valdés. Porém, a sua oficina ficou trancada por dentro. Ela decide chamar o Chapolin Colorado, que usa suas famosas pastilhas encolhedoras para entrar no local e terminar o retrato. - Nota: Resumo baseado na versão de 1976.                                           |                                                 |                        |                                  | | |
| Aventuras en Venus | Aventuras em Vênus                              | 11 de julho de 1973    | 1984 (SBT) Dublagem: Maga (1984) | Roberto Gómez Bolaños, Carlos Villagrán, María Antonieta de las Nieves, Florinda Meza e participação especial de José Antonio de Mena. | Episódio perdido mundialmente. No SBT, este episódio deixou de ser exibido em 1992. Está disponível na Internet dublado em português por uma gravação de VHS do SBT feita por um colecionador. Remake em: 1975 e 1981 |
| Resumo: Chapolin faz uma viagem diferente e sensacional; ele vai parar no planeta Vênus! agora, terá de ajudar dois astronautas que ficaram presos por lá. |                                                 |                        |                                  | | |
| ? | ?                                               | 18 de julho de 1973    | Episódio inédito                 | Não há informações sobre elenco | Exibição de emergência no lugar da estreia de um programa chamado Veinte personajes para un solo actor. |
| Resumo: ? |                                                 |                        |                                  | | |
| Cuento de Brujas | Conto de bruxas                                 | 24 de agosto de 1973   | Episódio inédito                 | Não há informações sobre elenco | Episódio perdido mundialmente. Foi descoberto na Tele-Guía nº 1.098, de 23 a 29 de agosto de 1973 (com "Fantasia Animada" na capa). Remake de: 1971 Remake em: 1976                                                   |
| Resumo: Chapolin Colorado tem que enfrentar uma bruxa que se dedica a transformar as pessoas em sapos, árvores, etc. |                                                 |                        |                                  | | |
| En las Guerras Médicas, la Bayoneta se Llamaba Bisturí | Em guerras médicas, a baioneta se chama bisturi | 14 de setembro de 1973 | Episódio inédito                 | Não há informações sobre elenco | Episódio perdido mundialmente. Remake em: 1976 e 1991 |
| Resumo: No meio de uma guerra, o capitão (Rubén Aguirre) toma o cantil de água do sargento (Horacio Gómez), o único restante em todo o campo de batalha, e proíbe a todos de tomar a água contida nela, pois eles precisarão usá-la mais tarde. Porém, o sargento enlouquece e todos ficam preocupados. - Nota: Resumo baseado na versão de 1976. |                                                 |                        |                                  | | |
| ? | ?                                               | 7 de dezembro de 1973  | Episódio inédito                 | Não há informações sobre elenco | Episódio perdido mundialmente. |
| Resumo: ? |                                                 |                        |                                  | | |

## 2.ª temporada (1974)
- Roberto Gómez Bolaños, Carlos Villagrán e Florinda Meza estão presentes em todos os episódios.
- Ramón Valdés está ausente em um episódio.
- Édgar Vivar está ausente em dezenove episódios.
- Horacio Gómez Bolaños está ausente em vinte e um episódios.
- Rubén Aguirre está ausente em trinta e um episódios.
- Angelines Fernández está ausente em trinta e cinco episódios.

| Episódio | Título em espanhol                                                                                   | Título em português | Exibição original       | Estreia no Brasil                                                                                     | Elenco | Nota(s) |
| --- | --- | --- | ----------------------- | --- | --- | --- |
| 1 | No es lo Mismo “Los Platillos Voladores”, que “Los Bolillos Plateadores”                             | A invasão dos marcianos / Marte ataca                                                                                            | 4 de janeiro de 1974    | 27 de junho de 2018 (Multishow) Dublagem: Som de Vera Cruz (2018) e RioSound (2025)                   | Roberto Gómez Bolaños, Ramón Valdés, Carlos Villagrán, Florinda Meza, Édgar Vivar e Horacio Gómez.                | Remake de: 1970 Remake em: 1977 e 1985 |
| Resumo: Um marinheiro vê um disco voador, mas ninguém acredita nele. Assustado, resolve chamar o Chapolin, que descobre a existência dos marcianos. | | |                         | | | |
| 2 | El Caso de Dos Hombres que eran tan Parecidos que eran Idénticos, sobre todo Uno de Ellos            | O caso dos homens que eram idênticos / O caso de dois homens que eram tão parecidos, que eram idênticos, principalmente um deles | 11 de janeiro de 1974   | 28 de junho de 2018 (Multishow) Dublagem: Som de Vera Cruz (2018) e RioSound (2025)                   | Roberto Gómez Bolaños, Ramón Valdés, Carlos Villagrán, Florinda Meza, Édgar Vivar e Horacio Gómez.                | Remake em: 1976, 1980, 1980, 1986 e 1986 |
| Resumo: Ramón está com muito medo, pois há um bandido idêntico a ele à solta. A polícia recebeu ordens de atirar para matar, caso visse o bandido e, sendo assim, o inocente corre perigo. | | |                         | | | |
| 3 | La Bella Durmiente era un Señor Muy Feo - parte 2                                                    | A bela adormecida era um senhor muito feio - parte 2 / O destino de Chimpandolfo - Parte 2                                       | 25 de janeiro de 1974   | 29 de junho de 2018 (Multishow) Dublagem: Som de Vera Cruz (2018) e RioSound (2025)                   | Roberto Gómez Bolaños, Ramón Valdés, Carlos Villagrán, Florinda Meza, Édgar Vivar e Horacio Gómez.                | A sua data de estreia foi confirmada pela Tele-Guía nº 1.120, de 25 de janeiro de 1974. 'Remake em: 1976 e 1982 |
| Resumo: O professo Popov descobre um homem das cavernas, chamado Chimpandolfo. Porém, este homem tem causado muitos problemas e o comissário local ameaça prendê-lo, caso não seja corretamente educado. Para ajudá-lo, o professor chama o Chapolin. | | |                         | | | |
| 4 | Los Búfalos, los Cazadores y otros Animales                                                          | Os búfalos, os caçadores e outros animais / O lendário matador                                                                   | 1 de fevereiro de 1974  | 2 de julho de 2018 (Multishow) Dublagem: Som de Vera Cruz (2018) e RioSound (2025)                    | Roberto Gómez Bolaños, Ramón Valdés, Carlos Villagrán, Florinda Meza, Édgar Vivar e Horacio Gómez.                | A sua data de estreia foi confirmada pela Tele-Guía nº 1.121, de 31 janeiro a 6 de fevereiro de 1974. Este episódio foi primeiro narrado por Jorge Gutiérrez Zamora. Remake em: 1976 e 1985 |
| Resumo: Os índios estão desesperados, pois o famoso caçador Buffalo Bill foi contratado para matá-los. | | |                         | | | |
| 5 | Chapulín Vemos, Cerebros no Sabemos                                                                  | Chapolin vemos, cérebro não sabemos                                                                                              | 8 de fevereiro de 1974  | 1990 (SBT) Dublagem: Maga (1990)                                                                      | Roberto Gómez Bolaños, Ramón Valdés, Carlos Villagrán, Florinda Meza, Édgar Vivar e Horacio Gómez.                | No SBT, este episódio deixou de ser exibido em 2003 e voltou ao ar em 23 de fevereiro de 2013. Remake de: 1971 Remake em: 1976, 1979 e 1985 |
| Resumo: Um cientista louco pretende realizar um transplante de cérebros. Todos os seus companheiros cientistas ficam contra e se recusam a ajudá-lo. Ameaçado e assustado, ele resolve chamar o Chapolin Colorado, e aproveita a oportunidade para mostrar seus "magníficos" inventos. | | |                         | | | |
| 6 | En estos Tiempos todo Anda por las Nubes, hasta los Aviones                                          | O extrato de energia volátil | 22 de fevereiro de 1974 | 1990 (SBT) Dublagem: Maga (1990)                                                                      | Roberto Gómez Bolaños, Ramón Valdés, Carlos Villagrán e Florinda Meza.                                            | A sua data de estreia foi confirmada durante a exibição online do Chapolin em 2014. Remake em: 1977 e 1984 |
| Resumo: Monchito aplica o extrato de energia volátil nas paredes e no teto de sua casa. No dia seguinte, tudo desaparece e só então ele descobre que o extrato serve para fazer os objetos voarem. | | |                         | | | |
| 7 | A Pistola Regalada no le Mires Agujero                                                               | A revólver dado, não se olham as balas                                                                                           | 1 de março de 1974      | (SBT) Dublagem: Maga (1984)                                                                           | Roberto Gómez Bolaños, Ramón Valdés, Carlos Villagrán, Florinda Meza, Édgar Vivar e Horacio Gómez.                | Remake em: 1977 e 1982 |
| Resumo: Quase Nada, um bandido do velho oeste, está de volta e ameaça todo o povoado. Ao mesmo tempo, um velhinho lhe oferece serviços para matar ratos, mas todos acham que ele é um assassino profissional. | | |                         | | | |
| 8 | Lo Malo de los Fósiles es que son Muy "Difósiles" de Encontrar                                       | Expedição arqueológica | 8 de março de 1974      | 1990 (SBT) Dublagens: Maga (1990) e Gábia (2005-08)                                                   | Roberto Gómez Bolaños, Ramón Valdés, Carlos Villagrán e Florinda Meza.                                            | A sua data de estreia foi confirmada pela Tele-Guía n. 1.126, de 8 de março de 1974. Disponível em DVD. Remake em: 1977, 1986 e 1991 |
| Resumo: Os empregados do Prof. Imbecilo fogem, depois que encontram um fóssil humano. O professor e seu ajudante, desamparados, resolvem chamar o Chapolin Colorado para que os ajude. | | |                         | | | |
| 9 (a) | Dr. Chapatín: El Pañuelo                                                                             | Dr. Chapatin: Paquera à moda antiga                                                                                              | 15 de março de 1974     | 7 de julho de 2018 (Multishow) Dublagem: Som de Vera Cruz (2018) e RioSound (2025)                    | Roberto Gómez Bolaños, Ramón Valdés e Florinda Meza.                                                              | A sua data de estreia foi confirmada pela Tele-Guía n. 1.127, de 15 de março de 1974. Remake em: 1980 e 1988 |
| Resumo: Uma velhinha trata de jogar seu lenço, para que o Dr. Chapatin pegue e devolva para ela, mas ele nem dá bola. | | |                         | | | |
| 9 (b) | El Chapulín Colorado: En las Fotografías de Tamaño Miñón, el Chapulín Colorado Sale de Cuerpo Entero | Chapolin Colorado: Em fotos pequeninas, o Chapolin aparece de corpo inteiro / Fotografando a condessa                            | 15 de março de 1974     | 7 de julho de 2018 (Multishow) Dublagem: Som de Vera Cruz (2018) e RioSound (2025)                    | Roberto Gómez Bolaños, Ramón Valdés, Carlos Villagrán e Florinda Meza.                                            | A sua data de estreia foi confirmada pela Tele-Guía n. 1.127, de 15 de março de 1974. Remake em: 1976 e 1981 (La Chicharra) |
| Resumo: Florinda se hospeda em um hotel e não quer que tirem fotos de sua cachorrinha famosa. Chapolin é chamado para ficar como guarda-costas da Condessa (nome da cachorra) e faz confusão, pensando que está como guarda-costas de Florinda. | | |                         | | | |
| 10 | Ladrón que Roba a Ladrón es Traidor al Sindicato                                                     | Ladrão que rouba ladrão está traindo o sindicato / O selo de oito mil dólares                                                    | 29 de março de 1974     | 8 de julho de 2018 (Multishow) Dublagem: Som de Vera Cruz (2018) e RioSound (2025)                    | Roberto Gómez Bolaños, Ramón Valdés, Carlos Villagrán, Florinda Meza e Édgar Vivar.                               | A sua data de estreia foi confirmada pela Tele-Guía n. 256, de 22 de março de 1974. Remake em: 1977, 1986, 1986 e 1991 |
| Resumo: Florinda entrega um selo valioso para o delegado, mas ele diz que só vai pagar o valor original: 4 centavos. Indignada, ela chama o Chapolin Colorado, que toma uma de suas famosas pastilhas encolhedoras para tentar recuperar o selo. | | |                         | | | |
| 11 | Don Chapulín de la Mancha                                                                            | Dom Chapolin de la Mancha / O fidalgo Seu Mundinho                                                                               | 19 de abril de 1974     | 9 de julho de 2018 (Multishow) Dublagem: Som de Vera Cruz (2018) e RioSound (2025)                    | Roberto Gómez Bolaños, Ramón Valdés, Carlos Villagrán e Florinda Meza.                                            | A sua data de estreia foi confirmada pela Tele-Guía n. 1.132, de 19 de abril de 1974. Participação do Doutor Chapatin. Remake em: 1978 |
| Resumo: Um velho que acredita ser o Chapolin Colorado precisa de ajuda e, por isso, seus colegas de asilo resolvem chamar um médico. Depois, o verdadeiro Chapolin aparece e resolve se passar por consciência do velhinho, para ajudá-lo a perceber que todos têm sua importância na vida, e que ele não precisa ser o Chapolin Colorado para ser uma pessoa boa.                              | | |                         | | | |
| 12 | En la Casa del Fantasma, hasta los Muertos se Asustan                                                | A casa dada não se contam os fantasmas                                                                                           | 26 de abril de 1974     | 1984 (SBT) Dublagem: Maga (1984)                                                                      | Roberto Gómez Bolaños, Ramón Valdés, Carlos Villagrán, Florinda Meza e Angelines Fernández.                       | No SBT, este episódio deixou de ser exibido em 2003 e voltou ao ar em 19 de fevereiro de 2013. Remake em: 1976 e 1980 |
| Resumo: Carlos e Florinda terão de passar a noite em uma mansão sombria, para poderem ficar com o imóvel. Coisas estranhas começam a acontecer e Florinda chama o Chapolin, que se assusta mais do que qualquer outro. | | |                         | | | |
| 13 (a) | Dr. Chapatín: Interrumpiendo la Filmación                                                            | Dr. Chapatin: Silêncio no estúdio!                                                                                               | 3 de maio de 1974       | 21 de julho de 2008 (SBT) Dublagem: Maga (1990)                                                       | Roberto Gómez Bolaños, Ramón Valdés, Carlos Villagrán, Florinda Meza, Édgar Vivar e Horacio Gómez.                | A sua data de estreia foi confirmada pela Tele-Guía n. 1.134, de 3 de maio de 1974. Remake em: 1978, 1982 e 1991 |
| Resumo: O Dr. Chapatin atrapalha umas filmagens, falando sobre seus isqueiros, que vive perdendo. | | |                         | | | |
| 13 (b) | El Chapulín Colorado: No es lo Mismo “Chapulín con Agua”, que “Agua con los Chapulín”                | Chapolin Colorado: Goteiras | 3 de maio de 1974       | 1990 (SBT) Dublagem: Maga (1990)                                                                      | Roberto Gómez Bolaños, Ramón Valdés, Carlos Villagrán, Florinda Meza, Édgar Vivar.                                | Remake em: 1977 e 1982 |
| Resumo: Florinda já está cansada de viver em uma casa cheia de goteiras e reclama com o senhorio, um cafajeste que só quer lhe arrancar dinheiro. | | |                         | | | |
| 14 (a) | Dr. Chapatín: Buscando Alojamiento                                                                   | Dr. Chapatin: Um abrigo para o Doutor Chapatin / Buscando alojamento                                                             | 24 de maio de 1974      | 12 de julho de 2018 (Multishow) Dublagem: Som de Vera Cruz (2018) e RioSound (2025)                   | Roberto Gómez Bolaños, Ramón Valdés e Florinda Meza.                                                              | Remake em: 1980 |
| Resumo: Dr. Chapatin pede abrigo a dois velhinhos e acaba discutindo com eles. | | |                         | | | |
| 14 (b) | El Chapulín Colorado: La Chicharra Paralizadora                                                      | Chapolin Colorado: A corneta paralisadora / A arma secreta do Chapolin                                                           | 24 de maio de 1974      | 12 de julho de 2018 (Multishow) Dublagens: Gábia (2005-08), Som de Vera Cruz (2018) e RioSound (2025) | Roberto Gómez Bolaños, Ramón Valdés, Carlos Villagrán e Florinda Meza.                                            | Disponível em DVD. Remake em: 1977, 1981 e 1988 |
| Resumo: Florinda está sendo obrigada pelo seu tio a se casar com um sujeito feio, só porque este ganhou na loteria. Assustada, ela chama o Chapolin, que faz uso de uma de suas armas favoritas, a Corneta Paralisadora. | | |                         | | | |
| 15 (a) | Dr. Chapatín: El Reloj Perdido                                                                       | Dr. Chapatin: O relógio perdido / Tempo perdido                                                                                  | 31 de maio de 1974      | 13 de julho de 2018 (Multishow) Dublagem: Som de Vera Cruz (2018) e RioSound (2025)                   | Roberto Gómez Bolaños, Ramón Valdés, Carlos Villagrán, Florinda Meza e Horacio Gómez.                             | Remake de: 1972 Remake em: 1977, 1981, 1986 e 1995 |
| Resumo: Em um restaurante, o Dr. Chapatin acusa o sujeito ao seu lado de ter-lhe roubado o relógio que estava usando. | | |                         | | | |
| 15 (b) | El Chapulín Colorado: Ratas Vemos, Intenciones no Sabemos                                            | Chapolin Colorado: Ratos vemos, intenções não sabemos / Os ratos não sabem ver as horas                                          | 31 de maio de 1974      | 13 de julho de 2018 (Multishow) Dublagem: Som de Vera Cruz (2018) e RioSound (2025)                   | Roberto Gómez Bolaños, Ramón Valdés e Carlos Villagrán.                                                           | Remake de: 1972 Remake em: 1977 e 1983 |
| Resumo: Chapolin é chamado para ajudar a encontrar um relógio, que caiu no ralo de uma pia. | | |                         | | | |
| 16 | El Retorno de la Chicharra Paralizadora                                                              | O retorno da corneta paralisadora / A corneta paralisadora está de volta                                                         | 8 de junho de 1974      | 14 de julho de 2018 (Multishow) Dublagem: Som de Vera Cruz (2018) e RioSound (2025)                   | Roberto Gómez Bolaños, Ramón Valdés, Carlos Villagrán e Florinda Meza.                                            | Remake em: 1977 e 1984 |
| Resumo: Florinda está sendo intimidada por um homem, que deseja se casar com ela. Assustada, ela chama o Chapolin, que resolve usar sua Corneta Paralisadora. Porém, o tio da garota rouba a corneta e fica brincando com ela. | | |                         | | | |
| 17 | Conferencia sobre un Chapulín                                                                        | Uma conferência sobre o Chapolin                                                                                                 | 15 de junho de 1974     | 5 de julho de 2008 (SBT) Dublagens: Maga (1990) e Gábia (2005-08)                                     | Roberto Gómez Bolaños, Ramón Valdés, Carlos Villagrán, Florinda Meza, Édgar Vivar e Horacio Gómez.                | A sua data de estreia foi confirmada pela Tele-Guía nº 1.140, de 13 a 19 de junho de 1974. Foi o primeiro episódio exibido quando o seriado mudou do canal 8 para o canal 2, o que justifica a exibição de um programa de melhores momentos no meio da temporada. Neste episódio, aparecem trechos de cinco outros episódios que não são exibidos em lugar nenhum. São eles: "Os mortos são obedientes", "Mais vale uma mulher jovem, rica e bonita do que uma velha, pobre e feia", "O bandido do hospital", "Salvem o meu bebê!" e "O ladrão do museu de cera". Aparecem também três episódios comuns. São eles: "A revólver dado, não se olham as balas", "Ladrão que rouba ladrão está traindo o sindicato" e "A casa dada não se contam os fantasmas". Disponível em DVD. Remake em: 1977 |
| Resumo: O Dr. Chapatin se lembra dos melhores momentos do Chapolin Colorado. | | |                         | | | |
| 18 | Perdón, es aquí donde Vive el Muerto?                                                                | Por favor, é aqui que vive o morto?                                                                                              | 22 de junho de 1974     | 9 de julho de 2008 (SBT) Dublagem: Maga (1990)                                                        | Roberto Gómez Bolaños, Ramón Valdés, Carlos Villagrán, Florinda Meza e Rubén Aguirre.                             | Remake de: 1971 Remake em: 1977, 1986 e 1990 |
| Resumo: Um cientista louco cria um monstro, e ele precisa do sangue de uma jovem. Esta jovem chama o Chapolin para ajudá-la, e todos vão passar por momentos aterrorizantes no laboratório do cientista. | | |                         | | | |
| 19 | Juan Sebastián Bach hizo Muchas Fugas, pero no se Sabe de qué Presidio                               | Presídio de segurança mínima / Juan Sebastián Bach fez muitas fugas, mas não se sabe de qual presídio                            | 6 de julho de 1974      | 17 de julho de 2018 (Multishow) Dublagens: Gábia (2005-08), Som de Vera Cruz (2018) e RioSound (2025) | Roberto Gómez Bolaños, Ramón Valdés, Carlos Villagrán, Florinda Meza e Édgar Vivar.                               | Disponível em DVD. Remake em: 1977, 1981 e 1986 |
| Resumo: O sargento está aterrorizado, pois todos os presos conseguem fugir e o prefeito está a ponto de fuzilá-lo por causa disso. Depois, o Chapolin tem a ideia de prender qualquer um que apareça, para fingir que o presídio está cheio, mas ele acaba prendendo o prefeito, deixando-o ainda mais irritado.                                                                                | | |                         | | | |
| 20 | El Disfraz, el Antifaz y algo Más - parte 1                                                          | Festival de fantasias - parte 1 / Os contrabandistas fazem a festa - Parte 1                                                     | 13 de julho de 1974     | 18 de julho de 2018 (Multishow) Dublagens: Gábia (2005-08), Som de Vera Cruz (2018) e RioSound (2025) | Roberto Gómez Bolaños, Ramón Valdés, Carlos Villagrán, Florinda Meza, Rubén Aguirre, Édgar Vivar e Horacio Gómez. | Chaves e Quico fazem uma participação especial nesse episódio. Disponível em DVD. Remake de: 1971 (Chespirito) Remake em: 1979 e 1990 |
| Resumo: Rubén vai dar uma festa a fantasia em sua casa, mas nem desconfia que uns contrabandistas estão planejando agir durante a festa. Entretanto, um detetive vai à sua casa investigar e tentar descobrir quem são os bandidos. Mesmo assim, o dono da casa fica assustado e chama o Chapolin Colorado.                                                                                     | | |                         | | | |
| 21 | El Disfraz, el Antifaz y algo Más - parte 2                                                          | Festival de fantasias - parte 2 / Os contrabandistas fazem a festa - Parte 2                                                     | 20 de julho de 1974     | 19 de julho de 2018 (Multishow) Dublagens: Gábia (2005-08), Som de Vera Cruz (2018) e RioSound (2025) | Roberto Gómez Bolaños, Ramón Valdés, Carlos Villagrán, Florinda Meza, Rubén Aguirre, Édgar Vivar e Horacio Gómez. | Disponível em DVD. Remake de: 1971 (Chespirito) Remake em: 1979 e 1990 |
| Resumo: O detetive e o Chapolin continuam investigando a festa. Finalmente descobrem que o chefe dos contrabandistas é o bandido Peterete, e tentam capturá-lo. | | |                         | | | |
| 22 | No es lo Mismo "la casa se cae de vieja", que "la vieja se cae de la casa"                           | Não confunda "a casa está caindo de velha" com "a velha está caindo da casa"                                                     | 27 de julho de 1974     | 1984 (SBT) Dublagem: Maga (1984)                                                                      | Roberto Gómez Bolaños, Ramón Valdés, Carlos Villagrán, Florinda Meza e Horacio Gómez.                             | A sua data de estreia foi confirmada pela Tele-Guía nº 1.146, de 27 de julho de 1974. Atualmente a Televisa distribui a reprise de 28 de dezembro de 1974. A data da exibição da reprise utilizada foi fornecida durante a exibição online de Chapolin em 2014. Remake em: 1977 |
| Resumo: Florinda e seu avô estão sendo ameaçados de despejo. Para piorar tudo, a casa onde moram está em um estado lastimável, a ponto de desabar. | | |                         | | | |
| 23 | No te Arrugues Cuero Viejo que te Quiero para Tambor                                                 | Não se enrugue couro velho, que te quero para tambor                                                                             | 3 de agosto de 1974     | 1990 (SBT) Dublagem: Maga (1990)                                                                      | Roberto Gómez Bolaños, Ramón Valdés, Carlos Villagrán, Florinda Meza, Édgar Vivar e Horacio Gómez.                | Remake em: 1979 e 1984 |
| Resumo: Florinda bate à porta de uma cabana para pedir abrigo, pois seu carro ficou sem gasolina. Mas ela está assustada, pois escutou no rádio que um bandido muito perigoso escapou da prisão. Por isso, ela resolve chamar o Chapolin. Chegando à cabana, ele descobre três homens, todos muito suspeitos. No fim, descobre-se que Florinda, na verdade, era o bandido disfarçado de mulher. | | |                         | | | |
| 24 | La Sortija de la Bruja                                                                               | O anel mágico / Um anel poderoso                                                                                                 | 10 de agosto de 1974    | 23 de julho de 2018 (Multishow) Dublagens: Gábia (2005-08), Som de Vera Cruz (2018) e RioSound (2025) | Roberto Gómez Bolaños, Ramón Valdés, Carlos Villagrán, Florinda Meza e Eugenia da Silva.                          | A sua data de estreia foi fornecida durante a exibição online de Chapolin em 2014. Disponível em DVD. Remake em: 1978 e 1987 |
| Resumo: Ramón decide despedir sua empregada, pois não tem mais dinheiro para mantê-la. Então, ela diz que não se importa e conta que é uma bruxa, e que tem um anel mágico, e que com ele, pode conseguir qualquer coisa que Ramón necessite. | | |                         | | | |
| 25 | De Chapulín, Poeta y Loco, todos Tenemos un Poco                                                     | Remédios das dores da angústia                                                                                                   | 17 de agosto de 1974    | 24 de julho de 2018 (Multishow) Dublagem: Som de Vera Cruz (2018) e RioSound (2025)                   | Roberto Gómez Bolaños, Ramón Valdés, Carlos Villagrán, Florinda Meza, Angelines Fernández e María Luisa Alcalá.   | A sua data de estreia foi confirmada pelo site "America celebra a Chespirito". Remake em: 1977 |
| Resumo: Um detetive, um mendigo e o Chapolin caem nas garras de três mulheres loucas. Agora, eles terão de achar um jeito para escapar. | | |                         | | | |
| 26 | Los Bebés ya no Vienen de París, Ahora Vienen de Júpiter                                             | O bebê jupiteriano | 24 de agosto de 1974    | 1990 (SBT) Dublagem: Maga (1990)                                                                      | Roberto Gómez Bolaños, Ramón Valdés, Carlos Villagrán, Florinda Meza e Arturo García Tenorio.                     | Remake em: 1977 |
| Resumo: Um disco voador de brinquedo cai num hotel e Florinda o encontra. O mais surpreendente é que neste "brinquedo", há um habitante do planeta Júpiter. Agora, eles vão ter que tomar cuidado, pois o bebezinho poderá se transformar em um monstro gigante. | | |                         | | | |
| 27 | No és lo Mismo Hacerse Bolas con Magía, que Hacerse Majes con la Bola                                | A maldição da bola de cristal / Dar bola pra magia não é fazer magia com a bola                                                  | 31 de agosto de 1974    | 26 de julho de 2018 (Multishow) Dublagens: Gábia (2005-08), Som de Vera Cruz (2018) e RioSound (2025) | Roberto Gómez Bolaños, Ramón Valdés, Carlos Villagrán, Florinda Meza e Édgar Vivar.                               | A sua data de estreia foi também confirmada pela Tele-Guía nº 1.151, 31 de agosto de 1974. Disponível em DVD. Remake em: 1977, 1983 e 1991 |
| Resumo: Carlos dá uma bola de cristal para Florinda. Porém, não é uma bola de cristal comum; é a bola de cristal do Rajá de Kalambur, que vale mais de 500 mil pratas! O problema é que há uma lenda que diz que quem tiver a bola em seu poder, estará amaldiçoado. Assustada, Florinda chama o Chapolin.                                                                                      | | |                         | | | |
| 28 (a) | Chespirito: El Mesero Majadero                                                                       | Chespirito: Precisamos fechar / O garçom estúpido                                                                                | 7 de setembro de 1974   | 27 de julho de 2018 (Multishow) Dublagens: Gábia (2005-08), Som de Vera Cruz (2018) e RioSound (2025) | Roberto Gómez Bolaños, Ramón Valdés, Carlos Villagrán e Florinda Meza.                                            | Disponível em DVD. Remake em: 1980 (O Gordo e o Magro), 1988 (O Gordo e o Magro) e 1994 |
| Resumo: O bar precisa ser fechado, mas o casal não vai embora. Agora, o dono do bar e o garçom terão de pensar em alguma coisa para expulsá-los de lá. | | |                         | | | |
| 28 (b) | El Chapulín Colorado: No me Molestes Mosquito                                                        | Chapolin Colorado: Não me amole, mosquito! / O mendigo e os mosquitos                                                            | 7 de setembro de 1974   | 27 de julho de 2018 (Multishow) Dublagem: Som de Vera Cruz (2018) e RioSound (2025)                   | Roberto Gómez Bolaños, Ramón Valdés, Carlos Villagrán e Florinda Meza.                                            | Remake de: 1972 Remake em: 1977, 1980 e 1983 |
| Resumo: Florinda chama o Chapolin Colorado para resolver dois problemas: primeiro, o dos ovos podres. E segundo, o do ladrão que anda roubando comida da cozinha. | | |                         | | | |
| 29 (a) | Chespirito: La Guerra de Secesión de los Estados Unidos                                              | Chespirito: A Guerra de Secessão                                                                                                 | 14 de setembro de 1974  | 22 de abril de 2006 (SBT) Dublagens: Maga (1990) e Gábia (2005–08)                                    | Roberto Gómez Bolaños, Ramón Valdés, Carlos Villagrán e Florinda Meza.                                            | Disponível em DVD. Remake em: 1977 (Chapolin) e 1995 |
| Resumo: O soldado Chespirito é folgado e não foi à guerra como os outros. Mas o general descobre e manda fuzilá-lo. Para salvar a vida, ele decide disfarçar-se de negro e viver como escravo. | | |                         | | | |
| 29 (b) | El Chapulín Colorado: No se Vale Mano Negra                                                          | Chapolin Colorado: Mão negra | 14 de setembro de 1974  | 1990 (SBT) Dublagem: Maga (1990)                                                                      | Roberto Gómez Bolaños, Ramón Valdés, Carlos Villagrán e Florinda Meza.                                            | O chapéu do Mão Negra é o mesmo que o Seu Madruga usa no episódio "O despejo do grande campeão" de 1974. Remake em: 1977, 1981 e 1986 |
| Resumo: Florinda tem medo de ficar sozinha em casa e tudo piora quando ela vê um vulto e uma mão vestindo luva negra. Assustada, ela chama o Chapolin para investigar. | | |                         | | | |
| 30 (a) | Chespirito: La Tragedia                                                                              | Chespirito: A tragédia | 21 de setembro de 1974  | 1984 (SBT) Dublagem: Maga (1984)                                                                      | Roberto Gómez Bolaños, Ramón Valdés, Carlos Villagrán e Florinda Meza.                                            | No Brasil, este esquete deixou de ser exibido pelo SBT em 2003. Voltou ao ar em 29 de julho de 2018, pelo Multishow e depois em 05 de maio de 2025 no SBT. Remake em: 1980 |
| Resumo: Florinda entra no bar de Chespirito, chorando e dizendo que um homem está lhe seguindo. Depois, um tipo muito estranho entra no bar e Chespirito pensa que se trata do bandido. | | |                         | | | |
| 30 (b) | El Chapulín Colorado: Por acaso no viran lo hombre invisíble por ai?                                 | Chapolin Colorado: Por acaso você não viu um homem invisível por aí?                                                             | 21 de setembro de 1974  | 1984 (SBT) Dublagem: Maga (1984)                                                                      | Roberto Gómez Bolaños, Ramón Valdés, Carlos Villagrán e Florinda Meza.                                            | No SBT, este episódio deixou de ser exibido em 2003 e voltou ao ar em 28 de fevereiro de 2013. Remake de: 1970 e 1972 Remake em: 1977, 1981 e 1988 |
| Resumo: Sem querer, Ramón cria a fórmula da invisibilidade. Um sujeito que estava encarregado de pintar a casa descobre e decide roubar o verniz. Chapolin é chamado para ajudar, mas acaba atrapalhando ainda mais. | | |                         | | | |
| 31 (a) | Chespirito: El Soldado Desobligado                                                                   | Chespirito: O soldado atrapalhado                                                                                                | 5 de outubro de 1974    | 1984 (SBT) Dublagem: Maga (1984)                                                                      | Roberto Gómez Bolaños, Ramón Valdés, Carlos Villagrán, Florinda Meza e Édgar Vivar.                               | Remake em: 1981 e 1985 |
| Resumo: O General apresenta o novo teste de um para-quedas que já falhou 14 vezes. Tudo isso, só para descobrir quem é o namorado de sua filha. | | |                         | | | |
| 31 (b) | El Chapulín Colorado: Después de Chapulín Ahogado, Tapen el Pozo                                     | Chapolin Colorado: Depois de jogarem o Chapolin, tapem o poço                                                                    | 5 de outubro de 1974    | 1984 (SBT) Dublagens: Maga (1984) e Gábia (2005-08)                                                   | Roberto Gómez Bolaños, Ramón Valdés, Carlos Villagrán, Florinda Meza e Horacio Gómez.                             | A sua data de estreia foi confirmada pelo site "America celebra a Chespirito". Disponível em DVD. Remake de: 1971 Remake em: 1977 |
| Resumo: O terrível Rachacuca está de vigia no poço da comunidade, e ninguém poderá tirar água sem antes lhe pagar 5 dólares, ou um saquinho de alfafa. | | |                         | | | |
| 32 | Al que de Plano le Tomaron el Pelo Fue a Sansón                                                      | Uma coisa é ser Sansão e outra é usar peruca                                                                                     | 12 de outubro de 1974   | 1984 (SBT) Dublagem: Maga (1984)                                                                      | Roberto Gómez Bolaños, Ramón Valdés, Carlos Villagrán e Florinda Meza.                                            | A sua data de estreia foi confirmada pelo site "America celebra a Chespirito". No SBT, este episódio deixou de ser exibido em 1995 e voltou ao ar em 11 de março de 2006. Remake de: 1972 Remake em: 1977, 1983 e 1989 |
| Resumo: O professor deseja roubar a peruca de Sansão, um artigo valiosíssimo, que dá super força para qualquer pessoa que a use. | | |                         | | | |
| 33 | Aunque la Jaula Sea de Oro, No Deja de ser Muy Molesto eso de estar Encerrao                         | Ainda que a cela seja de ouro, não deixa de ser chato ficar preso / Uma cela dourada para quem não vale nada                     | 19 de outubro de 1974   | 1 de agosto de 2018 (Multishow) Dublagens: Gábia (2005-08), Som de Vera Cruz (2018) e RioSound (2025) | Roberto Gómez Bolaños, Ramón Valdés, Carlos Villagrán, Florinda Meza e Rubén Aguirre.                             | Disponível em DVD. Remake em: 1978, 1983 e 1991 |
| Resumo: O novo xerife da cidade, Rachacuca, prende Rosa a Revoltosa só porque ela não quis se casar com ele. Agora, o Chapolin terá de ajudá-la a escapar, além de ajudar o delegado e o policial com as bolas de ferro. | | |                         | | | |
| 34 (a) | Chespirito: Limosnero con Garrote                                                                    | Chespirito: Uma pedra no caminho                                                                                                 | 26 de outubro de 1974   | 3 de julho de 2008 (SBT) Dublagem: Maga (1990)                                                        | Roberto Gómez Bolaños, Carlos Villagrán e Florinda Meza.                                                          | Remake de: 1970 Remake em: 1980 (Os ladrões) e 1985 (Os ladrões) |
| Resumo: Um casal, ao voltar para casa, percebe que há uma enorme pedra na frente da porta de entrada. Como o marido está com o braço quebrado, eles pedem ajuda ao mendigo Chespirito. | | |                         | | | |
| 34 (b) | El Chapulín Colorado: Algún Día los Terrícolas Llegarán a Marte, o por lo Menos a Estimarte          | Chapolin Colorado: O extraterrestre                                                                                              | 26 de outubro de 1974   | 3 de julho de 2008 (SBT) Dublagem: Maga (1990)                                                        | Roberto Gómez Bolaños, Carlos Villagrán, Florinda Meza, Rubén Aguirre e Édgar Vivar.                              | Remake em: 1977, 1981 e 1985 |
| Resumo: Um marciano invade a terra e aparece em uma granja. Chapolin é chamado para ajudar, e decide usar a sua Corneta Paralisadora. | | |                         | | | |
| 35 (a) | Dr. Chapatín: La Fila del Banco                                                                      | Dr. Chapatin: Doutor Chapatin no banco                                                                                           | 2 de novembro de 1974   | 1 de agosto de 2008 (SBT) Dublagem: Maga (1990)                                                       | Roberto Gómez Bolaños, Ramón Valdés, Carlos Villagrán, Florinda Meza, Édgar Vivar e Horacio Gómez.                | A sua data de estreia foi também confirmada pela Tele-Guía nº 1.160, de 2 de novembro de 1974. Remake de: 1972 Remake em: 1980, 1984 e 1995 |
| Resumo: Dr. Chapatin vai ao banco, e como era de se esperar, ele já causa confusão. | | |                         | | | |
| 35 (b) | El Chapulín Colorado: Aunque el Cuajinais se Vista de Seda, Mono se Queda                            | Chapolin Colorado: O Gorila sai da jaula                                                                                         | 2 de novembro de 1974   | 1 de agosto de 2008 (SBT) Dublagem: Maga (1990)                                                       | Roberto Gómez Bolaños, Ramón Valdés, Carlos Villagrán, Florinda Meza e Édgar Vivar.                               | A sua data de estreia foi também confirmada pela Tele-Guía nº 1.160, de 2 de novembro de 1974. Remake de: 1972 Remake em: 1977, 1980 e 1982 |
| Resumo: O terrível Gorila escapa da cadeia e volta para se vingar do seu ex-patrão e seus ex-colegas de trabalho. Chapolin é chamado para ajudar, mas confunde o bandido com um boneco. | | |                         | | | |

### Episódios perdidos mundialmente
| La Bella Durmiente era un Señor Muy Feo - parte 1 | A bela adormecida era um senhor muito feio - parte 1                     | 18 de janeiro de 1974   | Episódio inédito | Não há informações sobre elenco                                                          | Episódio perdido mundialmente. A sua data de estreia foi confirmada pela Tele-Guía nº 1.119, de 17 a 23 de janeiro de 1974. Remake em: 1976 e 1982 |
| Resumo: O professor Popov descobre Chinpandolfo, um cavernícola que viveu a mais de vinte mil anos. |                                                                          |                         |                  |                                                                                          | |
| Más Vale 100 Fantasmas Volando que uno la Mano | Mais vale cem fantasmas voando, que um na mão!                           | 15 de fevereiro de 1974 | Episódio inédito | Não há informações sobre elenco                                                          | Episódio perdido mundialmente. A sua data de estreia foi confirmada pela Tele-Guía n. 1.123, de 14 a 20 de fevereiro de 1974 (com a Tartaruga Touché e Dum Dum e Wally Gator na capa). Remake de: 1972 Remake em: 1978 e 1986 |
| Resumo: Chapolin Colorado assiste a um teatro e tem que enfrentar uma série de fantasmas. |                                                                          |                         |                  |                                                                                          | |
| Dr. Chapatín: ? | Dr. Chapatin: ?                                                          | 22 de março de 1974     | Esquete inédito  | Não há informações sobre elenco                                                          | |
| Resumo: ? |                                                                          |                         |                  |                                                                                          | |
| El Chapulín Colorado: Los muertos son obedientes | Chapolin Colorado: Os mortos são obedientes                              | 22 de março de 1974     | Episódio inédito | Não há informações sobre elenco.                                                         | Episódio perdido mundialmente. Foi exibido um trecho no episódio "Uma conferência sobre o Chapolin" do mesmo ano. Remake em: 1976, 1980 e 1985 |
| Resumo: O Chapolin Colorado tem que localizar um defunto que desapareceu do depósito de cadáveres. |                                                                          |                         |                  |                                                                                          | |
| Más Vale una Mujer Joven, Rica y Bonita que una Vieja, Pobre y Fea | Mais vale uma mulher jovem, rica e bonita do que uma velha, pobre e feia | 5 de abril de 1974      | Episódio inédito | Não há informações sobre elenco                                                          | Episódio perdido mundialmente. Este episódio possui trechos exibidos no episódio "Uma conferência sobre o Chapolin", do mesmo ano. Remake em: 1976, 1981 e 1984 |
| Resumo: A Menina (Florinda Meza) namora com o Prof. Baratinha (Carlos Villagrán) só por causa de seus inventos maravilhosos. Ela deseja se apoderar das fórmulas e projetos, mas o namorado diz que tudo está guardado na casa do Chapolin Colorado. - Nota: Resumo baseado na versão de 1976. |                                                                          |                         |                  |                                                                                          | |
| El Bandido del Hospital | O bandido do hospital                                                    | 12 de abril de 1974     | Episódio inédito | Roberto Gómez Bolaños, Ramón Valdés, Carlos Villagrán, Florinda Meza, María Luisa Alcalá | Episódio perdido mundialmente. Este episódio possui trechos exibidos no episódio "Uma conferência sobre o Chapolin", do mesmo ano. Além disso, na televisão da casa de Monchito, no episódio "Dom Chapolin de la Mancha", também de 1974, são exibidas cenas deste episódio perdido mundialmente. Está disponível na Internet por uma gravação caseira feita por um colecionador de Porto Rico, surgida em 9 de janeiro de 2023, datada de 1985. A sua data de estreia foi confirmada pela Tele-Guía nº 1.131, de 11 a 17 de abril de 1974. Remake de: 1972 Remake em: 1976, 1980, 1981 e 1985 |
| Resumo: Chapolin Colorado tem que salvar um homem que está sendo ameaçado de morte por um delinquente que se disfarça de qualquer coisa. |                                                                          |                         |                  |                                                                                          | |
| Los Valientes Mueren Pandeados | Salvem o meu bebê!                                                       | 10 de maio de 1974      | Episódio inédito | Não há informações sobre elenco                                                          | Episódio perdido mundialmente. A sua data de estreia foi confirmada pela Tele-Guía n. 1.135, de 10 de maio de 1974. Participação do Doutor Chapatin. Este episódio possui trechos exibidos no episódio "Uma conferência sobre o Chapolin", do mesmo ano. Remake em: 1976, 1980, 1984 e 1991 |
| Resumo: Um casal sai de casa, deixando o bebê sozinho. O problema é que Tripa Seca, um bandido foragido da polícia, invade o local. Ao descobrirem isso, eles decidem chamar o Chapolin Colorado. - Nota: Resumo baseado na versão de 1976, mas o de 1974 é ambientado no Velho-Oeste. |                                                                          |                         |                  |                                                                                          | |
| Colección de Rateros | O ladrão do museu de cera                                                | 17 de maio de 1974      | Episódio inédito | Não há informações sobre elenco                                                          | Episódio perdido mundialmente. Este episódio possui trechos exibidos no episódio "Uma conferência sobre o Chapolin", do mesmo ano. Remake em: 1975 e 1982 |
| Resumo: Ramón rouba a bolsa de uma mulher que estava no telefone público. O policial tenta persegui-lo, mas não consegue. Por isso ele resolve chamar o Chapolin. Os dois ficam atrás do ladrão. Enquanto isso, Chapolin "visita" o museu próximo e se depara com estátuas de cera. - Nota: Resumo baseado na versão de 1977, mas com o de 1974 possuindo a participação de María Luisa Alcalá interpretando a mulher que tem a bolsa roubada, que na versão de 1977 é interpretada pela María Antonieta de Las Nieves. |                                                                          |                         |                  |                                                                                          | |
| Aristócratas Vemos, Rateros No Sabemos | O Cleptomaníaco                                                          | 29 de junho de 1974     | Episódio inédito | Não há informações sobre elenco                                                          | Episódio perdido mundialmente. A existência deste episódio e sua data de estreia foram confirmadas pelo site "América Celebra a Chespirito", que publicou informações de uma fita com essa versão perdida e nela estava a data de 29 de junho de 1974. A sua data de estreia foi também confirmada pela Tele-Guía nº 1.142, de 27 de junho a 3 de julho de 1974. Remake em: 1978, 1980 (La Chicharra), 1983 e 1991 |
| Resumo: Chapolin Colorado se reduz de tamanho para perseguir um bandido muito hábil. |                                                                          |                         |                  |                                                                                          | |
| El Vampiro | O vampiro                                                                | 28 de setembro de 1974  | Episódio inédito | Roberto Gómez Bolaños, Ramón Valdés, Carlos Villagrán e Florinda Meza (confirmados)      | Episódio perdido mundialmente. A sua data de estreia foi confirmada pela revista Tele-Guía nº 1.155, de 28 de setembro de 1974. Circula na Internet uma foto deste episódio. Remake de: 1970 e 1972 Remake em: 1978, 1981 e 1984 |
| Resumo: Florinda está com medo do homem-vampiro, e jura que ele tentou atacá-la durante a noite. Seu pai não acredita na história e ela resolve chamar o Chapolin. - Nota: Resumo baseado na versão de 1972. |                                                                          |                         |                  |                                                                                          | |

## 3.ª temporada (1975)
María Antonieta de las Nieves retorna ao elenco de atores, mas não ganha papéis importantes, pois como dito anteriormente, quando ela saiu, Florinda Meza assumiu seus papéis e acabou ganhando destaque. Mas é claro que María atua em alguns episódios, como "Chapolin em Acapulco", a saga do menino que jogava os brinquedos, entre outros.
- Roberto Gómez Bolaños, Carlos Villagrán e Florinda Meza estão presentes em todos os episódios.
- Ramón Valdés está ausente em um episódio.
- Rubén Aguirre está ausente em dezoito episódios.
- Édgar Vivar está ausente em vinte e três episódios.
- Horacio Gómez Bolaños está ausente em vinte e seis episódios.
- María Antonieta de las Nieves está ausente em vinte e oito episódios.

| 72 | No es lo mismo “las bombas de agua” que “¡aguas con la bomba!”                             | Uma herança explosiva / A herança do Tio Monchito                                                                | 2 de janeiro de 1975    | 4 de agosto de 2018 (Multishow) Dublagem: Som de Vera Cruz (2018) e RioSound (2025)   | Roberto Gómez Bolaños, Ramón Valdés, Carlos Villagrán, Édgar Vivar e Florinda Meza                               | Episódio comum. |
| Resumo: Paco e Hugo estão planejando assassinar seu tio, para poder ficar com sua herança. Sua outra prima, Luiza, não está de acordo e por isso ela acaba sendo presa por eles. Chapolin Colorado é chamado para investigar e descobre que pilhas explosivas foram deixadas em algum lugar pela casa. Agora, resta saber onde estão escondidas. |                                                                                            | |                         |                                                                                       | | |
| 73 | La Mordida de la Víbora                                                                    | Selva | 16 de janeiro de 1975   | 1984 (SBT) Dublagem: Maga (1984)                                                      | Roberto Gómez Bolaños, Ramón Valdés, Carlos Villagrán e Florinda Meza                                            | Episódio comum. Remake de 1972. Remake em 1978, 1983 e 1978 |
| Resumo: Dois homens (Carlos Villagrán e Ramón Valdés) invocam o Chapolin Colorado para ajudá-los a buscar Clarissa (Florinda Meza), uma mulher que sumiu no meio da floresta, onde estão acampando. |                                                                                            | |                         |                                                                                       | | |
| 74 | De Médico, Chapulín y Loco, Todos Tenemos un Poco                                          | De médico, Chapolin e louco, todo mundo tem um pouco                                                             | 6 de fevereiro de 1975  | 1990 (SBT) Dublagem: Maga (1990)                                                      | Roberto Gómez Bolaños, Ramón Valdés, Carlos Villagrán, Florinda Meza, Rubén Aguirre, Édgar Vivar e Horacio Gómez | Episódio comum.Remake de: 1971 (Chespirito) e 1972 (Dr. Chapatin). Remake em: 1977 (Dr. Chapatin), 1977, 1980 (Dr. Chapatin), 1981 (Dr. Chapatin), 1985 (Dr. Chapatin) e 1988 (Dr. Chapatin) |
| Resumo: Chinesinho (Carlos Villagrán) e Tripa Seca (Ramón Valdés) estão no hospital, um gravemente ferido e o outro quase fora de perigo. Chapolin troca os prontuários, e diz que o ferido está bom, e que o bom está a ponto de morrer. |                                                                                            | |                         |                                                                                       | | |
| 75 (a) | Dr. Chapatín: La Apuesta del Beso                                                          | Dr. Chapatin: O idioma do amor / A aposta do doutor                                                              | 20 de fevereiro de 1975 | 7 de agosto de 2018 (Multishow) Dublagem: Som de Vera Cruz (2018) e RioSound (2025)   | Roberto Gómez Bolaños e Florinda Meza                                                                            | Episódio comum. A sua data de estreia foi confirmada pela Tele-Guía nº 1.176, de 20 de fevereiro de 1975. Remake em: 1983, 1988 e 1990 |
| Resumo: Dr. Chapatin da um de beijoqueiro. |                                                                                            | |                         |                                                                                       | | |
| 75 (b) | El Chapulín Colorado: La Ropa Limpia se Ensucia en Casa                                    | Chapolin Colorado: Vagabundos vemos, trabalhos não sabemos / O marido vagabundo                                  | 20 de fevereiro de 1975 | 7 de agosto de 2018 (Multishow) Dublagem: Som de Vera Cruz (2018) e RioSound (2025)   | Roberto Gómez Bolaños, Carlos Villagrán e Florinda Meza                                                          | Episódio comum. A sua data de estreia foi confirmada pela Tele-Guía nº 1.176, de 20 de fevereiro de 1975.Remake de: 1972. Remake em: 1979 e 1983 |
| Resumo: Uma mulher (Florinda Meza) está cansada de ver seu marido preguiçoso (Carlos Villagrán) inventando desculpas para não trabalhar e, por isso, resolve chamar o Chapolin Colorado. |                                                                                            | |                         |                                                                                       | | |
| 76 | Dinero Llama a Dinero. Ah, pero También al Ratero                                          | Tostão atrai tostão... mas também ladrão! / Loteria ou azar?                                                     | 27 de fevereiro de 1975 | 8 de agosto de 2018 (Multishow) Dublagem: Som de Vera Cruz (2018) e RioSound (2025)   | Roberto Gómez Bolaños, Ramón Valdés, Carlos Villagrán e Florinda Meza                                            | Episódio comum. A sua data de estreia foi confirmada pela Tele-Guía nº 1.177, de 27 de fevereiro de 1975. Remake em: 1978, 1984 e 1991 |
| Resumo: Um casal (Carlos Villagrán e Florinda Meza) perde o bilhete de loteria premiado. A esposa chama o Chapolin para ajudá-los a procurar o bilhete. Enquanto isso, um ladrão (Ramón Valdés) invade a casa, e o Chapolin pensa que ele é o marido da senhora. |                                                                                            | |                         |                                                                                       | | |
| 77 (a) | Dr. Chapatín: El Doctor está Preso                                                         | Dr. Chapatin: Chamem o meu advogado!                                                                             | 6 de março de 1975      | 9 de agosto de 2018 (Multishow) Dublagem: Som de Vera Cruz (2018) e RioSound (2025)   | Roberto Gómez Bolaños, Ramón Valdés, Carlos Villagrán e Édgar Vivar                                              | Episódio comum. Remake em: 1980, 1983 (Os ladrões) e 1988 |
| Resumo: Doutor Chapatin é preso e tem que dividir a cela com dois perigosos bandidos. |                                                                                            | |                         |                                                                                       | | |
| 77 (b) | El Chapulín Colorado: Un Bandido Bastante Muerto                                           | Chapolin Colorado: Um bandido bastante morto / Não estava morto, só andava falecido!                             | 6 de março de 1975      | 9 de agosto de 2018 (Multishow) Dublagem: Som de Vera Cruz (2018) e RioSound (2025)   | Roberto Gómez Bolaños, Ramón Valdés, Carlos Villagrán, Florinda Meza e Édgar Vivar                               | Episódio comum. Remake em: 1978 e 1983 |
| Resumo: Tripa Seca (Ramón Valdés) manda fazer uma estátua sua, de cera, para que possam fingir que ele está morto, e enterrem a estátua em seu lugar. Com isso, ele poderá cometer todos os crimes que quiser. |                                                                                            | |                         |                                                                                       | | |
| 78 | La Ley del Chipote Chillón                                                                 | A lei da Marreta Biônica / A marreta mais rápida do Oeste                                                        | 20 de março de 1975     | 10 de agosto de 2018 (Multishow) Dublagem: Som de Vera Cruz (2018) e RioSound (2025)  | Roberto Gómez Bolaños, Ramón Valdés, Carlos Villagrán, Florinda Meza, Rubén Aguirre, Édgar Vivar e Horacio Gómez | Episódio comum. A sua data de estreia foi confirmada pela Tele-Guía nº 1.180, de 20 de março de 1975. Uniforme novo do Chapolin. |
| Resumo: Racha Cuca (Ramón Valdés) está preso, mas ele avisa ao xerife (Édgar Vivar) que seu amigo, Matoncicimo Kid (Carlos Villagrán), está para chegar, e que vai resgatá-lo, junto de sua filha Rosa a Rumorosa (Florinda Meza). Todos ficam com medo, mas Chapolin diz que "a união faz a força". |                                                                                            | |                         |                                                                                       | | |
| 79 | Los Antiguos Piratas del Caribe, solo de vez en cuando Desviaban a Cuba - parte 1          | Os piratas - parte 1                                                                                             | 27 de março de 1975     | 1990 (SBT) Dublagem: Maga (1990)                                                      | Roberto Gómez Bolaños, Ramón Valdés, Carlos Villagrán, Florinda Meza, Rubén Aguirre e Édgar Vivar                | Episódio comum. Remake em: 1982 |
| Resumo: Lagartixa (Carlos Villagrán) e Pança Louca (Édgar Vivar) são chamados para enterrar um tesouro. Mas isso é uma má notícia, pois o terrível Alma Negra (Ramón Valdés) mata todos aqueles que o ajudam a enterrar os tesouros. Assustados, eles chamam o Chapolin Colorado. |                                                                                            | |                         |                                                                                       | | |
| 80 | Los Antiguos Piratas del Caribe, solo de vez en cuando Desviaban a Cuba - parte 2          | Os piratas - parte 2                                                                                             | 3 de abril de 1975      | 1990 (SBT) Dublagem: Maga (1990)                                                      | Roberto Gómez Bolaños, Ramón Valdés, Carlos Villagrán, Florinda Meza, Rubén Aguirre e Horacio Gómez              | Episódio comum. Na versão original, no fim do episódio, Florinda chama a terceira parte da saga. No entanto, não há relatos de exibição desse episódio em nenhum país. A chamada é atualmente cortada; quando o episodio é exibido, hoje, na televisão, os créditos são diferentes dos da versão original, que provavelmente são da terceira parte.Remake em: 1982 |
| Resumo: O pirata Alma Negra obriga os seus homens a enterrarem o tesouro. Por ser uma traidora, a taberneira (Florinda Meza) vai junto. Todos ficam preocupados pelo que pode acontecer, até que Chapolin tenta uma escapatória. |                                                                                            | |                         |                                                                                       | | |
| 81 | Cuando los Gemelos No son Buenos Cuates                                                    | Irmãos gêmeos | 17 de abril de 1975     | 29/10/1990 (SBT) Dublagem: Maga (1990)                                                | Roberto Gómez Bolaños, Ramón Valdés, Carlos Villagrán e Florinda Meza                                            | Episódio comum. Remake em: 1981, 1985 e e 1989 |
| Resumo: Em um teatro, dois gêmeos (Carlos Villagrán) ensaiam para o seu próximo espetáculo. O funcionário substituto do local (Ramón Valdés) não conhece os artistas e, por isso, não sabe que se tratam de gêmeos. Ele pensa que é um sujeito só, tirando uma com a cara dele. |                                                                                            | |                         |                                                                                       | | |
| 82 | Con la Ley del Embudo, ni el Chapulín Pudo                                                 | O louco | 1 de maio de 1975       | 1984 (SBT) Dublagem: Maga (1984, dublagem perdida) e Maga (1990)                      | Roberto Gómez Bolaños, Ramón Valdés, Carlos Villagrán, Florinda Meza e Rubén Aguirre                             | Episódio comum. A sua data de estreia foi confirmada pela Tele-Guía nº 1.186, de 1 de maio de 1975. A ultima vez que episódio foi exibido com a dublagem de 1984 foi em 2003. Na primeira dublagem o louco era chamado de Porca Solta, e já na segunda, de 1990, foi mudado para Poucas Trancas. Remake em: 1978, 1982 e 1988 (Dr. Chapatin) |
| Resumo: Um louco surdo-mudo (Rubén Aguirre) está à solta. Ele entra no consultório do Dr. Chapatin e deixa todos muito assustados. Depois, Chapolin Colorado é chamado para ajudar a capturar o bandido. |                                                                                            | |                         |                                                                                       | | |
| 83 | Explotar un Negocio No Significa que hay que Ponerle una Bomba                             | Desativando a bomba / Para explodir os negócios, não é preciso detonar uma bomba                                 | 8 de maio de 1975       | 15 de agosto de 2018 (Multishow) Dublagem: Som de Vera Cruz (2018) e RioSound (2025)  | Roberto Gómez Bolaños, Ramón Valdés, Carlos Villagrán e Florinda Meza                                            | Episódio comum. A sua data de estreia foi confirmada pela Tele-Guía nº 1.187, de 8 de maio de 1975. Remake de: 1972. Remake em: 1981 e 1989 |
| Resumo: Quase Nada (Carlos Villagrán) prende o delegado (Ramón Valdés), com uma bomba. Chapolin Colorado é chamado para ajudar. |                                                                                            | |                         |                                                                                       | | |
| 84 | Donde Manda Satanás, No Gobierna un Pobre Diablo                                           | Onde manda Satanás, não tem vez um pobre diabo! / O gato borralheiro                                             | 19 de junho de 1975     | 16 de agosto de 2018 (Multishow) Dublagem: Som de Vera Cruz (2018) e RioSound (2025)  | Roberto Gómez Bolaños, Ramón Valdés, Carlos Villagrán e Florinda Meza                                            | Episódio comum. Remake de: 1973 (Chespirito). Remake em: 1979, 1980 (La Chicharra), 1986 e 1992 |
| Resumo: Um casal inverte as tarefas diárias; a esposa (Florinda Meza) sai para trabalhar e o marido (Carlos Villagrán) é quem faz os serviços de casa. Este chama o Chapolin para ajudá-lo e, em meio a isso tudo, o vizinho engenheiro Perrin (Ramón Valdés) precisa usar o telefone da casa para falar com o médico da sua esposa. |                                                                                            | |                         |                                                                                       | | |
| 85 | La Romántica Historia de Juleo y Rumieta - parte 1                                         | Juleu e Romieta - parte 1                                                                                        | 26 de junho de 1975     | 1990 (SBT) Dublagem: Maga (1990)                                                      | Roberto Gómez Bolaños, Ramón Valdés, Carlos Villagrán, Florinda Meza e Rubén Aguirre                             | Episódio comum. Remake em: 1979, 1981 e 1986 |
| Resumo: Mais uma paródia de Chespirito, só que um pouco diferente. Desta vez, Chapolin participa da romântica história de "Juleu e Romieta" (uma paródia a Romeu e Julieta de William Shakespeare). É como sempre; Juleu Montesco (Carlos Villagrán) quer se casar com Romieta Capuleto (Florinda Meza), mas o pai da garota (Ramón Valdés) tem ódio mortal dos Montesco, e não quer permitir o casamento de jeito nenhum. |                                                                                            | |                         |                                                                                       | | |
| 86 | La Romántica Historia de Juleo y Rumieta - parte 2                                         | Juleu e Romieta - parte 2                                                                                        | 3 de julho de 1975      | 13 de agosto de 1998 (SBT) Dublagem: Maga (1992)                                      | Roberto Gómez Bolaños, Ramón Valdés, Carlos Villagrán, Florinda Meza e Rubén Aguirre                             | Episódio comum. No SBT, este episódio foi exibido uma única vez em 1998 e voltou ao ar em 4 agosto de 2008. Remake em: 1979, 1981 e 1986 |
| Resumo: Juleu resolve fazer uma serenata para a sua amada; o pai de Romieta continua sendo contra. Romieta tem a ideia de se fingir de morta, para que seu pai se arrependa e resolva permitir o namoro dos dois. Mas isso pode resultar em uma tragédia. |                                                                                            | |                         |                                                                                       | | |
| 87 (a) | Dr. Chapatín: El Partido de Futbol                                                         | Dr. Chapatin: Atrasado para o jogo                                                                               | 10 de julho de 1975     | 19/08/2018 (Multishow) Dublagem: Maga (1990)                                          | Roberto Gómez Bolaños, Ramón Valdés, Carlos Villagrán, Florinda Meza, Rubén Aguirre e Édgar Vivar                | No SBT, este esquete estreou em 12 de junho de 2025. Remake em: 1977, 1979, 1982, 1987 e 1994 |
| Resumo: O doutor Chapatin deseja ir a uma partida de futebol, mas seus pacientes ficam lhe atrasando. |                                                                                            | |                         |                                                                                       | | |
| 87 (b) | El Chapulín Colorado Más Mezcla Maistro                                                    | Chapolin Colorado: A construção                                                                                  | 10 de julho de 1975     | 5 de novembro de 1990 (SBT) Dublagem: Maga (1990)                                     | Roberto Gómez Bolaños, Ramón Valdés, Carlos Villagrán, Florinda Meza, Rubén Aguirre e Édgar Vivar                | Episódio comum. No SBT, este esquete deixou de ser exibido em 2003 e voltou ao ar em 28 de fevereiro de 2013. Remake em: 1979 e 1987 |
| Resumo: O Sr. Porpeta (Édgar Vivar) está preocupado, pois se a construção de sua casa não for concluída a tempo, ele terá que fazer um quarto a mais para sua sogra. Para isso, contrata o arquiteto (Rubén Aguirre) que contrata o mestre de obras (Ramón Valdés) que agora só tem um pedreiro (Carlos Villagrán) a seu serviço, este chama o chapolin para ajudá-lo. |                                                                                            | |                         |                                                                                       | | |
| 88 | Las Momias No se Venden. ¡Ah, pero cómo se Vendan!                                         | Uma múmia incomoda muita gente, duas muito mais                                                                  | 17 de julho de 1975     | 1984 (SBT) Dublagem: Maga (1984)                                                      | Roberto Gómez Bolaños, Ramón Valdés, Carlos Villagrán, Florinda Meza e Rubén Aguirre                             | Episódio comum. Remake em: 1983 |
| Resumo: Um homem (Rubén Aguirre) se disfarça de múmia para assustar a guia do museu (Florinda Meza), sua ex-noiva. Chapolin Colorado é chamado, mas entra em pânico com a história da "múmia viva". |                                                                                            | |                         |                                                                                       | | |
| 89 | Jamás Volveré a Jugar Apostando Dinero, y te Apuesto lo que quieras a que Cumplo           | Quer apostar como nunca mais eu entro em uma aposta?                                                             | 31 de julho de 1975     | 30 de agosto de 2014 (SBT Vídeos) Dublagem: Maga (1984) e Som de Vera Cruz (2018)     | Roberto Gómez Bolaños, Ramón Valdés, Carlos Villagrán e Florinda Meza                                            | Episódio comum. A sua data de estreia foi confirmada pela Tele-Guía nº 1.199, de 31 de julho de 1975. Foi exibido no Brasil pela primeira vez no SBT Online em 30 de agosto de 2014, e sem seus 7 minutos finais pois segundo o SBT estariam danificados. Porém, a emissora conseguiu posteriormente recuperar este episódio na íntegra e o exibiu na TV em 6 de março de 2025, com dublagem Maga. O episódio estreou na televisão brasileira completo e com nova dublagem em 21 de agosto de 2018, pelo Multishow. Remake em: 1979, 1981 (Dr. Chapatin), 1985 (Dr. Chapatin) e 1985 |
| Resumo: Chapolin Colorado aposta com Quase-Nada (Carlos Villagrán) e Tripa Seca (Ramón Valdés) o seguinte: se ele vencer a partida de sinuca, os bandidos deixam a vida de crimes e nunca mais apostam dinheiro. Mas se ele perder... |                                                                                            | |                         |                                                                                       | | |
| 90 | La Mansión de los Duendes                                                                  | A mansão dos duendes                                                                                             | 7 de agosto de 1975     | 31 de outubro de 1990 (SBT) Dublagem: Maga (1990)                                     | Roberto Gómez Bolaños, Ramón Valdés, Carlos Villagrán e Florinda Meza                                            | Episódio comum.Remake em: 1973, 1979 e 1983 |
| Resumo: Uma mulher (Florinda Meza) acredita que sua casa está infestada de duendes e, por isso, quer vender o imóvel. Seu marido (Carlos Villagrán) é contra, mas tudo muda quando um sujeito (Ramón Valdés) aparece no local, dizendo que tem poderes paranormais. O marido amassa com os bonecos eletrônicos. |                                                                                            | |                         |                                                                                       | | |
| 91 | El Regreso de la Chicharra Paralizadora                                                    | A volta da corneta paralisadora                                                                                  | 21 de agosto de 1975    | 1990 (SBT) Dublagem: Maga (1990)                                                      | Roberto Gómez Bolaños, Ramón Valdés, Carlos Villagrán, Florinda Meza e Rubén Aguirre                             | Episódio comum.Remake em 1979 e 1986 |
| Resumo: Uma garota (Florinda Meza) terá de se casar obrigatoriamente com um sujeito certinho, de voz fanha e rico (Carlos Villagrán), apaixonado por ela, só porque seu pai (Ramón Valdés) está de olho na fortuna do rapaz, que é auxiliado por seu tio(Rubén Aguirre), que convence o pai da moça de que se dará muito bem caso sua filha case com o rapaz. Desesperada, ela chama o Chapolin Colorado, que usa a sua famosa Corneta Paralisadora para resolver o problema, mas mesmo depois que o pai se convence a ficar do lado da filha, o rapaz e seu tio ainda decidem se vingar. |                                                                                            | |                         |                                                                                       | | |
| 92 (a) | Chespirito: La historia de Cristóbal Colón. No como fue, sino como pudo haber sido         | Chespirito: Cristóvão Colombo                                                                                    | 28 de agosto de 1975    | 24 de agosto de 2018 (Multishow) Dublagens: Maga (1990) e Gábia (2005-08)             | Roberto Gómez Bolaños, Ramón Valdés, Carlos Villagrán e Florinda Meza                                            | No SBT, este esquete estreou em 16 de junho de 2025. Antes de sua estreia no Multishow, esta esquete já estava disponível no canal da Televisa no site de vídeos Vimeo desde o dia 28 de setembro de 2017. A data de sua exibição original foi informada em exibição no canal ForoTV. Disponível em DVD. Remake de: 1972 Remake em: 1978 (Chapolin), 1983 e 1991 |
| Resumo: Mais uma paródia de Chespirito. Desta vez com o descobridor da América, Cristóvão Colombo, que tenta convencer o rei para liberá-lo a fazer as grandes navegações. |                                                                                            | |                         |                                                                                       | | |
| 92 (b) | El Chapulín Colorado Un Juguete Llamado Chapulín                                           | Chapolin Colorado: Vovô matusquela                                                                               | 28 de agosto de 1975    | 1990 (SBT) Dublagem: Maga (1990)                                                      | Roberto Gómez Bolaños, Ramón Valdés, Carlos Villagrán, Florinda Meza e Rubén Aguirre                             | Episódio comum. A sua data de estreia foi informada em exibição no canal ForoTV. No SBT, este esquete deixou de ser exibido em 2003 e voltou ao ar em 26 de fevereiro de 2013. Remake em: 1983 |
| Resumo: Seu Vespusiano Matusquela (Ramón Valdés), um velhinho que passa o dia brincando e dançando, tem causado muitos problemas. Afinal, ele não está muito bom da cabeça, e pegou um revólver de seu neto (Carlos Villagrán), o que pode resultar em um acidente. Chapolin é chamado para ajudar, e resolve se disfarçar de brinquedo, usando as suas famosas Pílulas Encolhedoras. |                                                                                            | |                         |                                                                                       | | |
| 93 | De Chapulín, Cazador y Loco, Todos Tenemos un Poco                                         | De caçador e de louco, todos nós temos um pouco                                                                  | 4 de setembro de 1975   | 1984 (SBT) Dublagem: Maga (1984)                                                      | Roberto Gómez Bolaños, Ramón Valdés, Carlos Villagrán, Florinda Meza e Rubén Aguirre                             | Episódio comum. A sua data de estreia foi confirmada pela Tele-Guía nº 1.204, de 4 de setembro de 1975. No SBT, este episódio deixou de ser exibido em 1985 e voltou ao ar em 26 de novembro de 2005. Remake em: 1979 e 1984 |
| Resumo: Um louco está à solta e Chapolin é chamado para ajudar a investigar, pois existem três suspeitos no caso. Quem será o verdadeiro culpado? |                                                                                            | |                         |                                                                                       | | |
| 94 | Limosnero y con Garrote                                                                    | Quem dá aos pobres, empresta a Deus / Pedintes em família                                                        | 11 de setembro de 1975  | 1984 (SBT) Dublagens: Maga (1984, dublagem perdida) e Maga (1990)                     | Roberto Gómez Bolaños, Ramón Valdés, Carlos Villagrán e Florinda Meza                                            | Episódio comum. A sua data de estreia foi confirmada pela Tele-Guía nº 1.205, de 11 de setembro de 1975. No SBT, este episódio deixou de ser exibido em 1985 e voltou ao ar em 3 de dezembro de 2005, redublado. Remake de: 1972 (Chespirito). Remake em: 1979, 1983 (Dr. Chapatin) e 1987 (Dr. Chapatin) |
| Resumo: Um mendigo (Ramón Valdés) rouba o dinheiro arrecadado por outra mendiga (Florinda Meza), além de assaltar um turista (Carlos Villagrán). As duas vítimas pedem ajuda ao Chapolin Colorado. |                                                                                            | |                         |                                                                                       | | |
| 95 | El Fantasma del Pirata                                                                     | O fantasma do pirata / O tesouro do pirata fantasma                                                              | 18 de setembro de 1975  | 1984 (SBT) Dublagens: Maga (1984, dublagem perdida), Maga (1990) e Gábia (2005-08)    | Roberto Gómez Bolaños, Ramón Valdés, Carlos Villagrán e Florinda Meza                                            | Episódio comum. A sua data de estreia foi fornecida durante uma exibição online do Chapolin em 2014. Disponível em DVD. Remake em: 1978, 1982 e 1990 |
| Resumo: Uma mulher (Florinda Meza) descobre um casarão, aparente abandonado. Mas por incrível que pareça, um sujeito (Carlos Villagrán) está no local para tentar achar o tesouro enterrado pelo seu tataravô (tem que pronunciar "tata" 14 vezes), o terrível pirata Alma Negra (Ramón Valdés), que já faleceu há muitíssimos anos. |                                                                                            | |                         |                                                                                       | | |
| 96 | La que Nace para Cleopatra No pasa de Julio Cesar                                          | Quem nasceu para Cleópatra, nunca pega o Júlio César / Cleópatra                                                 | 25 de setembro de 1975  | 1984 (SBT) Dublagens: Maga (1984, dublagem perdida) e Maga (1990)                     | Roberto Gómez Bolaños, Ramón Valdés, Carlos Villagrán, Florinda Meza, Horacio Gómez e Rosita Bouchot             | Episódio comum. A sua data de estreia foi confirmada pela Tele-Guía nº 1.207, de 25 de setembro de 1975. Remake de: 1971 (Chespirito). Remake em: 1979, 1983 (Chespirito), 1985 e 1994 (Chespirito) |
| Resumo: Uma mulher acaba convidando, sem querer, seus dois namorados para visitá-la. E para piorar, os dois são terríveis bandidos. Um é o Quase Nada e o outro é o Shory. Assustada, ela chama o Chapolin. Depois de tudo resolvido, ele conta a história de Cleópatra, a famosa Rainha do Egito. |                                                                                            | |                         |                                                                                       | | |
| 97 | Aventuras en un Planeta Habitado por Salvajes, que Aunque Parezca Mentira, No es la Tierra | O planeta selvagem                                                                                               | 2 de outubro de 1975    | 1992 (SBT) Dublagem: Maga (1990)                                                      | Roberto Gómez Bolaños, Ramón Valdés, Carlos Villagrán, Florinda Meza e María Antonieta de las Nieves             | Episódio comum. Neste episódio ocorre o retorno da atriz María Antonieta de las Nieves. A sua data de estreia é sugerida pelas características da abertura do programa e do uniforme do Chapolin nos episódios próximos. Remake de 1973. Remake em 1981. |
| Resumo: Chapolin faz uma viagem diferente e sensacional; ele vai parar no planeta Vênus! Agora, terá de ajudar 2 astronautas, que ficaram presos por lá, mas que se apaixonam por duas venusianas que acham que os dois são uma ameaça a seu planeta |                                                                                            | |                         |                                                                                       | | |
| 98 | De que Dicen a Pelear, del Cielo se Caen las Piedras                                       | Sai de baixo que lá vem pedra!                                                                                   | 9 de outubro de 1975    | 1984 (SBT) Dublagem: Maga (1984) e Gábia (2005-08)                                    | Roberto Gómez Bolaños, Ramón Valdés, Carlos Villagrán e Florinda Meza                                            | Episódio comum. A sua data de estreia foi confirmada pela Tele-Guía nº 1.209, de 9 de outubro de 1975. Disponível em DVD. Remake de 1972. Remake em 1980 e 1984. |
| Resumo: Um estudioso (Ramón Valdés), fascinado por aerolitos, precisa de seu bloquinho de anotações, mas ele não sabe onde está. O problema fica ainda maior quando, justamente neste dia, acontece o recorde mundial de queda de pedras... quero dizer... aerolitos. |                                                                                            | |                         |                                                                                       | | |
| 99 (a) | El Chapulín Colorado Lo Chiflado No Quita lo Cantado                                       | Chapolin Colorado: Irmão meio biruta / O que é loucura, não adura o que é ternura                                | 16 de outubro de 1975   | 31 de agosto de 2018 (Multishow) Dublagem: Som de Vera Cruz (2018) e RioSound (2025)  | Roberto Gómez Bolaños, Ramón Valdés, Carlos Villagrán, Florinda Meza e María Antonieta de las Nieves             | Episódio comum. A sua data de estreia foi informada em exibição no canal ForoTV. Remake em 1980 e 1987. |
| Resumo: Uma mulher (Florinda Meza) recebe a notícia de que o seu namorado (Carlos Villagrán) está chegando com seu pai (Ramón Valdés) para visitá-la e apresentá-la, pois tem a intenção de se casar com ela o quanto antes. Porém, a moça não quer casamento e resolve pedir para que Chapolin se passe por seu irmão louco, para tentar afugentar o namorado. |                                                                                            | |                         |                                                                                       | | |
| 99 (b) | Chespirito: La Historia de Guillerme Tell. No como Fue, Sino como Pudo haber Sido          | Chespirito: A história de Guilherme Tell / A história de Guilherme Tell. Não como foi, mas como poderia ter sido | 16 de outubro de 1975   | 31 de agosto de 2018 (Multishow) Dublagem: Som de Vera Cruz (2018) e RioSound (2025)  | Roberto Gómez Bolaños, Ramón Valdés, Carlos Villagrán, Florinda Meza e María Antonieta de las Nieves             | Episódio comum. A sua data de estreia foi informada em exibição no canal ForoTV. Remake de 1972. Remake em 1978 (Chapolin), 1982 e 1991. |
| Resumo: Conta a história de Guilherme Tell. |                                                                                            | |                         |                                                                                       | | |
| 100 | El extraño y misterioso caso del difunto que se murió                                      | O estranho e misterioso caso do morto que morreu                                                                 | 23 de outubro de 1975   | 1990 (SBT) Dublagem: Maga (1990)                                                      | Roberto Gómez Bolaños, Ramón Valdés, Carlos Villagrán, Florinda Meza, Rubén Aguirre e Édgar Vivar                | Episódio comum. Remake de 1973. Remake em 1977, 1983, 1986 e 1991. |
| Resumo: Tripa Seca (Ramón Valdés) resolve se fingir de morto para que a polícia deixe de persegui-lo. Assim, ele poderá cometer todos os crimes que quiser. Mas o ajudante (Carlos Villagrán) do detetive Canon (Édgar Vivar), que está investigando o caso, ouve tudo. Agora, ele e o Chapolin correm perigo. |                                                                                            | |                         |                                                                                       | | |
| 101 (a) | Chespirito: La Historia de Don Juan Tenorio. No como Fue, Sino como Pudo haber Sido        | Chespirito: Don Juan Tenório                                                                                     | 30 de outubro de 1975   | 2 de setembro de 2018 (Multishow) Dublagem: Maga (1990)                               | Roberto Gómez Bolaños, Ramón Valdés, Carlos Villagrán, Florinda Meza e María Antonieta de las Nieves             | No SBT, este esquete estreou em 21 de maio de 2025. A sua data de estreia foi confirmada pela Tele-Guía nº 1.212, de 30 de outubro de 1975. Remake de 1972. Remake em 1978 (Chapolin), 1980, 1985 e 1984. |
| Resumo: Mais uma paródia de Chespirito. Desta vez, com a história de Don Juan Tenório, um conquistador e poeta. |                                                                                            | |                         |                                                                                       | | |
| 101 (b) | El Chapulín Colorado Marcianos Desanforizados                                              | Chapolin Colorado: Os marcianos                                                                                  | 30 de outubro de 1975   | 1990 (SBT) Dublagem: Maga (1990)                                                      | Roberto Gómez Bolaños, Ramón Valdés, Carlos Villagrán e Florinda Meza                                            | Episódio comum. No SBT, este esquete deixou de ser exibido em 2003 e voltou ao ar em 2 de março de 2013. Remake de 1971 e 1973. Remake em 1978, 1980, 1983 e 1986 |
| Resumo: O professor (Ramón Valdés) descobre que os marcianos estão planejando invadir a Terra. Só que eles são seres super-arqui-multi-microscópicos e viajam em um mini disco voador. |                                                                                            | |                         |                                                                                       | | |
| 102 | Historia de un Reloj que ni se Adelantaba ni se Atrasaba, sino todo lo Contrario           | O relógio da espiã / História de um relógio que não adiantava nem atrasava, mas sim o contrário                  | 6 de novembro de 1975   | 3 de setembro de 2018 (Multishow) Dublagem: Som de Vera Cruz (2018) e RioSound (2025) | Roberto Gómez Bolaños, Ramón Valdés, Carlos Villagrán, Florinda Meza e Édgar Vivar                               | Episódio comum. Remake em 1979, 1983 e 1990 |
| Resumo: Um detetive (Ramón Valdés) está seguindo uma espiã (Florinda Meza) de fama internacional. Ao mesmo tempo, a mulher dá um relógio de presente ao Chefe do Estado Maior (Édgar Vivar). |                                                                                            | |                         |                                                                                       | | |

#### Episódios perdidos mundialmente
| La mansión de los fantasmas                                                                                            | A mansão dos fantasmas                  | 9 de janeiro de 1975    | Episódio inédito | Não há informações sobre elenco | Episódio perdido mundialmente. A Tele-Guía nº 1.170, de 9 de janeiro de 1975, confirma a existência deste episódio. |
| Resumo: O Chapolin Colorado na casa dos espantos (Sinopse da Teleguia)                                                 |                                         |                         |                  |                                 | |
| El Chapulín Colorado ?                                                                                                 | Chapolin Colorado: ?                    | 23 de janeiro de 1975   | Episódio inédito | Não há informações sobre elenco | Episódio perdido mundialmente. |
| Resumo: Não há informações sobre o episódio                                                                            |                                         |                         |                  |                                 | |
| El Chapulín Colorado ?                                                                                                 | Chapolin Colorado: ?                    | 30 de janeiro de 1975   | Episódio inédito | Não há informações sobre elenco | Episódio perdido mundialmente. |
| Resumo: Não há informações sobre o episódio                                                                            |                                         |                         |                  |                                 | |
| El Chapulín Colorado ?                                                                                                 | Chapolin Colorado: ?                    | 13 de fevereiro de 1975 | Episódio inédito | Não há informações sobre elenco | Episódio perdido mundialmente. |
| Resumo: Não há informações sobre o episódio                                                                            |                                         |                         |                  |                                 | |
| El Chapulín vs Hitler: El encuentro del siglo                                                                          | Chapolin x Hitler: O encontro do século | 13 de março de 1975     | Episódio inédito | Não há informações sobre elenco | Episódio perdido mundialmente. Sabe-se que houve uma reprise desse episódio em 11 de dezembro de 1975, por meio da Tele-Guía nº 1.218, de 11 a 17 de dezembro de 1975 (com Donny Osmond na capa). Remake em 1980. |
| Resumo: O Chapolin Colorado luta na Segunda Guerra Mundial contra Hitler, utilizando muito sua estratégia pessoal.     |                                         |                         |                  |                                 | |
| Los Antiguos Piratas del Caribe, solo de vez en cuando Desviaban a Cuba - parte 3                                      | Os piratas - parte 3                    | 10 de abril de 1975     | Episódio inédito | Não há informações sobre elenco | Episódio perdido mundialmente. O anúncio do episódio foi feito por Florinda no final da parte 2 mas de alguns anos para cá, o anúncio da parte 2 foi cortado e os créditos foram substituídos por outros, que aparentemente foram retirados da terceira parte. Sua existência foi confirmada pela Tele-Guía nº 1.183, de 10 a 16 de abril de 1975 (com Julio Aleman na capa). |
| Resumo: O Chapolin Colorado habilmente impede que piratas levem seu barco para Cuba, mas tudo foi friamente calculado. |                                         |                         |                  |                                 | |
| Los bandidos se pueden regenerar                                                                                       | A forca                                 | 24 de abril de 1975     | Episódio inédito | Não há informações sobre elenco | Episódio perdido mundialmente. Sabe-se que houve uma reprise em 15 de janeiro de 1977. Circula na Internet uma foto que é provavelmente deste episódio. |
| Resumo: O Chapolin Colorado é ameaçado por vaqueiros malvados, que tentam enforcá-lo.                                  |                                         |                         |                  |                                 | |
| R.S.E. | R.S.E.                                  | 24 de abril de 1975     | Episódio inédito | Não há informações sobre elenco | Episódio perdido mundialmente. Sabe-se que houve uma reprise em 22 de janeiro de 1977. Remake de 1973. |
| Resumo: O Chapolin Colorado ajuda um cientista a localizar um importante rato.                                         |                                         |                         |                  |                                 | |
| Cómo convertirse en héroe en cuatro fáciles lecciones                                                                  | O aprendiz de super-herói               | 14 de agosto de 1975    | Episódio inédito | Não há informações sobre elenco | Episódio perdido mundialmente. As únicas evidências conhecidas desse episódio são uma foto que circula na Internet e relatos de fãs em fóruns estrangeiros. Remake em 1979 |
| Resumo: Não há informações sobre o episódio                                                                            |                                         |                         |                  |                                 | |

## 4.ª temporada (1976)
De 1976 em diante, pode-se notar uma imensa quantidade de episódios regravados que, por sua vez, também resultaram em versões novas que se dividissem em mais partes do que as originais.
- Roberto Gómez Bolaños e Florinda Meza estão presentes em todos os episódios.
- Carlos Villagrán está ausente em dois episódios.
- Ramón Valdés está ausente em sete episódios.
- Rubén Aguirre está ausente em quinze episódios.
- Horacio Gómez Bolaños está ausente em vinte e quatro episódios.
- María Antonieta de las Nieves está ausente em trinta e quatro episódios.
- Édgar Vivar está ausente em trinta e sete episódios.

| 103 | En las Guerras Médicas, la Bayoneta se Llamaba Bisturí                                                | Quem perde a guerra, pede água! / Nas guerras médicas, a baioneta se chamava bisturi                                                 | 1 de janeiro de 1976    | 4 de setembro de 2018 (Multishow) Dublagens: Gábia (2005-08), Som de Vera Cruz (2018) e RioSound (2025)  | Roberto Gómez Bolaños, Ramón Valdés, Carlos Villagrán, Florinda Meza, Rubén Aguirre e Horacio Gómez                     | Episódio comum. Este episódio possui imagens no início de guerras que realmente ocorreram. Disponível em DVD. Remake de 1973. Remake em 1991 |
| Resumo: No meio de uma guerra, o capitão (Rubén Aguirre) toma o cantil de água do sargento (Horacio Gómez), o único restante em todo o campo de batalha, e proíbe a todos de tomar a água contida nela, pois eles precisarão usá-la mais tarde. Porém, o sargento enlouquece e todos ficam preocupados. | | |                         | | | |
| 104 | El Misterio del Abominable Hombre de las Nieves                                                       | O abominável homem das neves | 8 de janeiro de 1976    | 1990 (SBT) Dublagens: Maga (1990) e Gábia (2005-08)                                                      | Roberto Gómez Bolaños, Ramón Valdés, Carlos Villagrán e Florinda Meza.                                                  | Episódio comum. Disponível em DVD. Remake em 1982 e 1987. |
| Resumo: Dois excursionistas (Carlos Villagrán e Florinda Meza) encontram uma cabana abandonada e resolvem passar a noite lá. Porém, mais tarde, coisas estranhas começam a acontecer e eles ficam com medo da terrível lenda do "Abominável Homem das Neves" (Ramón Valdés). | | |                         | | | |
| 105 | Los Costales Caben en Todo Lado, Sabiéndolos Acomodar                                                 | O patrão é quem manda | 15 de janeiro de 1976   | 1990 (SBT) Dublagem: Maga (1990)                                                                         | Roberto Gómez Bolaños, Ramón Valdés, Florinda Meza, Rubén Aguirre e Horacio Gómez                                       | Episódio comum. Remake de:1972 e 1973. Remake em: 1981, 1982 e 1987 |
| Resumo: Uma enfermeira (Florinda Meza) chama o Chapolin para que ajude a buscar um sujeito que foi mordido por um cachorro e que contraiu raiva. Porém, ela não sabe como é o homem, e eles terão de investigar para descobrir. Ao mesmo tempo, Chapolin ajuda um peão (Ramón Valdés) com o seu trabalho com o patrão (Rubém Agurrie) e o fotografo americano (Horacio Gómez Bolaños).                                                                | | |                         | | | |
| 106 | El Campeón de Karate Amaneció de Mal Karater                                                          | Caratê cara a cara | 22 de janeiro de 1976   | 1990 (SBT) Dublagem: Maga (1990)                                                                         | Roberto Gómez Bolaños, Carlos Vilagrán, Ramón Valdés, Florinda Meza, Rubén Aguirre e Horacio Gómez                      | Episódio comum. Remake de 1971 e 1973. Remake em 1980 e 1988 |
| Resumo: Um honorável medidor de luz (Carlos Villagrán) encontra uma gueixa (Florinda Meza) e seu pai (Ramón Valdés), quando vai medir a luz da casa de ambos. Mas, sem querer, ele se casar com a moça, e o pai dá início aos preparativos para a cerimônia. O honorável medidor de luz fica com medo e chama o Chapolin, que será obrigado a lutar com um famoso carateca(Rubén) para livrar o homem da promessa que fez.                            | | |                         | | | |
| 107 | Cuento de Brujas                                                                                      | História de bruxas | 29 de janeiro de 1976   | 1990 (SBT) Dublagem: Maga (1990)                                                                         | Roberto Gómez Bolaños, Ramón Valdés, Carlos Villagrán, Florinda Meza e María Antonieta de las Nieves                    | Episódio comum. A sua data de estreia foi confirmada pelo site America celebra a Chespirito. A palavra cabalística "Parangaricutirimícuaro" é uma citação ao município de Nuevo Parangaricutiro, em Michoacán, México. No trecho em que a pobre camponesa de nobre coração que vai todos os dias ao bosque recolher lenha conversa com Chapolin sobre a Bruxa Baratuxa, é mencionado o poder dela de "dobrar colher". Isso é uma referência ao israelense Uri Geller, que se tornou famoso nos anos 1970 ao se clamar paranormal em programas de televisão em que realizava demonstrações de seus supostos poderes. Chegou até a fazer uma exibição ao vivo na TV brasileira, através da Rede Globo. Remake de 1971 e 1973 |
| Resumo: A pobre camponesa de nobre coração que vai todos os dias ao bosque recolher lenha (Florinda Meza) é ameaçada pela terrível Bruxa Baratuxa (María Antonieta); se ela não se casar com o horrível filho da bruxa (Carlos Villagrán), pode se tornar árvore ou árbitro de futebol. Para dificultar, o lenhador (Ramón) não sabe da história e corre risco de cortar a camponesa em forma de árvore sem saber de quem se trata.                   | | |                         | | | |
| 108 | El Hombre Lobo Aullaba en Español                                                                     | O lobisomem que uivava em português / Cuidado com o lobisomem                                                                        | 12 de fevereiro de 1976 | 9 de setembro de 2018 (Multishow) Dublagem: Som de Vera Cruz (2018) e RioSound (2025)                    | Roberto Gómez Bolaños, Ramón Valdés, Carlos Villagrán, Florinda Meza e Horacio Gómez                                    | Episódio comum. A sua data de estreia foi confirmada pela Tele-Guía nº 1.227, de 12 de fevereiro de 1976. Remake de 1973. Remake em 1980 (La Chicharra), 1980, 1984 e 1987 |
| Resumo: Um cientista (Ramón Valdés) inventa um líquido maravilhoso: o debilitador potencial. Este líquido é capaz de amolecer qualquer coisa. Ou seja, até um tijolo pode ficar macio. Mas há um vilão (Horacio Gómez) atrás desse invento, e Chapolin Colorado é chamado para ajudar. | | |                         | | | |
| 109 | Las Bombas Hacen Mucho Daño en Ayuna                                                                  | As bombas fazem muito mal em jejum / Quase Nada explode tudo                                                                         | 19 de fevereiro de 1976 | 10 de setembro de 2018 (Multishow) Dublagem: Som de Vera Cruz (2018) e RioSound (2025)                   | Roberto Gómez Bolaños, Carlos Villagrán, Florinda Meza, Rubén Aguirre e Horacio Gómez                                   | Episódio comum. Remake de 1973. Remake em 1979, 1984 e 1989 |
| Resumo: Quase Nada (Carlos Villagrán) quer pegar de volta uma nota promissória. Para isso, ele vai ao escritório do advogado (Rubén Aguirre) com seus capangas, e como não encontra o que estava procurando, decide colocar uma bomba no escritório. | | |                         | | | |
| 110 | Si los Ventrílocuos Hablan con el Estómago, que Trompudos son los Panzones                            | O ventrilouco | 26 de fevereiro de 1976 | 1990 (SBT) Dublagens: Maga (1990) e Gábia (2005-08)                                                      | Roberto Gómez Bolaños, Carlos Villagrán, Florinda Meza, Rubén Aguirre e Horacio Gómez                                   | Episódio comum. Disponível em DVD. Remake de 1973 (Chespirito). Remake em 1981 (Chespirito), 1984 (Chespirito), 1986 (Os ladrões), 1991 e 1993 (Os ladrões) |
| Resumo: Chapolin destrói o melhor boneco de um grande ventríloquo (Rubén Aguirre), e terá de substituir o papel do boneco, enganando um famoso empresário teatral (Horacio Gómez). | | |                         | | | |
| 111 | Hay Ladrones que de Plano hasta Cometen Falta de Honradez                                             | O sumiço do anel de brilhante | 4 de março de 1976      | 6 de março de 2013 (SBT) Dublagem: Maga (1990)                                                           | Roberto Gómez Bolaños, Carlos Villagrán, Florinda Meza e Rubén Aguirre                                                  | Episódio comum. Remake de 1975. Remake em 1983. |
| Resumo: Um anel de brilhantes desaparece e seu dono (Rubén Aguirre) culpa a empregada (Florinda Meza). Ela pede a ajuda do Chapolin, que resolve investigar. Depois, o patrão contrata um detetive particular (Carlos Villagrán) para que busque o anel, mas descobre-se que este é um terrível bandido que escapou da prisão | | |                         | | | |
| 112 | Las Pirámides Egipcias son Piedra por Fuera y Momias por Dentro                                       | O roubo da múmia / As pirâmides do Egito são de pedra por fora e de múmia por dentro                                                 | 11 de março de 1976     | 13 de setembro de 2018 (Multishow) Dublagens: Gábia (2005-08), Som de Vera Cruz (2018) e RioSound (2025) | Roberto Gómez Bolaños, Carlos Villagrán, Florinda Meza, Rubén Aguirre e Horacio Gómez                                   | Episódio comum. Apesar de haver relatos de fãs que assistiram uma chamada com cenas desse episódio no SBT nos anos 1990, não existe nenhuma prova concreta ainda. Disponível em DVD. Remake de 1973. Remake em 1981 e 1985 |
| Resumo: Três arqueólogos (Carlos Villagrán, Florinda Meza e Horacio Gómez) vão às pirâmides do Egito procurar tesouros maravilhosos, mas se deparam apenas com um árabe valentão (Rubén Aguirre) e uma múmia viva. | | |                         | | | |
| 113 | Se Cambian Cerebros a Domicilio. Aceptamos su Cerebro Usado como Enganche                             | Troca-troca de cérebros / Trocamos cérebros em domicílio e aceitamos seu cérebro usado como pagamento                                | 18 de março de 1976     | 14 de setembro de 2018 (Multishow) Dublagens: Gábia (2005-08), Som de Vera Cruz (2018) e RioSound (2025) | Roberto Gómez Bolaños, Ramón Valdés, Carlos Villagrán, Florinda Meza, Rubén Aguirre e Horacio Gómez                     | Episódio comum. Disponível em DVD. Remake de 1971 e 1974. Remake em 1979 e 1985 |
| Resumo: Um cientista louco (Ramón Valdés) pretende realizar um transplante de cérebros. Todos os seus companheiros cientistas ficam contra e se recusam a ajudá-lo. Ameaçado e assustado, ele resolve chamar o Chapolin Colorado, e aproveita a oportunidade para mostrar seus "magníficos inventos". | | |                         | | | |
| 114 | No Tiene la Culpa el Indio, sino el que lo Hace Fernández                                             | A cidade perdida | 25 de março de 1976     | 4 de julho de 2008 (SBT) Dublagem: Maga (1990)                                                           | Roberto Gómez Bolaños, Ramón Valdés, Carlos Villagrán, Florinda Meza e Rubén Aguirre                                    | Episódio comum. Remake de 1971 e 1973. Remake em 1985 |
| Resumo: Dois arqueólogos (Carlos Villagrán e Florinda Meza) descobrem a Tribo Discoteca, que ainda é habitada, por incrível que pareça. Carne Seca (Ramón Valdés), o chefe da tribo, prende os arqueólogos e diz que se não puder casar com a mocinha, ambos serão sacrificados. | | |                         | | | |
| 115 | ¿Quién Dijo que Sansón no Tenía un Pelo de Tonto?                                                     | Quem disse que Sansão não tinha um jeito de tonto? / Força na peruca de Sansão                                                       | 1 de abril de 1976      | 14 de setembro de 2018 (Multishow) Dublagem: Som de Vera Cruz (2018) e RioSound (2025)                   | Roberto Gómez Bolaños, Carlos Villagrán, Florinda Meza e Yula Pozo                                                      | Episódio comum. Não possui registro de gravação, mas há relatos de fãs acerca da exibição deste episódio no SBT durante a década de 1990. Há também relatos recentes que a emissora realmente possui este episódio com dublagem Maga em seus arquivos. Remake de 1972 (Chespirito). Remake em 1980 (Chespirito), 1983, 1986 (Chespirito) e 1994 (Chespirito) |
| Resumo: Uma mulher (Florinda Meza), que já está cansada de ver seu marido (Carlos Villagrán) fazer exercícios o dia todo, resolve chamar o Chapolin Colorado para ajudá-la. Nosso herói, então, conta ao sujeito a história de Sansão, o homem mais forte do mundo. | | |                         | | | |
| 116 | Hay Hoteles tan Higiénicos que hasta la Cartera te Limpian                                            | Há hotéis tão limpos que limpam até carteira                                                                                         | 8 de abril de 1976      | 1990 (SBT) Dublagem: Maga (1990)                                                                         | Roberto Gómez Bolaños, Ramón Valdés, Carlos Villagrán, Florinda Meza, Rubén Aguirre e Horacio Gómez                     | Episódio comum. O vestido da Florinda é o mesmo que ela usa em "Recordações" (1977) do Chaves, quando ela se lembra do marido Frederico e do Quico no berço. Remake de 1973. Remake em 1983 (Os ladrões) e 1984 (Os ladrões). |
| Resumo: O gerente do hotel (Rubén Aguirre) está cobrando o dobro do combinado pela conta do casal (Carlos Villagrán e Florinda Meza), que não tem dinheiro. Eles ficam proibidos de sair do hotel, a menos que paguem a conta e, por isso, chamam o Chapolin Colorado. | | |                         | | | |
| 117 (a) | Dr. Chapatín: El Doctor es un Asesino                                                                 | Dr. Chapatin: Doutor Chapatin, o assassino!                                                                                          | 15 de abril de 1976     | 12 de agosto de 2006 (SBT) Dublagem: Maga (1990)                                                         | Roberto Gómez Bolaños e Florinda Meza                                                                                   | Esquete comum. A sua data de estreia foi confirmada pela Tele-Guía nº 1.236, de 15 a 21 de abril de 1976. Remake em 1978, 1980, 1987 e 1994. |
| Resumo: Dr. Chapatin conta para sua enfermeira que é um assassino, pois atropelou alguém com seu carro. | | |                         | | | |
| 117 (b) | El Chapulín Colorado: Cómo Aplastar a un Chapulín sin Mortificar a la Sociedad Protectora de Animales | Chapolin Colorado: Morte ao Chapolin!                                                                                                | 15 de abril de 1976     | 12 de agosto de 2006 (SBT) Dublagem: Maga (1990)                                                         | Roberto Gómez Bolaños, Ramón Valdés, Carlos Villagrán, Florinda Meza e Rubén Aguirre                                    | Episódio comum. A sua data de estreia foi confirmada pela Tele-Guía nº 1.236, de 15 a 21 de abril de 1976. Remake de 1971 e 1973. Remake em 1980 e 1985 |
| Resumo: Dois bandidos (Ramón Valdés e Rubén Aguirre) obrigam um homem (Carlos Villagrán) a matar o Chapolin Colorado. Do contrário, quem corre o risco de morrer é a sua esposa (Florinda Meza). | | |                         | | | |
| 118 | Un Barrio Tranquilo, Tranquilo, Tranquilo                                                             | Um bairro muito tranquilo | 29 de abril de 1976     | 21 de fevereiro de 2013 (SBT) Dublagem: Maga (1990)                                                      | Roberto Gómez Bolaños, Ramón Valdés, Carlos Villagrán, Florinda Meza e Rubén Aguirre                                    | Episódio comum. Remake em 1979 |
| Resumo: O terrível Tripa Seca (Ramón Valdés) está de volta para aterrorizar a todos. Mas o reinado dele pode estar com os dias contados, já que o cantineiro do bar do bairro (Rubén Aguirre) é muito mais valente. Chapolin Colorado é chamado para resolver a situação. | | |                         | | | |
| 119 | De los Delincuentes que se Fugan, el Más Peligroso se Llama Gas                                       | O vazamento de gás | 10 de junho de 1976     | 1990 (SBT) Dublagem: Maga (1990)                                                                         | Roberto Gómez Bolaños, Ramón Valdés, Carlos Villagrán e Florinda Meza                                                   | Episódio comum. Remake de 1973. Remake em 1979, 1981, 1984 e 1988 |
| Resumo: Um botijão de gás explode num apartamento e Chapolin é chamado para ajudar um casal (Carlos e Florinda). Depois, ele descobre um fio solto e começa a puxá-lo para saber do que se trata. Só que o fio é do lustre do vizinho de baixo(Ramón) e a confusão começa. | | |                         | | | |
| 120 | Si a ti te Gusta el Arte, Métete al Refrigerador                                                      | O retrato do General Valdés | 17 de junho de 1976     | 22 de fevereiro de 2011 (Cartoon Network) Dublagem: Maga (1990)                                          | Roberto Gómez Bolaños, Ramón Valdés, Carlos Villagrán e Florinda Meza                                                   | Episódio comum. Este episódio estreou no SBT em 25 de fevereiro de 2013. Remake de 1970 (Chespirito) e 1972 (Chespirito). Remake em 1979, 1983 (Chespirito) e 1988 |
| Resumo: Um pintor (Carlos Villagrán) fica desesperado ao saber que sua empregada (Florinda Meza) estragou uma de suas obras-primas. Ele chama o Chapolin Colorado para ajudar, só que o nosso herói estraga outra de suas obras-primas: o retrato do General Valdés (Ramón Valdés), que deveria ser entregue naquele mesmo dia. Ao mesmo tempo, Chapolin resolve contar a história de Leonardo da Vinci, não como foi... senão como poderia ter sido. | | |                         | | | |
| 121 | No se Vale Mano Negra                                                                                 | Quem me dá uma mão? | 1 de julho de 1976      | 8 de julho de 2006 (SBT) Dublagem: Maga (1992)                                                           | Roberto Gómez Bolaños, Carlos Villagrán, Florinda Meza, María Antonieta de las Nieves e Horacio Gómez                   | Episódio comum. Remake de 1970 (Chespirito). Remake em 1980 (Chespirito), 1981 (Os ladrões) e 1986 e 1987 |
| Resumo: Chapolin perde sua mão em um acidente e é obrigado a fazer um transplante. O problema é que o médico (Carlos Villagrán) lhe deu a mão de uma bailarina, e agora muitas coisas estranhas vão acontecer! | | |                         | | | |
| 122 | Para un Chaparro, Bajar de la Banqueta es Caer al Vacío                                               | Recuperando o documento / Para um baixinho, descer o degrau é cair de um precipício                                                  | 8 de julho de 1976      | 23 de setembro de 2018 (Multishow) Dublagem: Som de Vera Cruz (2018) e RioSound (2025)                   | Roberto Gómez Bolaños, Ramón Valdés, Carlos Villagrán e Florinda Meza                                                   | Episódio comum. A sua data de estreia foi confirmada pela Tele-Guía nº 1.248, de 8 de julho de 1976. Remake de 1972. Remake em 1980 e 1987. |
| Resumo: Um faxineiro (Carlos Villagrán) deixa um documento importantíssimo cair pela janela, e sua patroa (Florinda Meza) fica furiosa. O caso é que o documento não caiu, e sim voou, indo parar no mastro mais alto do edifício. Agora, Chapolin é chamado e terá de usar toda sua astúcia para recuperar o papel. | | |                         | | | |
| 123 | Historia de una Vieja Mina Abandonada, que Data del Siglo XVII y que está a Punto de Derrumbarse      | A velha mina abandonada | 15 de julho de 1976     | 24 de setembro de 2018 (Multishow) Dublagem: Som de Vera Cruz (2018) e RioSound (2025)                   | Roberto Gómez Bolaños, Ramón Valdés, Carlos Villagrán e Florinda Meza                                                   | Remake de 1970 e 1972. Remake em 1990. |
| Resumo: A mocinha (Florinda Meza) foi presa em uma velha mina abandonada, datada do século XVII, e que está a ponto de desmoronar por um vilão (Carlos Villagrán), e chama o Chapolin Colorado para ajudar, mas quem aparece é Super Sam (Ramón Valdés). Depois, Chapolin também surge e, como sempre, os dois começam a brigar para ver quem vai salvar a mocinha.                                                                                   | | |                         | | | |
| 124 | La Isla de los Hombres Casi Solos                                                                     | A dona da ilha dos homens | 22 de julho de 1976     | 23 de dezembro de 2006 (SBT) Dublagem: Maga (1990)                                                       | Roberto Gómez Bolaños, Ramón Valdés, Carlos Villagrán, Florinda Meza e Rubén Aguirre                                    | Episódio comum. Remake de 1973. Remake em 1983 |
| Resumo: Tripa Seca (Ramón Valdés) quer fugir da ilha onde está prisioneiro, mas seu colega (Carlos Villagrán), o capataz (Rubén Aguirre) e a dona do local (Florinda Meza) não querem deixar de jeito nenhum. Por isso, ele invoca o Chapolin Colorado. | | |                         | | | |
| 125 (a) | Dr. Chapatín: El Gato                                                                                 | Dr. Chapatin: Cuidado com o gato! / O gato                                                                                           | 29 de julho de 1976     | 27 de setembro de 2018 (Multishow) Dublagem: Som de Vera Cruz (2018) e RioSound (2025)                   | Roberto Gómez Bolaños, Ramón Valdés e Florinda Meza                                                                     | Esquete comum. Remake de 1973. Remake em 1981, 1986 e 1991 |
| Resumo: Dr. Chapatin atende um paciente (Ramón Valdés) que está todo estourado porque foi descer uma escada, pisou no rabo de um gato, o gato miou, ele se assustou, tropeçou e rolou a escada. | | |                         | | | |
| 125 (b) | El Chapulín Colorado: Un Difunto Bastante Muerto                                                      | Chapolin Colorado: Um morto que não é brincadeira! / Este morto está vivo!                                                           | 29 de julho de 1976     | 27 de setembro de 2018 (Multishow) Dublagem: Som de Vera Cruz (2018) e RioSound (2025)                   | Roberto Gómez Bolaños, Ramón Valdés, Carlos Villagrán, Florinda Meza e Ricardo de Pascual                               | Episódio comum. Remake de 1970 (Chespirito) e 1973. Remake em 1981 (Os ladrões), 1984 (Os ladrões) e 1994 (Dom Caveira). |
| Resumo: Um vendedor ambulante (Ramón Valdés) entra em uma casa e descobre um cadáver (Ricardo de Pascual) dentro de um baú. Assustado, ele chama o Chapolin Colorado. | | |                         | | | |
| 126 | Ponte los Audífonos y Agarra la Onda                                                                  | Os documentos confidenciais | 5 de agosto de 1976     | 1990 (SBT) Dublagem: Maga (1990)                                                                         | Roberto Gómez Bolaños, Ramón Valdés, Carlos Villagrán, Florinda Meza e Rubén Aguirre                                    | Episódio comum. Remake de 1973 |
| Resumo: Dois detetives (Ramón Valdés e Carlos Villagrán) estão tentando escutar os planos de um casal de bandidos (Florinda Meza e Rubén Aguirre), usando microfones ocultos. Mas os bandidos resolvem chamar o Chapolin para ajudá-los a procurar os tais microfones. | | |                         | | | |
| 127 (a) | Dr. Chapatín: La Apuesta                                                                              | Dr. Chapatin: Menino ou menina? | 19 de agosto de 1976    | 3 de março de 2007 (SBT) Dublagem: Maga (1990)                                                           | Roberto Gómez Bolaños, Ramón Valdés, Carlos Villagrán e Florinda Meza                                                   | Esquete comum. Remake de 1973. |
| Resumo: O vigía (Ramón Valdés) e um homem (Carlos Villagrán) fazem uma aposta no consultório do Dr. Chapatin. | | |                         | | | |
| 127 (b) | El Chapulín Colorado: Las Caricaturas me Hacen Llorar                                                 | Chapolin Colorado: A caricatura | 19 de agosto de 1976    | 3 de março de 2007 (SBT) Dublagem: Maga (1990)                                                           | Roberto Gómez Bolaños, Ramón Valdés, Florinda Meza e María Antonieta de las Nieves                                      | Episódio comum. Remake de 1973 |
| Resumo: Uma desenhista (María Antonieta) tem que fazer o retrato do Sr. Valdés. Porém, a sua oficina ficou trancada por dentro. Ela decide chamar o Chapolin Colorado, que usa suas famosas pastilhas encolhedoras para entrar no local e terminar o retrato. | | |                         | | | |
| 128 | A Buffalo Bill le Decían Buffalo porque era Bastante Animal. Lo del Apellido si es mera Coincidencia  | Buffalo Bill | 26 de agosto de 1976    | 10 de março de 2007 (SBT) Dublagem: Maga (1990)                                                          | Roberto Gómez Bolaños, Ramón Valdés, Carlos Villagrán, Florinda Meza, Édgar Vivar e Horacio Gómez                       | Episódio comum. Remake de 1974. |
| Resumo: Os índios estão desesperados, pois o famoso caçador Buffalo Bill (Ramón Valdés) foi contratado para matá-los. Por isso, resolvem chamar o Chapolin. Mas ele não contava com a astúcia do caçador. | | |                         | | | |
| 129 (a) | Dr. Chapatín: Las Radiografias                                                                        | Dr. Chapatin: A troca de radiografias                                                                                                | 2 de setembro de 1976   | 22 de julho de 2008 (SBT) Dublagem: Maga (1990)                                                          | Roberto Gómez Bolaños, Ramón Valdés, Carlos Villagrán e Florinda Meza                                                   | Esquete comum. |
| Resumo: O Dr. Chapatin troca as radiografias de um paciente com as de um cachorro. | | |                         | | | |
| 129 (b) | El Chapulín Colorado: Fotógrafos Vemos, Mañas No Sabemos                                              | Chapolin Colorado: O fotógrafo | 2 de setembro de 1976   | 1 de dezembro de 1990 (SBT) Dublagem: Maga (1990)                                                        | Roberto Gómez Bolaños, Ramón Valdés, Carlos Villagrán e Florinda Meza                                                   | Episódio comum. Remake de 1974 |
| Resumo: Uma mulher (Florinda Meza) se hospeda em um hotel e não quer que tirem fotos de sua cachorrinha famosa. Chapolin é chamado para ficar como guarda-costas da Condessa (nome da cachorra) e confunde tudo, pensando que está como guarda-costas da senhora. | | |                         | | | |
| 130 (a) | Dr. Chapatín: Examen a los Astronautas                                                                | Dr. Chapatin: Examinando os astronautas / Astronautas vemos, costumes não sabemos                                                    | 9 de setembro de 1976   | 3 de outubro de 2018 (Multishow) Dublagem: Som de Vera Cruz (2018) e RioSound (2025)                     | Roberto Gómez Bolaños, Ramón Valdés, Carlos Villagrán, Florinda Meza, Rubén Aguirre e Édgar Vivar                       | Remake de 1973 |
| Resumo: Dr. Chapatin examina quatro astronautas (Ramón Valdés, Carlos Villagrán, Rubén Aguirre e Édgar Vivar), para saber se eles estão aptos para "subir". | | |                         | | | |
| 130 (b) | El Chapulín Colorado: Si los Astronautas Llegan a Marte, tú Debes Corresponderle con un Cariño Igual  | Chapolin Colorado: Confusão nas estrelas / O pirata espacial                                                                         | 9 de setembro de 1976   | 3 de outubro de 2018 (Multishow) Dublagem: Som de Vera Cruz (2018) e RioSound (2025)                     | Roberto Gómez Bolaños, Ramón Valdés, Carlos Villagrán, Florinda Meza, Rubén Aguirre e Édgar Vivar                       | Episódio comum |
| Resumo: Depois de muitos anos, um dos astronautas (Ramón Valdés) examinados pelo Dr. Chapatin resolve se vingar de seus companheiros, subindo até o espaço com um aparelho capaz de destruir a Terra. | | |                         | | | |
| 131 | La Bella Durmiente era una Señor Muy Feo - parte 2                                                    | O homem das cavernas - parte 2 / A bela adormecida acordou com um susto - Parte 2                                                    | 2 de outubro de 1976    | 4 de outubro de 2018 (Multishow) Dublagem: Som de Vera Cruz (2018) e RioSound (2025)                     | Roberto Gómez Bolaños, Ramón Valdés, Carlos Villagrán, Florinda Meza, Rubén Aguirre e Horacio Gómez                     | Remake de 1974 |
| Resumo: Chapolin Colorado tenta educar Chimpandolfo. Mas o cavernícola continua causando muitos problemas, especialmente quando se trata de roubar bananas. | | |                         | | | |
| 132 | La Bella Durmiente era una Señor Muy Feo - parte 3                                                    | O homem das cavernas - parte 3 / A bela adormecida acordou com um susto - Parte 3                                                    | 9 de outubro de 1976    | 5 de outubro de 2018 (Multishow) Dublagem: Som de Vera Cruz (2018) e RioSound (2025)                     | Roberto Gómez Bolaños, Ramón Valdés, Carlos Villagrán, Florinda Meza, Rubén Aguirre e Horacio Gómez                     | Remake de 1974. |
| Resumo: Desta vez, o Prof. Popov e sua sobrinha Natasha decidem dar um jantar, para mostrar ao comissário (Horacio Gómez) como o cavernícola está comportado. | | |                         | | | |
| 133 | Todo Queda en Familia                                                                                 | Ser pequeno tem as suas vantagens | 16 de outubro de 1976   | 1990 (SBT) Dublagens: Maga (1990) e Gábia (2005-08)                                                      | Roberto Gómez Bolaños, Ramón Valdés, Carlos Villagrán, Florinda Meza e María Antonieta de las Nieves                    | Episódio comum. Disponível em DVD. |
| Resumo: Com pena de Seu Madruga ser sempre mal tratado por dona Florinda, Chaves chama o Chapolin Colorado. Nisso, ele tenta mostrar a todos que o herói está ali na vila, mas ninguém acredita. No final, Chapolin usa suas pílulas encolhedoras para conversar com dona Florinda. | | |                         | | | |
| 134 | ¿Es Aquí donde Vive el Difunto?                                                                       | A sessão espírita / Mais vale o marido morto                                                                                         | 23 de outubro de 1976   | 7 de outubro de 2018 (Multishow) Dublagem: Som de Vera Cruz (2018) e RioSound (2025)                     | Roberto Gómez Bolaños, Ramón Valdés, Carlos Villagrán, Florinda Meza e María Antonieta de las Nieves                    | Episódio comum |
| Resumo: Uma mulher (Florinda Meza) chama um paranormal (Ramón Valdés) para que entre em contato com seu ex-marido através de uma sessão espírita. Mas sua empregada (María Antonieta) e seu marido atual (Carlos Villagrán), que é sonâmbulo, vão assustar a todos! | | |                         | | | |
| 135 | El Chirrín Chirrión del Diablo                                                                        | De acordo com o diabo | 30 de outubro de 1976   | 24 de novembro de 1990 (SBT) Dublagem: Maga (1990)                                                       | Roberto Gómez Bolaños, Ramón Valdés, Florinda Meza e Rubén Aguirre                                                      | Episódio comum. |
| Resumo: Um sujeito ambicioso (Rubén Aguirre) namora uma garota (Florinda Meza) só para ter acesso aos arquivos do pai dela (Ramón Valdés), que é cientista e está bolando um invento secreto. Chapolin é chamado para ajudar no invento, mas aproveita a oportunidade para contar ao vilão a história de Fausto, um velho que desejava uma mulher, além de poder e juventude.                                                                         | | |                         | | | |
| 136 (a) | Dr. Chapatín: La Ciruela Pasa                                                                         | Dr. Chapatin: Tudo passa... / A uva passa                                                                                            | 6 de novembro de 1976   | 9 de outubro de 2018 (Multishow) Dublagem: Som de Vera Cruz (2018)                                       | Roberto Gómez Bolaños, Carlos Villagrán e Florinda Meza                                                                 | Esquete comum |
| Resumo: Um vídeo musical estrelado pelo Dr. Chapatin. | | |                         | | | |
| 136 (b) | El Chapulín Colorado: No se Dice "Estuata", se Dice "Menumento"                                       | Chapolin Colorado: Não se diz "estuata", se diz "menumento" / Um Chapolin incomoda muita gente! Dois Chapolins incomodam muito mais! | 6 de novembro de 1976   | 9 de outubro de 2018 (Multishow) Dublagem: Som de Vera Cruz (2018) e RioSound (2025)                     | Roberto Gómez Bolaños, Carlos Villagrán, Florinda Meza e Rubén Aguirre                                                  | Episódio comum. Remake de 1973 |
| Resumo: Rubén é um sujeito que adora pregar peças nos outros, mas sua sobrinha (Florinda Meza) não quer que ele faça isso com seu marido (Carlos Villagrán), pois este sofre do coração e, com um susto muito forte, poderia até morrer. | | |                         | | | |
| 137 | No es lo Mismo "el Pelotón de la Frontera", que "la Pelotera del Frontón"                             | O pelotão de fuzilamento | 13 de novembro de 1976  | 22 de dezembro de 1990 (SBT) Dublagem: Maga (1990)                                                       | Roberto Gómez Bolaños, Ramón Valdés, Carlos Villagrán, Florinda Meza e Rubén Aguirre                                    | Episódio comum. |
| Resumo: Um caminhão atola e seus 3 passageiros (Ramón Valdés, Carlos Villagrán e Florinda Meza) ficam presos em uma região proibida com general (Rubén). Se eles não passarem pela fronteira até às 6 da tarde, serão fuzilados. Assustados, resolvem chamar o Chapolin. | | |                         | | | |
| 138 | Los Valientes Mueren Pandeados                                                                        | Operação Tripa Seca | 20 de novembro de 1976  | 24 de dezembro de 1990 (SBT) Dublagem: Maga (1990)                                                       | Roberto Gómez Bolaños, Ramón Valdés, Carlos Villagrán, Florinda Meza e Rubén Aguirre                                    | Episódio comum. |
| Resumo: Um casal (Florinda Meza e Rubén Aguirre) sai de casa, deixando o Bebê sozinho. O problema é que Tripa Seca (Ramón Valdés), um bandido foragido da polícia, invade o local. Ao descobrirem isso, eles decidem chamar o Chapolin Colorado, no final encontrou o cachorrinho. | | |                         | | | |
| 139 | En la Casa del Fantasma hasta los Muertos se Asustan                                                  | Em casa de fantasmas, até os mortos se assustam                                                                                      | 27 de novembro de 1976  | 1990 (SBT) Dublagem: Maga (1990)                                                                         | Roberto Gómez Bolaños, Ramón Valdés, Carlos Villagrán, Florinda Meza e Rubén Aguirre                                    | Episódio comum. Remake de 1974 |
| Resumo: Um casal (Carlos Villagrán e Florinda Meza) terá de passar a noite em uma mansão sombria, para poder ficar com o imóvel. Coisas estranhas começam a acontecer e a mocinha chama o Chapolin. | | |                         | | | |
| 140 | Más vale una Mujer Joven, Rica y Bonita, que una Vieja, Pobre y Fea                                   | Mais vale mulher jovem, rica e bonita do que velha, pobre e feia / Os inventos do Professor Baratinha                                | 4 de dezembro de 1976   | 13 de outubro de 2018 (Multishow) Dublagem: Som de Vera Cruz (2018) e RioSound (2025)                    | Roberto Gómez Bolaños, Ramón Valdés, Carlos Villagrán, Florinda Meza, Rubén Aguirre e Horacio Gómez                     | Remake de 1974. |
| Resumo: A Menina (Florinda Meza) namora com o Prof. Baratinha (Carlos Villagrán) só por causa de seus inventos maravilhosos. Ela deseja se apoderar das fórmulas e projetos, mas o namorado diz que tudo está guardado na casa do Chapolin Colorado. | | |                         | | | |
| 141 | El Cofre del Pirata                                                                                   | O cofre do pirata / A herança do velho pirata                                                                                        | 25 de dezembro de 1976  | 14 de outubro de 2018 (Multishow) Dublagem: Som de Vera Cruz (2018) e RioSound (2025)                    | Roberto Gómez Bolaños, Ramón Valdés, Carlos Villagrán, Florinda Meza, Rubén Aguirre, Horacio Gómez e Ricardo de Pascual | Episódio comum |
| Resumo: Um casal (Carlos Villagrán e Florinda Meza) precisa pagar a hipoteca da casa, mas estão sem dinheiro. Por isso, decidem chamar o Chapolin, que acaba descobrindo um mapa do tesouro, pertencente ao tataravô de Carlos, o pirata Alma Negra (Ramón Valdés). Eles decidem ir atrás do tesouro, mas não contavam com a esperteza e ganância de outros piratas.                                                                                  | | |                         | | | |

#### Episódios perdidos mundialmente
| El Chapulín Colorado: ? | Chapolin Colorado: ?                                                                 | 5 de fevereiro de 1976 | Episódio inédito | Não há informações sobre o elenco                                                    | Episódio perdido mundialmente |
| Resumo: Não há informações sobre o episódio. |                                                                                      |                        |                  |                                                                                      | |
| El caso de dos hombres que eran tán parecidos, que eran idénticos, sobretodo uno de ellos | O caso de dois homens que eram tão parecidos, que eram idênticos, sobretudo um deles | 22 de abril de 1976    | Episódio inédito | Não há informações sobre o elenco                                                    | Episódio perdido mundialmente. Foi descoberto através de trechos exibidos durante uma entrevista internacional de Chespirito. Remake de 1974. |
| Resumo: Chapolin Colorado encontra um homem idêntico a ele. Isso vai causar muitos problemas. |                                                                                      |                        |                  |                                                                                      | |
| Bebé de Carne sin Hueso | Bebê de carne sem osso                                                               | 24 de junho de 1976    | Episódio inédito | Não há informações sobre o elenco                                                    | Episódio perdido mundialmente. Foi descoberto na Tele-Guía nº 1.246, de 24 a 30 de junho de 1976 (com Doug McClure e W. Snatner na capa). Remake em 1979 |
| Resumo: Carlos e Florinda querem ir a uma festa, mas não têm com quem deixar sua bebê. Por isso, resolvem chamar o Chapolin Colorado, e este fica como babá. Depois, um ladrão entra na casa e diz que só quer alguma coisa de comer. Chapolin faz uma janta para o bandido e, em troca, ele ajuda o Chapolin a cuidar da menina. - Nota: Resumo baseado na versão de 1979. |                                                                                      |                        |                  |                                                                                      | |
| Al robot se le infectaron los transistores | O robô que pirou                                                                     | 12 de agosto de 1976   | Episódio inédito | Roberto Gómez Bolaños, Ramón Valdés, Carlos Villagrán, Florinda Meza e Rubén Aguirre | Episódio perdido mundialmente. Foi descoberto na edição da Tele-Guía nº 1.253, 12 de agosto de 1976. Uma cópia incompleta (com cerca de 18 minutos) está disponível na Internet por uma gravação caseira feita do Canal 5 de Rosário, Argentina, por um colecionador, surgida em 17 de junho de 2024, datada por volta de 1983. Remake de 1973. Remake em 1979.   |
| Resumo: O Chapolin Colorado tem que ajudar um cientista que está sendo ameaçado por um robô. |                                                                                      |                        |                  |                                                                                      | |
| El Bandido del Hospital | O bandido do hospital                                                                | 16 de setembro de 1976 | Episódio inédito | Não há informações sobre o elenco                                                    | Episódio perdido mundialmente. Foi descoberto na edição da Tele-Guía nº 1.258, de 16 a 22 de setembro de 1976. Remake de 1972 e 1974 |
| Resumo: O Chapolin Colorado tem que salvar um homem que está sendo ameaçado de morte por um delinquente que se disfarça de qualquer coisa. |                                                                                      |                        |                  |                                                                                      | |
| La Bella Durmiente era una Señor Muy Feo - parte 1 | O homem das cavernas - parte 1                                                       | 25 de setembro de 1976 | Episódio inédito | Não há informações sobre o elenco                                                    | Episódio perdido mundialmente. Sua existência é confirmada devido ao resumo presente no início da parte 2. Remake de 1974. |
| Resumo: O prof. Popov (Carlos Villagrán) descobre Chimpandolfo (Ramón Valdés), um homem das cavernas que permaneceu congelado por milhares de anos. |                                                                                      |                        |                  |                                                                                      | |
| El Hombre Invisible es tan Antipático que Nadie lo Puede Ver | O espião invisível                                                                   | 11 de dezembro de 1976 | Episódio inédito | Não há informações sobre o elenco                                                    | Episódio perdido mundialmente. Foi descoberto na Tele-Guía nº 1.270, de 9 a 15 de dezembro de 1976 (com María Victoria, Borolas e Alfonso Zayas na capa). Nesta versão, Rúben Aguirre interpreta o espião Dom Espiridião Espíndola, que em 1973, havia sido interpretado por Édgar Vivar, em que o nome do espião era Seu Severiano Miron. Remake de 1970 e 1973. |
| Resumo: O Chapolin Colorado luta contra um homem invisível que se dedica a fazer os objetos desaparecer. |                                                                                      |                        |                  |                                                                                      | |
| Dr. Chapatín: El invento del Doctor Chapatín | Dr. Chapatin: O invento do Doutor Chapatin                                           | 18 de dezembro de 1976 | Episódio inédito | Não há informações sobre o esquete                                                   | Episódio perdido mundialmente. |
| Resumo: O Doutor Chapatin cria um remédio milagroso, que cura todas as doenças. |                                                                                      |                        |                  |                                                                                      | |
| El Chapulín Colorado: Los muertos son obedientes | Chapolin Colorado: Os mortos são obedientes                                          | 18 de dezembro de 1976 | Episódio inédito | Não há informações sobre o elenco                                                    | Episódio perdido mundialmente. Foram exibidos trechos deste episódio em uma entrevista internacional de Chespirito. Na Internet pode-se encontrar este vídeo, que é intitulado "Entrevista a Chespirito con Felipe Camiroaga (Q.E.P.D)". |
| Resumo: O detetive leva Florinda ao necrotério, pois seu marido já sumiu há três dias, e pode muito bem estar morto. Assustada, ela decide chamar o Chapolin Colorado. |                                                                                      |                        |                  |                                                                                      | |

## 5.ª temporada (1977)
- Roberto Gómez Bolaños e Florinda Meza estão presentes em todos os episódios.
- Carlos Villagrán e Rubén Aguirre estão ausentes em três episódios.
- Ramón Valdés está ausente em nove episódios.
- Édgar Vivar está ausente em vinte e nove episódios.
- Horacio Gómez Bolaños está ausente em trinta e três episódios.
- María Antonieta de las Nieves está ausente em trinta e oito episódios.
- Angelines Fernández está ausente em quarenta e um episódios.

| 1 | Conferencia sobre un Chapulín                                                                            | Conferência sobre um Chapolin                                                                                          | 1 de janeiro de 1977    | Episódio inédito                                                                                             | Não há informações sobre elenco | Episódio mundialmente perdido. Sua existência foi confirmada pela Tele-Guía nº 1.273, de 01 de janeiro de 1977. |
| Resumo: O Dr. Chapatin se lembra dos melhores momentos do programas do Chapolin Colorado de 1976. | | |                         | | | |
| 2 | ¿Sabía Usted que su Vecino Podría ser un Marciano?                                                       | Os marcianos | 5 de fevereiro de 1977  | 1990 (SBT) Dublagem: Maga (1990)                                                                             | Roberto Gómez Bolaños, Ramón Valdés, Florinda Meza, Rubén Aguirre, Édgar Vivar e Horacio Gómez. | Episódio comum. Remake de: 1970 e 1974 Remake em: 1985 |
| Resumo: Um marinheiro (Édgar Vivar) vê um disco voador e tenta avisar aos seus colegas, mas ninguém acredita nele. Chapolin Colorado é chamado para ajudar, mas nem desconfia que os marcianos já estão na Terra. | | |                         | | | |
| 3 (a) | Dr. Chapatín: El Rajá de Kalambur                                                                        | Dr. Chapatin: O rajá                                                                                                   | 12 de fevereiro de 1977 | 11 de julho de 2008 (SBT) Dublagem: Maga (1990)                                                              | Roberto Gómez Bolaños, Ramón Valdés e Florinda Meza. | Esquete comum. A sua data de estreia foi confirmada pela Tele-Guía nº 1.279, de 12 de fevereiro de 1977. Remake em: 1980 e 1982 |
| Resumo: Um farsante que afirma ser o rajá de Kalambur (Ramón Valdés) oferece ao Dr.Chapatin seus serviços como anestesista e diz que hipnotiza qualquer pessoa. | | |                         | | | |
| 3 (b) | El Chapulín Colorado: ¡Pero cómo has Crecido Muchacho!                                                   | O gigante | 12 de fevereiro de 1977 | 1990 (SBT) Dublagem: Maga (1990)                                                                             | Roberto Gómez Bolaños, Carlos Villagrán, Florinda Meza e Rubén Aguirre. | Episódio comum. A sua data de estreia foi confirmada pela Tele-Guía nº 1.279, de 12 de fevereiro de 1977. Remake em: 1981 |
| Resumo: Florinda chama Chapolin para matar uma aranha e conta para ele que seu marido (Carlos Villagrán) acredita na existência de homens antediluvianos (seres gigantescos). Chapolin diz que é lenda, mas fica mais do que surpreso quando se depara com um gigante de verdade (Rubén Aguirre). | | |                         | | | |
| 4 | A Pistola Regalada no le Mires Agujero - parte 2                                                         | O matador de ratos - parte 2 / Um pistoleiro sem pistola - Parte 2                                                     | 26 de fevereiro de 1977 | 17 de outubro de 2018 (Multishow) Dublagem: Som de Vera Cruz (2018) e RioSound (2025)                        | Roberto Gómez Bolaños, Ramón Valdés, Carlos Villagrán, Florinda Meza, Rubén Aguirre, Édgar Vivar e Horacio Gómez. | A sua data de estreia foi confirmada pela Tele-Guía nº 1.281, de 26 de fevereiro de 1977. Remake de: 1974 Remake em: 1982 |
| Resumo: Todos fazem um julgamento para saber se o homem matador de ratos é culpado ou não de ter atirado na Rosa Rumorosa. | | |                         | | | |
| 5 (a) | Dr. Chapatín: El Reloj Perdido                                                                           | Dr. Chapatin: Criando caso                                                                                             | 5 de março de 1977      | 7 de agosto de 2008 (SBT) Dublagem: Maga (1990)                                                              | Roberto Gómez Bolaños, Ramón Valdés, Carlos Villagrán, Florinda Meza e Rubén Aguirre. | Esquete comum. A sua data de estreia foi confirmada pela Tele-Guía nº 1.282, de 5 de março de 1977. Remake de: 1972 e 1974 Remake em: 1981, 1986 e 1995 |
| Resumo: Nesta esquete, Dr.Chapatin se irrita com uma pessoa (Ramón Valdés) em uma lanchonete, e acaba jogando seu relogio de bolso fora, mas ninguém sabe aonde caiu. | | |                         | | | |
| 5 (b) | El Chapulín Colorado: Las Ratas No Usan Reloj                                                            | Chapolin Colorado: Ratos e Ratoeiras                                                                                   | 5 de março de 1977      | 7 de agosto de 2008 Dublagem: Maga (1990)                                                                    | Roberto Gómez Bolaños, Ramón Valdés e Carlos Villagrán. | A sua data de estreia foi confirmada pela Tele-Guía nº 1.282, de 5 de março de 1977. Remake de: 1972 e 1974 Remake em: 1983 |
| Resumo: Chapolin é chamado para ajudar a encontrar um relógio, que caiu no ralo de uma pia. | | |                         | | | |
| 6 | Colección de Rateros                                                                                     | O ladrão do museu de cera                                                                                              | 12 de março de 1977     | 19 de agosto de 2006 (SBT) Dublagem: Maga (1992)                                                             | Roberto Gómez Bolaños, Ramón Valdés, Carlos Villagrán, Florinda Meza, Rubén Aguirre, María Antonieta de las Nieves e Horacio Gómez.                                                                                    | A sua data de estreia foi confirmada pela Tele-Guía nº 1.283, de 12 de março de 1977. Episódio atualmente exibido na posição incorreta como sendo da temporada de 1975. Remake de: 1970 (Chespirito) e 1974 Remake em: 1982 |
| Resumo: Ramón rouba a bolsa de uma mulher que estava no telefone público. O policial tenta persegui-lo, mas não consegue. Por isso ele resolve chamar o Chapolin. Os dois ficam atrás do ladrão. Enquanto isso, Chapolin "visita" o museu próximo e se depara com estátuas de cera. | | |                         | | | |
| 7 | No es lo Mismo Antigüedades que Vejestorios                                                              | Antiguidade não é o mesmo que velharia / Os ossos não vêm embalados                                                    | 19 de março de 1977     | 20 de outubro de 2018 (Multishow) Dublagem: Som de Vera Cruz (2018) e RioSound (2025)                        | Roberto Gómez Bolaños, Ramón Valdés, Carlos Villagrán, Florinda Meza e Rubén Aguirre. | Remake de: 1974 Remake em: 1986 e 1991 |
| Resumo: Os empregados do Prof. Imbecil fogem após encontrar um fóssil humano. O professor e seus ajudantes, desamparados, resolvem chamar o Chapolin Colorado para que os ajude. Ao mesmo tempo, uma repórter vai ao local para tirar fotografias. No final, eles não conseguem sair do lugar porque o caminhão atolou, e novamente o Chapolin terá de ajudar. | | |                         | | | |
| 8 | Más Vale Ratero en Jaula que Ciento Robando                                                              | Onde estão os passarinhos?                                                                                             | 26 de março de 1977     | 1990 (SBT) Dublagem: Maga (1990)                                                                             | Roberto Gómez Bolaños, Carlos Villagrán, Florinda Meza, Rubén Aguirre e Édgar Vivar. | Remake de: 1974 Remake em: 1981 e 1986 |
| Resumo: O sargento está aterrorizado, pois todos os presos conseguem fugir, e seu diretor está a ponto de fuzilá-lo por causa disso. Depois, o Chapolin tem a ideia de prender qualquer um que apareça, para fingir que o presídio está cheio, mas ele acaba prendendo o diretor, deixando-o ainda mais irritado. | | |                         | | | |
| 10 | Perdón, Aquí es donde Vive el Muerto?                                                                    | O monstro do cemitério / O Frankenstein da América Latina                                                              | 2 de abril de 1977      | 22 de outubro de 2018 (Multishow) Dublagem: Som de Vera Cruz (2018) e RioSound (2025)                        | Roberto Gómez Bolaños, Ramón Valdés, Carlos Villagrán, Florinda Meza e Rubén Aguirre. | Remake de: 1971 e 1974 Remake em: 1987 e 1990 |
| Resumo: Um cientista louco cria um monstro chamado Panchostein, e ele necessita do sangue de uma jovem. Esta jovem chama o Chapolin para ajudá-la, e todos vão passar por momentos aterrorizantes no laboratório do cientista. | | |                         | | | |
| 11 (a) | Dr. Chapatín: La Carcachita                                                                              | Dr. Chapatin: A caranguinha                                                                                            | 9 de abril de 1977      | 23 de outubro de 2018 (Multishow) Dublagem: Som de Vera Cruz (2018) e RioSound (2025)                        | Roberto Gómez Bolaños, Florinda Meza e Édgar Vivar. | Esquete comum |
| Resumo: Apenas um clipe musical estrelado pelo Dr. Chapatin. | | |                         | | | |
| 11 (b) | El Chapulín Colorado: Los Automóviles se Afinan en Dó Mayor                                              | Chapolin Colorado: Os automóveis se afinam em dó maior / Como economizar gasolina?                                     | 9 de abril de 1977      | 23 de outubro de 2018 (Multishow) Dublagem: Som de Vera Cruz (2018) e RioSound (2025)                        | Roberto Gómez Bolaños, Ramón Valdés, Carlos Villagrán, Florinda Meza, Rubén Aguirre e Édgar Vivar. | Episódio comum |
| Resumo: Chapolin Colorado ajuda os mecânicos em uma oficina de carros. | | |                         | | | |
| 12 | No Seas Torpe, Chapulín                                                                                  | Não seja burro, Chapolin!                                                                                              | 16 de abril de 1977     | 1990 (SBT) Dublagem: Maga (1990)                                                                             | Roberto Gómez Bolaños, Ramón Valdés, Carlos Villagrán, Florinda Meza e Rubén Aguirre. | Último episódio em que Chapolin usa suas asas no uniforme. Remake de: 1971 Remake em: 1981 e 1982 |
| Resumo: Os bandidos Quase-Nada (Carlos), Nenê (Rubén) e Tripa Seca (Ramón) decidem acabar de uma vez por todas com o Chapolin Colorado. Para isso, eles prendem a garota (Florinda) e fazem ela chamar o Chapolin. Chapolin aparece e Tripa Seca consegue convencê-lo a usar suas pastilhas encolhedoras. Agora, ele está minúsculo e pode ser esmagado a qualquer hora, por um dos bandidos. | | |                         | | | |
| 13 (a) | Dr. Chapatín: El Juicio                                                                                  | Dr. Chapatin: O julgamento / Culpado pra cachorro ou inocente pra burro?                                               | 23 de abril de 1977     | 25 de outubro de 2018 (Multishow) Dublagem: Som de Vera Cruz (2018) e RioSound (2025)                        | Roberto Gómez Bolaños, Carlos Villagrán, Florinda Meza, Rubén Aguirre e Édgar Vivar. | Remake de: 1972 e 1975 (Chaves) Remake em: 1981, 1986 (Chaves) e 1988 |
| Resumo: Dr. Chapatin é acusado de atropelar um cachorrinho. | | |                         | | | |
| 13 (b) | El Chapulín Colorado: Allá en el Techo Había un Chorrito, se Hacía Grandote, se Hacía Chiquito           | Chapolin Colorado: Lá no teto havia um buraquinho, que pingava muito, que pingava pouquinho! / Nesta casa tem goteiras | 23 de abril de 1977     | 25 de outubro de 2018 (Multishow) Dublagem: Som de Vera Cruz (2018) e RioSound (2025)                        | Roberto Gómez Bolaños, Carlos Villagrán, Florinda Meza, Rubén Aguirre e Édgar Vivar. | Este é o primeiro episódio em que o Chapolin Colorado aparece sem suas asas no uniforme. Remake de: 1974 Remake em: 1982 |
| Resumo: Florinda já está cansada de viver em uma casa cheia de goteiras, e reclama com o senhorio, mas este é um cafajeste que só quer-lhes arrancar dinheiro. Depois de muitas ameaças, Florinda se assusta e decide chamar o Chapolin Colorado, que por sua vez resolve esvaziar os baldes cheios d'água. Ou seja, vai sobrar molhadeira para todo mundo. | | |                         | | | |
| 14 (a) | Dr. Chapatín: El Boxeador                                                                                | Dr. Chapatin: O boxeador ferido                                                                                        | 30 de abril de 1977     | 26 de outubro de 2018 (Multishow) Dublagem: Maga (1990)                                                      | Roberto Gómez Bolaños, Carlos Villagrán, Florinda Meza e Édgar Vivar. | No SBT, este esquete estreou em 06 de junho de 2025. Remake de: 1972 Remake em: 1980, 1983 e 1982 |
| Resumo: Dr. Chapatin atende um boxeador todo destroçado (Carlos Villagrán). | | |                         | | | |
| 14 (b) | El Chapulín Colorado: Mas Vale Silla en la Mano que me Siento Volando                                    | Chapolin Colorado: O extrato de energia vital                                                                          | 30 de abril de 1977     | 9 de março de 2013 (SBT) Dublagem: Maga (1990)                                                               | Roberto Gómez Bolaños, Ramón Valdés, Florinda Meza e Rubén Aguirre. | Remake de: 1972 Remake em: 1991 |
| Resumo: Um cientista cria um invento maravilhoso, capaz de fazer os objetos voarem. Porém, há um bandido querendo roubar o invento. Agora, Chapolin Colorado é chamado para ajudar. | | |                         | | | |
| 15 (a) | Dr. Chapatín: Los Asaltantes de Banco                                                                    | Dr. Chapatin: O bandido ferido / Dois suspeitos e um doutor                                                            | 4 de maio de 1977       | 27 de outubro de 2018 (Multishow) Dublagens: Maga (1990, inédita), Som de Vera Cruz (2018) e RioSound (2025) | Roberto Gómez Bolaños, Ramón Valdés, Carlos Villagrán, Florinda Meza e Rubén Aguirre. | Remake de: 1972 e 1975 Remake em: 1980, 1986 e 1988 |
| Resumo: A enfermeira escuta no rádio que dois assaltantes escaparam da polícia, e que um deles está gravemente ferido. Em seguida, chegam dois tipos no consultório: um gravemente ferido. Com isso, a enfermeira e o Dr. Chapatin pensam que os dois são os assaltantes do banco. | | |                         | | | |
| 15 (b) | El Chapulín Colorado: El Misterio del Mandarín Celeste                                                   | Chapolin Colorado: O mistério do Mandarim Celeste / Há vasos tão caros que custam até a vida                           | 4 de maio de 1977       | 5 de março de 2013 (SBT) Dublagens: Maga (1990), Som de Vera Cruz (2018) e RioSound (2025)                   | Roberto Gómez Bolaños, Ramón Valdés, Carlos Villagrán, Florinda Meza e Rubén Aguirre. | Remake em: 1980, 1982 e 1985 |
| Resumo: Carlos compra um precioso vaso Mandarim Celeste. O problema é que há uma lenda que diz que quem tiver o mandarim em seu poder, estará amaldiçoado. Assustada, Florinda chama o Chapolin. | | |                         | | | |
| 16 | Prohibido Pisar el Piso                                                                                  | Proibido pisar no piso / Um dia, a casa cai                                                                            | 11 de maio de 1977      | 28 de outubro de 2018 (Multishow) Dublagem: Som de Vera Cruz (2018) e RioSound (2025)                        | Roberto Gómez Bolaños, Ramón Valdés, Carlos Villagrán, Florinda Meza e Rubén Aguirre. | A sua data de estreia confirmada pela Tele-Guía nº 1.291, de 11 de maio de 1977. Remake de: 1974 |
| Resumo: Florinda e seu pai estão sendo ameaçados de despejo. Para piorar tudo, a casa onde moram está em um estado lastimável, a ponto de desabar. Chapolin é chamado para ajudar, mas acaba atrapalhando ainda mais. | | |                         | | | |
| 17 (a) | Dr. Chapatín: El Futuro Difunto                                                                          | Dr. Chapatin: Obedeça às ordens do médico! / Um morto desobediente                                                     | 18 de maio de 1977      | 29 de outubro de 2018 (Multishow) Dublagem: Som de Vera Cruz (2018) e RioSound (2025)                        | Roberto Gómez Bolaños, Ramón Valdés, Carlos Villagrán e Florinda Meza. | Remake de: 1973 Remake em: 1981 e 1988 |
| Resumo: Dr. Chapatin atende um paciente e diz que ele está a ponto de morrer. Porém, o paciente contraria o doutor e diz que não vai morrer de jeito nenhum! | | |                         | | | |
| 17 (b) | El Chapulín Colorado: El Lugar Donde se Ponen Más Inyecciones se Llama Hospital                          | Chapolin Colorado: Uma injeção difícil / O lugar onde mais se aplicam injeções se chama hospital                       | 18 de maio de 1977      | 29 de outubro de 2018 (Multishow) Dublagem: Som de Vera Cruz (2018) e RioSound (2025)                        | Roberto Gómez Bolaños, Ramón Valdés, Florinda Meza e Rubén Aguirre. | Remake de: 1972 e 1973 Remake em: 1981, 1984 e 1985 |
| Resumo: Chapolin é chamado para ajudar um paciente que está gravemente doente, e que se nega a tomar a injeção apropriada. | | |                         | | | |
| 18 | Chipote Chillón Calibre 45                                                                               | Marreta Biônica calibre 45 / Racha-Cuca ataca novamente                                                                | 25 de maio de 1977      | 30 de outubro de 2018 (Multishow) Dublagem: Som de Vera Cruz (2018) e RioSound (2025)                        | Roberto Gómez Bolaños, Ramón Valdés, Carlos Villagrán, Florinda Meza, Rubén Aguirre, Édgar Vivar e Horacio Gómez. | A sua data de estreia confirmada pela Tele-Guía nº 1.293, de 25 de maio de 1977. Remake de: 1973 Remake em: 1985 |
| Resumo: O terrível Racha-Cuca está de volta ao velho Oeste, e para tentar detê-lo, o banqueiro, o xerife e o dono do bar chamam o Chapolin Colorado, que decide pregar alguns cartazes do bandido por todo o povoado. | | |                         | | | |
| 19 (a) | Dr. Chapatín: Se Necesita un Paciente                                                                    | Dr. Chapatin: Um paciente, pelo amor de Deus!                                                                          | 1 de junho de 1977      | 31 de outubro de 2018 (Multishow) Dublagem: Maga (1990)                                                      | Roberto Gómez Bolaños, Carlos Villagrán, Florinda Meza e Édgar Vivar. | Remake de: 1972 Remake em: 1980, 1982, 1992 e 1995 |
| Resumo: Dr. Chapatin está desesperado por um paciente, já que faz meses que não aparece nenhum. | | |                         | | | |
| 19 (b) | El Chapulín Colorado: Matrimonio y Mortaja, Lana Sube y Lana Baja                                        | Chapolin Colorado: Casamento com bruxa, não!                                                                           | 1 de junho de 1977      | 04 de março de 2013 (SBT) Dublagem: Maga (1990)                                                              | Roberto Gómez Bolaños, Carlos Villagrán, Florinda Meza e Édgar Vivar. | Remake de: 1974 Remake em: 1981 e 1988 |
| Resumo: Florinda está sendo obrigada pelo seu tio a se casar com um sujeito feio, só porque este ganhou na loteria. Ela nem conhece o rapaz, e portanto não quer nada com ele. Assustada, ela chama o Chapolin que faz uso de uma de suas armas favoritas: a Corneta Paralisadora. | | |                         | | | |
| 20 (a) | Dr. Chapatín: Lo Sencillo que es Comer Gratis en un Restaurante                                          | Dr. Chapatin: Tem uma mosca no meu café!                                                                               | 8 de junho de 1977      | 25 de novembro de 2013 (SBT) Situação: Esquete comum Dublagem: Maga (1990)                                   | Roberto Gómez Bolaños, Carlos Villagrán, Édgar Vivar, Florinda Meza e Horacio Gómez. | Remake de: 1973 (Chespirito) Remake em: 1979 (Chaves), 1982 (Os Ladrões), 1985 (Chaves) e 1995 |
| Resumo: Dr. Chapatin tem a grande ideia de caçar uma mosca e jogar no café para não ter que pagar a conta do restaurante. O problema agora vai ser encontrar a tal mosca. | | |                         | | | |
| 20 (b) | El Chapulín Colorado: El Fantasma del Piel Roja                                                          | Chapolin Colorado: Fantasma da pele vermelha                                                                           | 8 de junho de 1977      | 1990 (SBT) Dublagem: Maga (1990)                                                                             | Roberto Gómez Bolaños, Carlos Villagrán, Édgar Vivar e Florinda Meza. | Remake de: 1973 Remake em: 1985 |
| Resumo: Chapolin Colorado é chamado depois que Florinda descobre sobre a lenda do fantasma de Riacho Molhado (Carlos), um pele vermelha assustador, que aparece nas redondezas de vez em quando. | | |                         | | | |
| 21 | Un Chapulín en Acapulco                                                                                  | O Chapolin em Acapulco                                                                                                 | 15 de junho de 1977     | Estreia: 1990 (SBT) Dublagem: Maga (1990)                                                                    | Roberto Gómez Bolaños, Ramón Valdés, Carlos Villagrán, María Antonieta de las Nieves, Rubén Aguirre, Édgar Vivar, Florinda Meza, Angelines Fernández, Horacio Gómez e participação especial de Jorge Gutiérrez Zamora. | A sua data de estreia foi confirmada pela Tele-Guía nº 1.296, de 15 de junho de 1977. Esse episódio foi gravado depois dos episódios de Chaves, provavelmente a última gravação em Acapulco, tanto que é mostrado uma cena da canção "Boa Noite Vizinhança" ("Buenas Noches Vecindad") nesse episódio; outra coisa interessante nesse episódio é que existem cenas que jamais foram exibidas no Brasil. A razão ainda é a edição da reprise que o SBT recebeu, mas quando vemos a versão original é possível assistir as tais cenas, a de mais destaque é um diálogo entre o Homem Nuclear (Carlos Villágran) e a Enfermeira (Angelines Fernández) no jardim do hotel. Na exibição original, os créditos incluem agradecimentos ao Hotel Continental, local onde as gravações foram realizadas. O clipe no final, com a canção "El Chapulín Colorado", também nunca foi exibido pelo SBT (na verdade foi exibido uma vez no início dos anos 2000, mas com uma BGM por cima), porém já passou no canal TLN em espanhol. |
| Resumo: O famoso ator Chato Resto, o irmão de Chapolin (Horacio) desiste de fazer o filme onde ia interpretar o Chapolin Colorado, e o verdadeiro Chapolin é chamado para ajudar. O problema, como sempre, é que ele só atrapalha. Enquanto isso, um louco perigoso (Carlos) está à solta e precisa ser capturado. | | |                         | | | |
| 22 (a) | Dr. Chapatín: Enfermos por Conveniencia                                                                  | Dr. Chapatin: Jantar complicado                                                                                        | 22 de junho de 1977     | 3 de novembro de 2018 (Multishow) Dublagem: Maga (1990)                                                      | Roberto Gómez Bolaños, Carlos Villagrán e Florinda Meza. | No SBT, este esquete estreou em 09 de maio de 2025. A data de estreia foi confirmada pela Tele-Guía nº 1.297, de 22 de junho de 1977. Remake de: 1972 Remake em: 1980 e 1987 |
| Resumo: Carlos tem que ir a uma reunião de negócios, mas sua esposa se faz de doente para que ele fique em casa. Mesmo assim, ele resolve chamar o Dr. Chapatin para cuidar de sua esposa. Depois de muita confusão, a mulher se lembra que é o dia de visitar a sua mãe, e se levanta da cama, dizendo que já está bem. Mas ao saber que terá de visitar a sogra, Carlos começa a se sentir muito doente. | | |                         | | | |
| 22 (b) | El Chapulín Colorado: Ahora sí te están Comiendo el Mandado                                              | Chapolin Colorado: Ovos podres e moscas                                                                                | 22 de junho de 1977     | Estreia: 1990 (SBT) Dublagem: Maga (1990)                                                                    | Roberto Gómez Bolaños, Ramón Valdés, Rubén Aguirre e Florinda Meza. | No Brasil, este episódio deixou de ser exibido pelo SBT em 2003 e voltou ao ar em 03 de novembro de 2018, pelo Multishow. No SBT, voltou a ser exibido em 09 de maio de 2025. A data de estreia foi confirmada pela Tele-Guía nº 1.297, de 22 de junho de 1977. Remake de: 1972 e 1974 Remake em: 1980 e 1983 |
| Resumo: Florinda chama o Chapolin Colorado para resolver dois problemas: primeiro, o dos ovos podres. E segundo, o de um ladrão que anda roubando comida. | | |                         | | | |
| 23 | El Retorno de la Chicharra Paralizadora                                                                  | A volta da pistola paralisadora / Uma corneta paralisa muita gente                                                     | 29 de junho de 1977     | 9 de março de 2013 (SBT) Dublagem: Maga (1990) e RioSound (2025)                                             | Roberto Gómez Bolaños, Ramón Valdés, Rubén Aguirre e Florinda Meza. | Remake de: 1974 Remake em: 1984 |
| Resumo: Florinda está sendo intimidada por um homem, que deseja se casar com ela. Assustada, ela chama o Chapolin, que resolve usar sua pistola paralisadora. Porém, o tio da garota rouba a pistola e fica brincando com ela. Quem agora será capaz de devolver a pistola ao Chapolin? | | |                         | | | |
| 24 | Sansón se Quedó Pelón                                                                                    | Sansão perdeu o cabelão                                                                                                | 6 de julho de 1977      | 5 de novembro de 2018 (Multishow) Dublagem: Som de Vera Cruz (2018) e RioSound (2025)                        | Roberto Gómez Bolaños, Carlos Villagrán, Rubén Aguirre e Florinda Meza. | Remake de: 1972 e 1974 Remake em: 1983 e 1989 |
| Resumo: O professor deseja roubar a peruca de Sansão, um artigo valiosíssimo, que dá super força para qualquer pessoa que a use. | | |                         | | | |
| 25 | A Mí, Mi Timbre                                                                                          | O selo que desapareceu / O selo que sumiu                                                                              | 13 de julho de 1977     | 6 de novembro de 2018 (Multishow) Dublagem: Som de Vera Cruz (2018) e RioSound (2025)                        | Roberto Gómez Bolaños, Ramón Valdés, Carlos Villagrán, Rubén Aguirre e Florinda Meza. | Remake de: 1974 Remake em: 1982, 1986 e 1991 |
| Resumo: Florinda entrega um selo valioso para o delegado, mas ele diz que só vai pagar o valor original: 4 centavos. Indignada, ela chama o Chapolin Colorado, que toma uma de suas famosas pastilhas encolhedoras para tentar recuperar o selo. | | |                         | | | |
| 26 (a) | Dr. Chapatín: Las Tarifas del Doctor                                                                     | Dr. Chapatin: O preço do doutor                                                                                        | 20 de julho de 1977     | 7 de novembro de 2018 (Multishow) Dublagem: Som de Vera Cruz (2018) e RioSound (2025)                        | Roberto Gómez Bolaños, Rubén Aguirre e Florinda Meza. | Remake de: 1972 Remake em: 1980, 1985 e 1991 |
| Resumo: Dr. Chapatin atende um paciente que vive como "dono de casa", obedecendo ordens de sua mulher. | | |                         | | | |
| 26 (b) | El Chapulín Colorado: Yo al Hombre Invisible No lo Puedo Ver ni en Pintura                               | Chapolin Colorado: A pintura invisível                                                                                 | 20 de julho de 1977     | 7 de novembro de 2018 (Multishow) Dublagem: Som de Vera Cruz (2018) e RioSound (2025)                        | Roberto Gómez Bolaños, Ramón Valdés, Carlos Villagrán e Florinda Meza. | Remake de: 1974 Remake em: 1981 e 1988 |
| Resumo: Sem querer, Ramón cria a fórmula da invisibilidade. Um sujeito que estava encarregado de pintar o escritório descobre e decide roubar o verniz. Chapolin é chamado para ajudar, mas acaba atrapalhando ainda mais. | | |                         | | | |
| 27 | Los Animales Viajan en Platillo Volador                                                                  | Os animais que viajavam em discos voadores / Invasão alienígena                                                        | 27 de julho de 1977     | 8 de novembro de 2018 (Multishow) Dublagem: Som de Vera Cruz (2018) e RioSound (2025)                        | Roberto Gómez Bolaños, Ramón Valdés, Carlos Villagrán, Rubén Aguirre e Florinda Meza. | Remake de: 1974 Remake em: 1981 e 1985 |
| Resumo: Um marciano invade a terra e aparece em uma fazenda. Chapolin é chamado para ajudar, e decide usar a sua corneta paralisadora. | | |                         | | | |
| 28 (a) | Dr. Chapatín: En la Sala de Emergencia                                                                   | Dr. Chapatin: Em sala de emergência, tudo é possível! / Na sala de emergência                                          | 3 de agosto de 1977     | 9 de novembro de 2018 (Multishow) Dublagem: Som de Vera Cruz (2018) e RioSound (2025)                        | Roberto Gómez Bolaños, Ramón Valdés, Carlos Villagrán, Rubén Aguirre e Florinda Meza. | Remake de: 1973 Remake em: 1982 (Os Ladrões), 1985 (Os Ladrões), 1988 (Os Ladrões) e 1995 (Os Ladrões) |
| Resumo: Dr. Chapatin chega ao hospital com um Ramón totalmente "estourado". O homem foi atropelado e precisa de cuidados médicos, mas o doutor acaba arranjando muitas confusões na fila, por causa das fichas numéricas que lhe entregam. | | |                         | | | |
| 28 (b) | El Chapulín Colorado: Cachando sin Guante                                                                | Chapolin Colorado: A mão misteriosa / Agarrando sem luva                                                               | 3 de agosto de 1977     | 9 de novembro de 2018 (Multishow) Dublagem: Som de Vera Cruz (2018) e RioSound (2025)                        | Roberto Gómez Bolaños, Carlos Villagrán, Rubén Aguirre e Florinda Meza. | Remake de: 1974 Remake em: 1981 e 1986 |
| Resumo: Florinda tem medo de ficar sozinha em casa e tudo piora quando ela vê um vulto e uma mão vestindo luva negra (Ramón). Assustada, ela chama o Chapolin para investigar. | | |                         | | | |
| 29 | El Cadáver Muerto de un Difunto que Falleció al Morir                                                    | O cadáver morto de um defunto que faleceu ao morrer / Os mortos de hoje já não morrem como os de antigamente           | 10 de agosto de 1977    | 10 de novembro de 2018 (Multishow) Dublagem: Som de Vera Cruz (2018) e RioSound (2025)                       | Roberto Gómez Bolaños, Ramón Valdés, Carlos Villagrán, Rubén Aguirre, Édgar Vivar e Florinda Meza | Remake de: 1973 e 1975 Remake em: 1983, 1986 e 1991 |
| Resumo: Tripa Seca (Ramón), o famoso criminoso, resolve se fingir de morto para que a polícia deixe de lhe perseguir, e ele possa assim, cometer todos os crimes que quiser. Mas o ajudante do detetive que está investigando o caso ouve tudo. Agora ele e o Chapolin correm perigo. | | |                         | | | |
| 30 (a) | Dr. Chapatín: Clases de Golf                                                                             | Dr. Chapatin: Dando tratos à bola                                                                                      | 17 de agosto de 1977    | 9 de dezembro de 2006 (SBT) Dublagem: Maga (1990)                                                            | Roberto Gómez Bolaños, Ramón Valdés, Carlos Villagrán e Rubén Aguirre. | A sua data de estreia foi confirmada pela Tele-Guía nº 1.305, de 17 de agosto de 1977. Remake de: 1973 Remake em: 1980 e 1985 |
| Resumo: Dr. Chapatin vai visitar um paciente, só que o mesmo precisa se ausentar por um instante e aí chega o professor de golfe do paciente, que acaba ensinando golfe para o Dr.Chapatin, pensando que ele é a pessoa que solicitou uma aula. | | |                         | | | |
| 30 (b) | El Chapulín Colorado: Viejos Vemos, Rateros No Sabemos                                                   | Chapolin Colorado: A vingança                                                                                          | 17 de agosto de 1977    | 1990 (SBT) Dublagem: Maga (1990)                                                                             | Roberto Gómez Bolaños, Ramón Valdés, Carlos Villagrán e Rubén Aguirre. | Remake de: 1972 e 1974 Remake em: 1980 e 1982 |
| Resumo: O terrível Fura Tripa escapa da cadeia e volta para se vingar do seu ex-patrão e seus ex-colegas de trabalho na firma. Chapolin é chamado para ajudar, mas confunde o bandido com um boneco. | | |                         | | | |
| 31 | No es lo Mismo “Las Bombas de Agua” que “¡Aguas con la Bomba!”                                           | A herança | 24 de agosto de 1977    | 20 de dezembro de 2010 (Cartoon Network) Dublagem: Maga (1990)                                               | Roberto Gómez Bolaños, Ramón Valdés, Carlos Villagrán, Rubén Aguirre e Florinda Meza. | Embora este episódio seja inédito para o sinal principal do SBT, ele já foi exibido online em 13 de outubro de 2014 e na televisão pela afiliada do Rio Grande do Sul nos dias 21 de maio de 2016 e 13 de maio de 2017. Remake de: 1975 Remake em: 1983 e 1988 |
| Resumo: Paco e Hugo estão planejando assassinar seu tio, para poder ficar com sua herança. Sua outra prima, Luiza, não está de acordo e por isso ela acaba sendo presa por eles. Chapolin é chamado para investigar, e descobre que pilhas explosivas foram deixadas em algum lugar pela casa. Agora, resta saber onde estão escondidas. | | |                         | | | |
| 32 | Por Más que Pese, No Pasa del Piso del Pozo                                                              | O poço / Por mais que pese, não passa do fundo do poço                                                                 | 31 de agosto de 1977    | 13 de novembro de 2018 (Multishow) Dublagem: Som de Vera Cruz (2018) e RioSound (2025)                       | Roberto Gómez Bolaños, Ramón Valdés, Carlos Villagrán, Rubén Aguirre e Florinda Meza. | É possível que o quadro do homem das cavernas seja reaproveitado de um programa anterior, perdido mundialmente. Os figurinos são como os usados por volta de 1975. Além disso, a narração muda. Remake de: 1972 e 1974 |
| Resumo: O terrível Racha-Cuca está de vigia no poço da comunidade, e ninguém poderá tirar água sem antes lhe pagar 5 dólares, ou um saquinho de alfafa. Chapolin Colorado é chamado para ajudar, e resolve contar ao bandido como era a vida dos homens pré-históricos. | | |                         | | | |
| 33 | Todo Sube, hasta los Aviones - parte 1                                                                   | Tudo sobe, até os aviões, parte um                                                                                     | 7 de setembro de 1977   | 14 de novembro de 2018 (Multishow) Dublagem: Som de Vera Cruz (2018) e RioSound (2025)                       | Roberto Gómez Bolaños, Ramón Valdés, Carlos Villagrán, Rubén Aguirre, Florinda Meza e Horacio Gómez. | Remake de: 1974 Remake em: 1984 |
| Resumo: Carlos aplica o extrato de energia volátil nas paredes e no teto de sua casa. No dia seguinte, tudo desaparece e só então ele descobre que o extrato serve para fazer os objetos voarem. Sua sobrinha chama o Chapolin Colorado para ajudar a solucionar o mistério, mas enquanto isso, Carlos continua aplicando o extrato em outros objetos. Agora quem vai pagar o pato é o cientista que inventou o extrato. | | |                         | | | |
| 34 | Bolita, por Favor                                                                                        | A bola de cristal | 21 de setembro de 1977  | 20 de dezembro de 2010 (SBT) Dublagem: Maga (1990)                                                           | Roberto Gómez Bolaños, Ramón Valdés, Carlos Villagrán, Rubén Aguirre e Florinda Meza. | No SBT, este episódio havia sido exibido uma única vez em 1990, mas voltou ao ar em 14 de outubro de 2006. Remake de: 1974 Remake em: 1983 e 1991 |
| Resumo: Charlie compra uma bola de cristal. Porém, não é uma bola de cristal comum... é a bola de cristal do Rajá Kara Ra-Shada, e que vale mais de 500 mil pratas! Porém, há uma lenda que diz que quem tiver a bola em seu poder, estará amaldiçoado. Assustada, Florinda chama o Chapolin. | | |                         | | | |
| 35 | Los Bebes ya No Vienen de París, Ahora Vienen de Júpiter                                                 | Os bebês não vêm mais de Paris; agora, vêm de Júpiter / Querida, o bebê cresceu!                                       | 28 de setembro de 1977  | 16 de novembro de 2018 (Multishow) Dublagem: Som de Vera Cruz (2018) e RioSound (2025)                       | Roberto Gómez Bolaños, Carlos Villagrán, Rubén Aguirre, Édgar Vivar e Florinda Meza. | Esse episódio está conectada com o episódio "O Disco Voador" do seriado El Chavo del Ocho exibido no mesmo ano pois Quico aparece no final deste episódio procurando o disco voador que o Chaves jogou pra lá e é realmente o que acontece no episódio "O Disco Voador" do Seriado El Chavo del Ocho. Remake de: 1974 |
| Resumo: Um disco voador de brinquedo cai num hotel e Florinda o encontra. O mais surpreendente é que, neste "brinquedo", há um habitante do planeta Júpiter (Carlos Villagrán). Agora, eles vão ter que tomar cuidado, pois o bebezinho pode se tornar um monstro gigante. | | |                         | | | |
| 36 | "Melodía Bastante Inmortal". Con la Historia de Frederico Chopin. No como fue, sino como pudo haber sido | A fortuna de Frédéric Chopin                                                                                           | 5 de outubro de 1977    | 1990 (SBT) Dublagens: Maga (1990) e Gábia (2005-08)                                                          | Roberto Gómez Bolaños, Carlos Villagrán, Rubén Aguirre, Édgar Vivar e Florinda Meza. | Chespirito fazendo Chopin toca no piano trechos das canções "Ouça Bem, Escute Bem" ("Oyelo, Escúchalo") e "O Chapolin Colorado" ("El Chapulín Colorado"). Disponível em DVD. Remake de: 1972 Remake em: 1982 e 1989 |
| Resumo: Mais uma paródia de Chespirito. Desta vez com a história de Frédéric Chopin. | | |                         | | | |
| 37 (a) | Dr. Chapatín: El Partido de Futbol                                                                       | Dr. Chapatin: Futebol, lá vou eu! / Agora sim vou ao futebol!                                                          | 12 de outubro de 1977   | 18 de novembro de 2018 (Multishow) Dublagem: Som de Vera Cruz (2018) e RioSound (2025)                       | Roberto Gómez Bolaños, Rubén Aguirre e Florinda Meza. | Remake de: 1975 Remake em: 1979, 1982, 1987 e 1994 |
| Resumo: O doutor Chapatin deseja ir a uma partida de futebol, mas seu paciente fica lhe atrasando. | | |                         | | | |
| 37 (b) | El Chapulín Colorado: Y de Salud, cómo anda el Muerto?                                                   | Chapolin Colorado: E de saúde, como vai o morto? / Para viver, basta estar morto                                       | 12 de outubro de 1977   | 18 de novembro de 2018 (Multishow) Dublagem: Som de Vera Cruz (2018) e RioSound (2025)                       | Roberto Gómez Bolaños, Carlos Villagrán, Édgar Vivar e Florinda Meza. | Remake de: 1971 (Chespirito) e 1975 Remake em: 1981 (Dr. Chapatin) e 1985 (Dr. Chapatin) |
| Resumo: Dois bandidos perigosos estão no hospital, um gravemente ferido e o outro quase fora de perigo. Chapolin troca os prontuários, e diz que o ferido está bom, e que o bom está a ponto de morrer. | | |                         | | | |
| 38 | Los del Norte Corren Mucho y los del Sur se Quedarán Tras, Tras, Tras...                                 | Os do Norte correm muito e os do Sul ficam para trás / A guerra civil americana                                        | 19 de outubro de 1977   | 19 de novembro de 2018 (Multishow) Dublagem: Som de Vera Cruz (2018) e RioSound (2025)                       | Roberto Gómez Bolaños, Ramón Valdés, Carlos Villagrán, Rubén Aguirre e Florinda Meza. | Remake de: 1971 (Chespirito) e 1974 (Chespirito) Remake em: 1985 (Chespirito), 1991 (Chespirito) e 1995 (Chespirito) |
| Resumo: Chapolin Colorado conta a história da guerra de secessão. | | |                         | | | |
| 39 | El Niño que Mandó sus Juguetes a Volar - parte 1                                                         | O menino que jogava os seus brinquedos - parte 1                                                                       | 26 de outubro de 1977   | Estreia: 1990 (SBT) Dublagem: Maga (1990)                                                                    | Roberto Gómez Bolaños, Ramón Valdés, Carlos Villagrán, María Antonieta de las Nieves, Rubén Aguirre e Florinda Meza.                                                                                                   | A sua data de estreia foi confirmada pela Tele-Guía nº 1.315, de 26 de outubro de 1977. Neste episódio é apresentada a canção "A Brincar" ("La Jugueteria"). Remake de: 1973 Remake em: 1986 Curiosidade: Quando o Chapolin conta a história do menino pobre que sonhava em ganhar brinquedos (Chaves), é exibido um trecho do episódio "Feliz Ano Novo!" de Chaves e logo após é executada a música A brincar. |
| Resumo: Chapolin vai ajudar um casal (Carlos Villagrán e Florinda Meza) que está enfrentando um grande problema com seu filho mentiroso (María Antonieta de Las Nieves). Ele joga os seus brinquedos na rua e diz que um ladrão veio e roubou os brinquedos | | |                         | | | |
| 40 | El Niño que Mandó sus Juguetes a Volar - parte 2                                                         | O menino que jogou fora os brinquedos - parte 2                                                                        | 2 de novembro de 1977   | 1990 (SBT) Dublagem: Maga (1990)                                                                             | Roberto Gómez Bolaños, Ramón Valdés, Carlos Villagrán, María Antonieta de las Nieves, Rubén Aguirre e Florinda Meza.                                                                                                   | A sua data de estreia foi confirmada pela Tele-Guía nº 1.316, de 2 de novembro de 1977. Neste episódio é apresentada a canção "Os astronautas" ("Los Astronautas"). Remake de: 1973 Remake em: 1986 |
| Resumo: Nesta segunda parte, o pai do menino contrata um detetive particular (Rubén Aguirre) para vigiar o menino e apanha do Chapolin. E, para piorar a situação, um ladrão de verdade (Ramón Valdés) aparece, só que ninguém acredita quando o menino conta isso. | | |                         | | | |
| 41 | Duende está el Donde? Eh, perdón, dónde está el Duende?                                                  | Os duendes / Duende vem o donde? Digo, donde vem o duende?                                                             | 9 de novembro de 1977   | 22 de novembro de 2018 (Multishow) Dublagem: Som de Vera Cruz (2018) e RioSound (2025)                       | Roberto Gómez Bolaños, Ramón Valdés, Carlos Villagrán, María Antonieta de las Nieves, Rubén Aguirre e Florinda Meza.                                                                                                   | Foi descoberto em uma edição da Tele Guía, que este episódio pertence ao ano de 1977, não de 1979. Atualmente a Televisa exibe sua reprise de janeiro de 1979. Neste episódio é apresentado a canção "Amigos palhaços" ("Los Payasos"). Remake de: 1971 e 1973 Remake em: 1981, 1985 e 1991 |
| Resumo: Um menino conta para todos que no seu quarto há duendes. Como ninguém acredita, ele resolve chamar o Chapolin Colorado, que também duvida. Mesmo assim, ele resolve usar suas Pastilhas Encolhedoras para verificar o caso. Por causa de uma caixa de biscoitos, ele acaba caindo em um mundo alegre, cheio de palhaços, danças e tudo o mais. No final, o mistério todo é esclarecido quando o pai do menino conta que havia fabricado duendezinhos mecânicos e colocado no quarto de seu filho para que ele brincasse. | | |                         | | | |
| 42 | No son Todos los que están, ni están Todos los que son                                                   | Não são todos os que estão, nem estão todos os que são / Os três reis loucos                                           | 23 de novembro de 1977  | 23 de novembro de 2018 (Multishow) Dublagem: Som de Vera Cruz (2018) e RioSound (2025)                       | Roberto Gómez Bolaños, Ramón Valdés, Carlos Villagrán, Rubén Aguirre e Florinda Meza. | A detetive é confundida com as personagens Mulher-Maravilha, A Mulher Biônica e Charlie's Angels (As Panteras, conhecidas como Los ángeles de Charlie em espanhol); Baltasar (Ramón Valdés) cita duas peças de William Shakespeare: Hamlet e Otelo. Remake de: 1974 |
| Resumo: Três loucos que vivem juntos estão sendo investigados por uma detetive. Eles são assassinos, e sua próxima vítima pode ser o Chapolin Colorado. | | |                         | | | |
| 43 (a) | Dr. Chapatín: La Indigestión                                                                             | Dr. Chapatin: Comendo e padecendo                                                                                      | 30 de novembro de 1977  | 29 de julho de 2008 (SBT) Dublagem: Maga (1990)                                                              | Roberto Gómez Bolaños, Rubén Aguirre, Florinda Meza e Angelines Fernández. | Remake de: 1972 Remake em: 1980, 1984 (Chapolin) e 1995 |
| Resumo: Em um restaurante, Dr. Chapatin atende um homem que está passando mal por ter comido demais. | | |                         | | | |
| 43 (b) | El Chapulín Colorado: El Caso del Pastel Envenenado                                                      | Chapolin Colorado: O bolo que deu bolo                                                                                 | 30 de novembro de 1977  | 29 de julho de 2008 (SBT) Dublagem: Maga (1990)                                                              | Roberto Gómez Bolaños, Ramón Valdés, Carlos Villagrán e Florinda Meza. | Remake de: 1971 e 1973 Remake em: 1981, 1982 e 1985 |
| Resumo: Apesar de ser um episódio único, a história se divide em duas partes. No primeiro bloco, Florinda se recusa a casar com o vilão, e este tranca a mocinha em um quarto cheio de presentes de casamento. O problema é que, em um deles, há uma bomba. Depois de solucionar o caso, Chapolin retorna no segundo bloco para resolver um novo problema: o vilão, desta vez, colocou veneno em um dos bolos que o pai de Florinda está vendendo.                                                                               | | |                         | | | |
| 46 | Todos Caben en un Cuartio Sabiéndolos Acomodar                                                           | Hospedaria sem estrelas                                                                                                | 7 de dezembro de 1977   | 1990 (SBT) Dublagem: Maga (1990)                                                                             | Roberto Gómez Bolaños, Carlos Villagrán, Rubén Aguirre, Édgar Vivar, Florinda Meza e Horacio Gómez. | Episódio atualmente exibido na posição incorreta como sendo da temporada de 1974. Florinda canta trechos das canções "Tchuim Tchuim Tchum Claim" ("Churi Churin Fun Flais"), famosa pela saga da "Branca de Neve e os sete Tchuim Tchuim Tchum Claim", e "Solamente Una Vez", do cantor mexicano Agustín Lara. Remake em: 1980 (Dr. Chapatin), 1984 (O Gordo e o Magro), 1991 (Dr. Chapatin) e 1994 (Os Ladrões) |
| Resumo: Um casal (Florinda e Rubén), dono de uma hospedaria, está assustado porque um ladrão está à solta. Eles resolvem pedir ajuda, só que um chama o Chapolin e o outro, o Super Sam (Ramón). Agora, os dois heróis vão acabar dormindo no mesmo quarto sem nem saber! | | |                         | | | |
| 47 (a) | Dr. Chapatín: El Poste de Luz                                                                            | Dr. Chapatin: No escurinho do parque...                                                                                | 14 de dezembro de 1977  | 27 de novembro de 2018 (Multishow) Dublagem: Maga (1990)                                                     | Roberto Gómez Bolaños e Carlos Villagrán, Florinda Meza. | No SBT, este esquete estreou em 16 de maio de 2025. Remake em: 1981 (Chaplin) e 1991 (Chaplin) |
| Resumo: Dr. Chapatin tenta ler um jornal, mas a luz do poste fica apagando o tempo todo. | | |                         | | | |
| 47 (b) | El Chapulín Colorado: Lo Malo de las Fotografías es que Salen Movidas                                    | Chapolin Colorado: O mau das fotografias é que saem tremidas!                                                          | 14 de dezembro de 1977  | 5 de março de 2013 (SBT) Dublagem: Maga (1990)                                                               | Roberto Gómez Bolaños, Ramón Valdés, Carlos Villagrán, Rubén Aguirre e Florinda Meza. | Remake de: 1973 (Dr. Chapatin) Remake em: 1983 (Dr. Chapatin), 1984 e 1990 |
| Resumo: Florinda quer que tirem uma foto dela e de seu noivo (Carlos), antes do casamento. O problema é que eles já estão atrasados para pegar o avião, e descobrem que o fotógrafo faleceu. Agora, quem poderá ajudá-los? Chapolin Colorado, naturalmente. Mas esperem! Ele ajudará ou só complicará o caso? | | |                         | | | |

### Episódios perdidos mundialmente
| A Pistola Regalada no le Mires Agujero - parte 1 | O matador de ratos - parte 1       | 19 de fevereiro de 1977 | Episódio inédito | Não há informações sobre elenco | Episódio mundialmente perdido. Sua existência é confirmada pelo resumo no início da parte 2. Remake de: 1974 Remake em: 1983                                                                                                 |
| Resumo: Racha Cuca, um bandido do velho oeste, está de volta e ameaça todo o povoado. Ao mesmo tempo, um velhinho lhe oferece serviços para matar ratos, mas todos acham que ele é um assassino profissional. |                                    |                         |                  |                                 | |
| Todo Sube, hasta los Aviones - parte 2 | Tudo sobe, até os aviões - parte 2 | 14 de setembro de 1977  | Episódio inédito | Não há informações sobre elenco | Episódio mundialmente perdido. Sua existência é confirmada devido ao anúncio feito no final da parte 1 (que atualmente é cortado). Remake de: 1974 Remake em: 1984                                                           |
| Resumo: Nesta segunda parte, Carlos fala para o Doutor Monchito como faz para as paredes e os tetos voltarem para a casa dele. Ele diz que não vão voltar e vão parar em algum outro lugar. Ele fica com raiva, mas o doutor insiste para ele devolver o invento, já que ele não vai usar mais. Entretanto, Carlos nega a devolver o invento e começa uma confusão. |                                    |                         |                  |                                 | |
| Los fantasmas del Viejo Oeste | Os fantasmas do Velho Oeste        | 16 de novembro de 1977  | Episódio inédito | Não há informações sobre elenco | Episódio mundialmente perdido. Sua existência e data de estreia são confirmadas pela Tele-Guía nº 1.318, de 16 de novembro de 1977. Uma reprise do episódio é confirmada pela Tele-Guía nº 1.382, de 7 de fevereiro de 1979. |
| Resumo: O Chapolin Colorado toma uma de suas pílulas encolhedora para deter um perigoso delinquente. |                                    |                         |                  |                                 | |

## 6.ª temporada (1978)
- Roberto Gómez Bolaños e Florinda Meza estão presentes em todos os episódios.
- Carlos Villagrán está ausente em dois episódios.
- Ramón Valdés está ausente em três episódios.
- Rubén Aguirre está ausente em cinco episódios.
- Edgar Vivar está ausente em vinte e quatro episódios.
- Horacio Gómez Bolaños está ausente em vinte e nove episódios.
- Angelines Fernández está ausente em trinta e um episódios.
- María Antonieta de las Nieves está ausente em trinta e dois episódios.

| 1 | Más Vale 100 Fantasmas Volando que uno la Mano                                                  | Nós e os fantasmas                                                               | 8 de março de 1978     | 17/02/2007 (SBT) Dublagem: Maga (1992)                                                                | Roberto Gómez Bolaños, Ramón Valdés, Carlos Villagrán, Rubén Aguirre, Florinda Meza e Horacio Gómez.                                                                                      | Remake de: 1972 e 1974 Remake em: 1986 |
| Resumo: Chapolin é chamado para investigar misteriosos acontecimentos em um teatro abandonado. Ao que tudo indica, o famoso diretor Massimo Tortura já faleceu há 50 anos, mas continua aparecendo no local. |                                                                                                 |                                                                                  |                        | | | |
| 2 | Casi un Velorio                                                                                 | Tripas de cera                                                                   | 15 de março de 1978    | 24/02/2007 (SBT) Dublagem: Maga (1992)                                                                | Roberto Gómez Bolaños, Ramón Valdés, Carlos Villagrán, Rubén Aguirre, Florinda Meza e Horacio Gómez.                                                                                      | Os posteres na parede são de Jimi Hendrix (preto e branco) e dos Beatles (bandeira inglesa). Remake de: 1975 Remake em: 1983 |
| Resumo: Tripa Seca resolve se fingir de morto para enganar todo mundo e, assim, poder cometer os mais terríveis crimes sem que ninguém desconfie de nada. Porém, ao saber de sua morte, o Chapolin Colorado lembra dos seus tempos de infância, e diz que já foi muito amigo de Tripa Seca. |                                                                                                 |                                                                                  |                        | | | |
| 3 | Se Regalan Ratones                                                                              | O presente de casamento                                                          | 22 de março de 1978    | 29/07/2006 (SBT) Dublagem: Maga (1992)                                                                | Roberto Gómez Bolaños, Ramón Valdés, Carlos Villagrán, Rubén Aguirre, Florinda Meza | |
| Resumo: Florinda se engana e, sem querer, manda uma caríssima televisão a cores para a filha do zelador, e dois simples vasos de flores para o melhor amigo de seu patrão. Além disso, o seu primo está louco e vê marcianos por todos os lados. Resumindo: ela é obrigada a chamar o Chapolin Colorado. |                                                                                                 |                                                                                  |                        | | | |
| 4 | Blanca de Nieves y los 7 Churín Churín Fun Flais - parte 1                                      | Branca de Neve e os sete Tchuim Tchuim Tchum Claim - parte 1                     | 29 de março de 1978    | 1990 (SBT) Dublagem: Maga (1990)                                                                      | Roberto Gómez Bolaños, Ramón Valdés, Carlos Villagrán, María Antonieta de las Nieves, Rubén Aguirre, Édgar Vivar, Florinda Meza, Horacio Gómez e Ricardo de Pascual                       | Neste episódio são executadas as canções "El país de la Fantasía" e "Churín Churín Fun Flais" (cantada pelos anões). Programa dedicado a memória de Walt Disney. Remake em: 1983 |
| Resumo: Chapolin Colorado é chamado na escolinha do Prof. Girafales para que conte alguma história para as crianças, que já estão cansadas de estudar. Ele resolve contar-lhes a história de Branca de Neve, um pobre e frágil donzela, que vive sob as maldades de uma cruel rainha. |                                                                                                 |                                                                                  |                        | | | |
| 5 | Blanca de Nieves y los 7 Churín Churín Fun Flais - parte 2                                      | Branca de Neve e os sete Tchuim Tchuim Tchum Claim - parte 2                     | 5 de abril de 1978     | 1990 (SBT) Dublagem: Maga (1990)                                                                      | Roberto Gómez Bolaños, Ramón Valdés, Carlos Villagrán, María Antonieta de las Nieves, Rubén Aguirre, Édgar Vivar, Florinda Meza, Angelines Fernández, Horacio Gómez e Ricardo de Pascual. | Nesta parte apresentam um vídeo musical da segunda versão da canção "Churí Churín Chun Flais" (cantada por Florinda). Existe também uma terceira versão, a da Vizinhança (que aparece no LP "Así cantamos y vacilamos en la vecindad del Chavo") Remake em: 1983 |
| Resumo: Continuando a história, Chapolin conta que a terrível rainha descobriu que Branca de Neve está viva e, sendo assim, tem a brilhante ideia de se disfarçar de mendiga para enganar a mocinha. |                                                                                                 |                                                                                  |                        | | | |
| 6 | Blanca de Nieves y los 7 Churín Churín Fun Flais - parte 3                                      | Branca de Neve e os sete Tchuim Tchuim Tchum Claim - parte 3                     | 12 de abril de 1978    | 02/12/2018 (Multishow) Dublagem: Som de Vera Cruz (2018) e RioSound (2025)                            | Roberto Gómez Bolaños, Ramón Valdés, Carlos Villagrán, María Antonieta de las Nieves, Rubén Aguirre, Édgar Vivar, Florinda Meza, Angelines Fernández, Horacio Gómez e Ricardo de Pascual. | Neste episódio é executada a canção "Las brujas". Esse episódio nunca havia sido exibido no Brasil, sempre iam ao ar apenas a primeira e a segunda parte da saga, e por muito tempo ficou-se sem saber como que a história terminava. A terceira parte enfim foi ao ar pelo Multishow em 02/12/2018 depois de quase trinta anos de exibição do seriado. |
| Resumo: Chapolin finaliza o conto dizendo que a rainha se transformou em uma bela mulher, enquanto Branca de Neve viveu feliz para sempre com os anões. |                                                                                                 |                                                                                  |                        | | | |
| 7 | Juego de Manos es de Boxeadores                                                                 | Brincadeira de mão é para boxeadores                                             | 19 de abril de 1978    | 1990 (SBT) Dublagens: Maga (1990) e Gábia (2005-08)                                                   | Roberto Gómez Bolaños, Ramón Valdés, Carlos Villagrán, Rubén Aguirre e Florinda Meza. | Disponível em DVD. Remake em: 1983 |
| Resumo: Carlos não quer perder sua noiva (Florinda Meza), que está sendo assediada por um homem musculoso (Rubén Aguirre) e seu pai (Ramón Valdés). Só que ele tem medo de enfrentar o sujeito. Desesperado, ele chama o Chapolin, que resolve fazer uma luta de boxe para ver quem fica com a mocinha. |                                                                                                 |                                                                                  |                        | | | |
| 8 | En las Peluquerías es Fácil Hallar Pelados                                                      | Na barbearia, é fácil ficar parado                                               | 26 de abril de 1978    | 1990 (SBT) Dublagem: Maga (1990)                                                                      | Roberto Gómez Bolaños, Ramón Valdés, Carlos Villagrán, Rubén Aguirre, Florinda Meza e Horacio Gómez.                                                                                      | Ramón Valdés cita Seu Madruga pelo nome de "Seu Ramón". Remake em: 1984 |
| Resumo: Florinda é manicure e está sendo assediada por um cliente milionário (Carlos Villagrán). Mas seu patrão (Ramón Valdés) quer que ela finja estar gostando para que o sujeito volte sempre à barbearia. Chapolin é chamado e resolve ajudá-la, usando a famosa Corneta Paralisadora. |                                                                                                 |                                                                                  |                        | | | |
| 9 | A la Víbora, Víbora de la Mar                                                                   | Onde está Clarissa? / Clarissa em apuros                                         | 3 de maio de 1978      | 06/12/2018 (Multishow) Dublagem: Som de Vera Cruz (2018) e RioSound (2025)                            | Roberto Gómez Bolaños, Ramón Valdés, Carlos Villagrán e Florinda Meza. | Remake de: 1972 e 1975 Remake em: 1983 e 1987 |
| Resumo: Ramón e Carlos estão no meio de um bosque, acampando. Porém, Florinda, filha de Ramón e esposa de Carlos, desapareceu. Assustados, eles chamam o Chapolin para ajudar a procurá-la. Depois, descobrem que ela está viva, porém foi picada por uma serpente e corre perigo de morte. |                                                                                                 |                                                                                  |                        | | | |
| 10 | Las Estatuas No Dicen "Chanfle"                                                                 | Fotos no museu... não!                                                           | 10 de maio de 1978     | 29/04/2006 (SBT) Dublagens: Maga (1992) e Gábia (2005-08)                                             | Roberto Gómez Bolaños, Ramón Valdés, Carlos Villagrán, Rubén Aguirre e Florinda Meza. | A sua data de estreia foi fornecida durante uma exibição online do Chapolin em 2014. Disponível em DVD. Remake de: 1972 (Dr. Chapatin) Remake em: 1981 (Dr. Chapatin) e 1985 |
| Resumo: Dr. Chapatin está no museu, mas é proibido de tirar fotografias. Depois de muitas confusões, ele vai para outra sala e percebe que a estátua está se mexendo. Assustado, ele chama o Chapolin, que resolve investigar e descobre que tem dois bandidos roubando peças valiosas do museu. |                                                                                                 |                                                                                  |                        | | | |
| 11 (a) | Dr. Chapatín: Interrumpiendo la Filmacíon                                                       | Dr. Chapatin: Assistente de diretor                                              | 17 de maio de 1978     | 08/12/2018 (Multishow) Dublagem: Maga (1990) e Som de Vera Cruz (2018)                                | Roberto Gómez Bolaños, Ramón Valdés, Carlos Villagrán, María Antonieta de las Nieves, Rubén Aguirre e Florinda Meza.                                                                      | A dublagem MAGA deste esquete foi exibida pela primeira vez no Brasil pelo SBT em 30 de abril de 2025, em sua estreia na emissora. Remake de: 1974 Remake em: 1982, 1985 e 1991 |
| Resumo: Dr. Chapatin atrapalha as filmagens de um filme, e começa a contar que vive perdendo isqueiros. |                                                                                                 |                                                                                  |                        | | | |
| 11 (b) | El Chapulín Colorado: No es lo Mismo "La Casa se Cae de Vieja" que "La Vieja se Cae de la Casa" | Chapolin Colorado: Não confundir "a casa cai de velha" com "a velha cai da casa" | 17 de maio de 1978     | 04/03/2013 (SBT) Dublagens: Maga (1990) e Som de Vera Cruz (2018)                                     | Roberto Gómez Bolaños, Ramón Valdés, Carlos Villagrán, Rubén Aguirre Florinda Meza, | Remake de: 1973 Remake em: 1982 |
| Resumo: Um engenheiro avisa que todo o cortiço está enfraquecido, e que os moradores terão de deixar o local, porque em cinco minutos tudo vai desabar. Mas o pai de Florinda não quer abandonar o cortiço, e agora o Chapolin terá de convencer o velho. |                                                                                                 |                                                                                  |                        | | | |
| 12 | Con la Ley del Embudo ni el Chapulín Pudo                                                       | Os loucos mais perigosos estão fora do manicômio                                 | 24 de maio de 1978     | 26/02/2013 (SBT) Dublagem: Maga (1990)                                                                | Roberto Gómez Bolaños, Ramón Valdés, Carlos Villagrán, Rubén Aguirre, Florinda Meza e Horacio Gómez.                                                                                      | Remake de: 1975 Remake em: 1982 e 1988 |
| Resumo: Um louco surdo-mudo está à solta. Ele entra no consultório do Dr. Chapatin e deixa todos muito assustados. Depois, Ramón chama o Chapolin para ajudar, e eles têm a ideia de dar um narcótico para o bandido dormir. Desta forma, eles podem levá-lo ao manicômio sem problemas. |                                                                                                 |                                                                                  |                        | | | |
| 13 (a) | Dr. Chapatín: El Contrabando                                                                    | Dr. Chapatin: Dr. Chapatin e o contrabando                                       | 31 de maio de 1978     | 1984 (SBT) Dublagem: Maga (1984)                                                                      | Roberto Gómez Bolaños, Ramón Valdés, Carlos Villagrán, Rubén Aguirre, Florinda Meza e Angelines Fernández.                                                                                | Embora não seja mais exibido e distribuído pela Televisa, é exibido normalmente no Brasil pelo SBT. No SBT, este esquete deixou de ser exibido em 1996 e voltou ao ar em 17 de setembro de 2003. Remake de: 1972 Remake em: 1982 |
| Resumo: Dr. Chapatin senta em um banco de praça para ler o seu jornal, mas nem desconfia que aquele é o ponto de encontro de uns contrabandistas. |                                                                                                 |                                                                                  |                        | | | |
| 13 (b) | El Chapulín Colorado: Con esas pulgas no se juega de salta-salta                                | Chapolin Colorado: Com essas pulgas não se brinca de pula-pula                   | 31 de maio de 1978     | 1984 (SBT) Dublagem: Maga (1984)                                                                      | Roberto Gómez Bolaños, Ramón Valdés e Florinda Meza. | Embora não seja mais exibido e distribuído pela Televisa, é exibido normalmente no Brasil. No SBT, este episódio deixou de ser exibido em 1996 e voltou ao ar em 17 de setembro de 2003. Remake em: 1982 |
| Resumo: Ramón é um adestrador de pulgas e precisa chegar ao circo. Porém, seu carro ficou sem gasolina e ele precisa de ajuda. Chapolin é chamado, mas acaba matando todas as pulgas de Ramón. |                                                                                                 |                                                                                  |                        | | | |
| 14 | La Sortija de la Bruja                                                                          | O anel da bruxa                                                                  | 7 de junho de 1978     | 1984 (SBT) Dublagem: Maga (1984)                                                                      | Roberto Gómez Bolaños, Ramón Valdés, Carlos Villagrán, Florinda Meza e participação especial de Luz Elena Silva.                                                                          | Pode-se ver o quadro da Mona Lisa ao fundo do cenário. Remake de: 1977 Remake em: 1984 |
| Resumo: Ramón decide despedir sua empregada, pois não tem mais dinheiro para mantê-la. Então, ela diz que não se importa e conta que é uma bruxa, e que tem um anel que conseguirá qualquer coisa que Ramón necessite. Ao descobrir o anel, Ramón enlouquece e decide "conquistar o mundo". A bruxa diz que o anel é só para o bem e, com medo de que seu patrão faça alguma coisa errada, ela decide chamar o Chapolin Colorado. |                                                                                                 |                                                                                  |                        | | | |
| 15 | Aristócratas Vemos, Rateros No Sabemos                                                          | Aristocratas vemos, gatunos não sabemos                                          | 14 de junho de 1978    | 1984 (SBT) Dublagem: Maga (1984)                                                                      | Roberto Gómez Bolaños, Ramón Valdés, Carlos Villagrán e Florinda Meza. | A sua data de estreia foi fornecida durante uma exibição online do Chapolin em 2014. Foi o primeiro episódio da série exibido no Brasil. Remake de: 1974 Remake em: 1983 e 1991 |
| Resumo: Carlos é um colecionador de selos valiosíssimos. Ele recebe a visita de um Conde muito importante em sua casa, que está interessado em comprar alguns de seus selos. Porém, um deles desapareceu e Carlos coloca a culpa na sua empregada. Chapolin Colorado é chamado para ajudar, mas ele descobre que quem roubou tudo foi o Conde, que é cleptomaníaco. |                                                                                                 |                                                                                  |                        | | | |
| 16 | Don Chapulín de la Mancha                                                                       | Cada um vale pelo que é                                                          | 21 de junho de 1978    | 1990 (SBT) Dublagem: Maga (1990)                                                                      | Roberto Gómez Bolaños, Ramón Valdés, Carlos Villagrán, Édgar Vivar e Florinda Meza. | Remake de: 1974 |
| Resumo: Um velho (Ramón) que acredita ser o Chapolin Colorado necessita de ajuda, e por isso resolvem chamar um médico (Édgar). Depois, acabam invocando o verdadeiro Chapolin e ele resolve se passar por "consciência" e ajudar o pobre velhinho a perceber que não é o Chapolin, e sim o Seu Mundinho, que é seu nome verdadeiro e falando de informação de história. |                                                                                                 |                                                                                  |                        | | | |
| 17 (a) | Dr. Chapatín: La Venta de Frutas                                                                | Dr. Chapatin: Dr. Chapatin e as melancias                                        | 28 de junho de 1978    | 27/01/2007 (SBT) Dublagem: Maga (1990)                                                                | Roberto Gómez Bolaños, Ramón Valdés e Florinda Meza. | Remake de: 1972 e 1973 Remake em: 1981 |
| Resumo: Dr. Chapatin vai comprar algumas frutas em uma quitanda. Nisso, chega uma senhora gaga à barraca e ele começa a tirar uma com a cara dela. Depois, ele pede uma fatia grande de melancia, mas o vendedor diz que não vendem melancias partidas, que ele terá de comprar uma inteira. Mas, teimoso como ele só, o doutor resolve cortar a melancia assim mesmo, arranjando a maior confusão com o vendedor. |                                                                                                 |                                                                                  |                        | | | |
| 17 (b) | El Chapulín Colorado: El Retorno de Súper Sam                                                   | Chapolin Colorado: A volta do Super Sam                                          | 28 de junho de 1978    | 1990 (SBT) Dublagem: Maga (1990)                                                                      | Roberto Gómez Bolaños, Ramón Valdés, Carlos Villagrán, Rubén Aguirre e Florinda Meza. | Remake em: 1983 e 1990 |
| Resumo: Poucas Trancas (Rubén), um bandido terrível, está à solta. Assustada, Florinda chama o Chapolin, mas é o Super Sam quem aparece. Depois, o Chapolin também aparece e os dois resolvem agir juntos para deter o bandido. |                                                                                                 |                                                                                  |                        | | | |
| 18 (a) | Dr. Chapatín: No Fue Penalty!                                                                   | Dr. Chapatin: Foi pênalti ou não?                                                | 5 de julho de 1978     | 16/12/2018 (Multishow) Dublagem: Maga (1990)                                                          | Roberto Gómez Bolaños, Ramón Valdés, Rubén Aguirre e Florinda Meza. | Embora este esquete seja inédito para o sinal principal do SBT, ele já foi exibido pela filial de Brasília no dia 25 de junho de 2025. O lance duvidoso aconteceu realmente no jogo Polônia 3 x 1 México da Copa do Mundo FIFA de 1978, no primeiro tempo, quando o goleiro polonês Jan Tomaszewski derrubou na área o meio-campista mexicano Cristóbal Ortega; Dr. Chapatin menciona também o jogo Argentina 6 x 0 Peru, da mesma Copa, famoso pela forte suspeita de manipulação de resultado. Remake em: 1981, 1987 e 1994 |
| Resumo: Dr. Chapatin discute sobre um jogo de futebol recente, mas isso só vai causar problemas. |                                                                                                 |                                                                                  |                        | | | |
| 18 (b) | El Chapulín Colorado: Al Hombre Lobo le Hacen Daño las Caperucitas Verdes                       | Chapolin Colorado: O lobisomem                                                   | 5 de julho de 1978     | 1990 (SBT) Dublagem: Maga (1990)                                                                      | Roberto Gómez Bolaños, Ramón Valdés, Carlos Villagrán, Rubén Aguirre e Florinda Meza. | Algumas das cenas de "O lobisomem" são semelhantes às de Um giro com o vampiro, do mesmo ano. No SBT, este episódio deixou de ser exibido em 2003 e voltou ao ar em 2 de março de 2013. Remake em: 1981, 1987 e 1994 |
| Resumo: Um casal de excursionistas vai passar a noite em uma cabana, pensando que essa está abandonada. Mas descobrem que há um morador lá. Este homem diz que a cabana pertence ao lobisomem, e que em todas as noites de lua cheia, ele retorna e se vinga daqueles que veem ele assim. O casal chama o Chapolin, mas depois descobrem que o tal lobisomem não passava de um vigarista. quando o marido da mulher conversa de reclamar com o vigarista e antes apanha do Chapolin. |                                                                                                 |                                                                                  |                        | | | |
| 19 | Dinero Llama Dinero. Ah, pero También al Ratero                                                 | Dinheiro chama dinheiro, mas ladrão também                                       | 12 de julho de 1978    | 1990 (SBT) Dublagem: Maga (1990)                                                                      | Roberto Gómez Bolaños, Carlos Villagrán, Édgar Vivar e Florinda Meza. | A sua data de estreia foi confirmada pela Tele-Guía nº 1.352, de 12 de julho de 1978. Remake de: 1975 Remake em: 1984 e 1991 |
| Resumo: Um casal perde o bilhete de loteria premiado. A esposa chama o Chapolin para ajudá-los a procurar o bilhete, e enquanto isso, um ladrão invade a casa e começa a roubar objetos. O problema é que o Chapolin confunde o bandido com o marido de Florinda. |                                                                                                 |                                                                                  |                        | | | |
| 20 | La Mansíon de las Fantasmas                                                                     | A mansão dos fantasmas / Os fantasmas se divertem em mansões                     | 19 de julho de 1978    | 18/12/2018 (Multishow) Dublagem: Som de Vera Cruz (2018) e RioSound (2025)                            | Roberto Gómez Bolaños, Ramón Valdés, Carlos Villagrán e Florinda Meza. | Remake de: 1975 Remake em: 1982 e 1990 |
| Resumo: O avô de Florinda recebe ela e o marido Carlos na mansão dele. Carlos vê um fantasma de um escocês na mansão e Florinda decide chamar o Chapolin Colorado para investigar o caso. |                                                                                                 |                                                                                  |                        | | | |
| 21 | La Amenaza del Mosquito Biónico                                                                 | O mosquito biônico                                                               | 26 de julho de 1978    | 17/06/2006 (SBT) Dublagem: Maga (1990)                                                                | Roberto Gómez Bolaños, Ramón Valdés, Carlos Villagrán e Florinda Meza. | Existem relatos de fãs sobre a exibição deste episódio no SBT durante os anos 1990, mas sem nenhuma prova concreta. Remake de: 1971, 1973 e 1975 Remake em: 1980, 1983 e 1986 |
| Resumo: Professor Inventino, depois de salvar a vida do mosquito com uma operação através do microscópio, o transformou num mosquito biônico com a operação. O que ele não esperava é que o mesmo pudesse virar um risco para a população. Com isso, a enfermeira do Doutor chama o Chapolin para deter o inimigo. Com o tempo, o mosquito foge do microscópio e daí foi só confusão entre os personagens do episódio. No final, o mosquito morre de velho e a enfermeira anuncia ao Doutor que a sala para a operação do elefante biônico já está preparada.                                   |                                                                                                 |                                                                                  |                        | | | |
| 22 | La Función Debe Continuar - parte 1                                                             | O show deve continuar, parte um                                                  | 2 de agosto de 1978    | 20/12/2018 (Multishow) Dublagem: Som de Vera Cruz (2018) e RioSound (2025)                            | Roberto Gómez Bolaños, Ramón Valdés, Carlos Villagrán, Rubén Aguirre, Édgar Vivar e Florinda Meza.                                                                                        | Os filmes parodiados são "Charlie Chaplin" da MGM, "Frankenstein" da Warner Bros., "O Professor Aloprado" da Paramount Pictures, "O Gordo e o Magro tentam abrir o cofre" da Paramount Pictures. Todos os filmes parodiados neste episódio são mudos. Na década de 1980, "O Gordo e o Magro" e "Chaplin" tornaram-se quadros independentes dentro do programa Chespirito, porém com poucos episódios. |
| Resumo: Se trata de um velho empregado de cinema (Ramón Valdés) que está bem triste já que os estúdios onde trabalhava foram fechados e serão derrubados para construir um condomínio. Seu último desejo é revisitar os sets de filmagem para recordar os velhos tempos e despedir-se do lugar, mas para isso, chama o Chapolin Colorado, para que possa contar suas histórias e recordações sobre os filmes que foram feitos ali. |                                                                                                 |                                                                                  |                        | | | |
| 23 | La Función Debe Continuar - parte 2                                                             | O show deve continuar - parte 2                                                  | 9 de agosto de 1978    | 1990 (SBT) Dublagem: Maga (1990)                                                                      | Roberto Gómez Bolaños, Ramón Valdés, Rubén Aguirre, Édgar Vivar e Florinda Meza. | Os filmes parodiados são "A Pantera Cor de Rosa" da MGM, "Chaplin pianista" da MGM, "Carol Burnett", "O Gordo e o Magro preparam um bolo" da Paramount Pictures. |
| Resumo: O velhinho continua contando sobre o estúdio e sobre os filmes. |                                                                                                 |                                                                                  |                        | | | |
| 24 | La Función Debe Continuar - parte 3                                                             | O show deve continuar - parte 3                                                  | 16 de agosto de 1978   | 1990 (SBT) Dublagem: Maga (1990)                                                                      | Roberto Gómez Bolaños, Ramón Valdés, Carlos Villagrán, María Antonieta de las Nieves, Rubén Aguirre, Édgar Vivar, Florinda Meza e Angelines Fernández.                                    | Os filmes parodiados são "Deus lhe pague" da 20th Century Studios, "Don Quixote e Sancho Pança" da Universal Studios, "Guilherme Tell" da Universal Studios. |
| Resumo: O velhinho continua contando sobre o estúdio e sobre os filmes. |                                                                                                 |                                                                                  |                        | | | |
| 25 | La Función Debe Continuar - parte 4                                                             | O show deve continuar - parte 4                                                  | 23 de agosto de 1978   | 1990 (SBT) Dublagem: Maga (1990)                                                                      | Roberto Gómez Bolaños, Ramón Valdés, Carlos Villagrán, María Antonieta de las Nieves, Rubén Aguirre, Édgar Vivar e Florinda Meza.                                                         | A data de estreia deste episódio foi confirmada por uma fita do arquivo do SBT que apareceu no especial Festival SBT 30 anos. Os filmes parodiados são "Tim McCoy y Tom Mix" da MGM, "Madame Butterfly" da Europa Filmes e "Napoleão e Josefina" da Warner Bros.. |
| Resumo: O velhinho continua contando sobre o estúdio e sobre os filmes. |                                                                                                 |                                                                                  |                        | | | |
| 26 | La Función Debe Continuar - parte 5                                                             | O show deve continuar - parte 5                                                  | 30 de agosto de 1978   | Estreia: 1990 (SBT) Situação: Episódio comum Dublagem: Maga (1990)                                    | Roberto Gómez Bolaños, Ramón Valdés, Carlos Villagrán, María Antonieta de las Nieves, Rubén Aguirre, Édgar Vivar, Florinda Meza e Angelines Fernández.                                    | A data sua estreia foi confirmada pela Tele-Guía nº 1.359, de 30 de agosto de 1978. Os filmes parodiados são "Lá no Rancho Mediano" da Warner Bros., "Salomão e a Rainha de Sabá" da Columbia Pictures e "Dançando na Chuva" da MGM. A apresentação dessas duas últimas esquetes no episódio não foi feita dentro dos respectivos cenários como nas outras, o que leva a crer que elas foram gravadas em anos anteriores e aproveitadas nesta ocasião.                                                                        |
| Resumo: O velhinho continua contando sobre o estúdio e sobre os filmes. |                                                                                                 |                                                                                  |                        | | | |
| 27 | La Función Debe Continuar - parte 6                                                             | O show deve continuar - parte 6                                                  | 6 de setembro de 1978  | 29/08/2008 (SBT) Dublagem: Maga (1992)                                                                | Roberto Gómez Bolaños, Ramón Valdés, Carlos Villagrán, Rubén Aguirre, Édgar Vivar, Florinda Meza e Angelines Fernández.                                                                   | Os filmes parodiados são "Dama das Camélias" da Columbia Pictures e "Quo Vadis" da MGM. Neste episódio é apresentada a canção "Cácaro". |
| Resumo: Na Parte final do episódio O velhinho termina de contar sobre os filmes e agradece a visita do Chapolin Colorado. |                                                                                                 |                                                                                  |                        | | | |
| 28 | Erase un Hombre a una Nariz Pegado                                                              | Cyrano de Bergerac                                                               | 13 de setembro de 1978 | 01/08/2008 (SBT) Dublagem: Maga (1992)                                                                | Roberto Gómez Bolaños, Ramón Valdés, Carlos Villagrán, Rubén Aguirre e Florinda Meza. | Remake de: 1972 (Chespirito) e 1974 (Chespirito) Remake em: 1982 (Chespirito) |
| Resumo: Mais uma paródia de Chespirito. Desta vez, com a história de Cyrano de Bergerac. |                                                                                                 |                                                                                  |                        | | | |
| 29 | Los Piratas de Pittsburgh, perdón, del Caribe - parte 1                                         | Os piratas do caribe - parte 1                                                   | 20 de setembro de 1978 | 23/09/2006 (SBT) Dublagem: Maga (1992)                                                                | Roberto Gómez Bolaños, Ramón Valdés, Carlos Villagrán, Rubén Aguirre, Édgar Vivar, Florinda Meza e Ricardo de Pascual.                                                                    | Neste episódio é apresentado a canção "Ansiosos de navegar". Remake de: 1974 Remake em: 1983 e 1993 |
| Resumo: Flor Marina, a taberneira do navio de Alma Negra, foi presa por não ter aceitado se casar com o pirata. Chapolin é chamado e resolve ajudar, mas acaba sendo preso junto com ela. |                                                                                                 |                                                                                  |                        | | | |
| 30 | Los Piratas de Pittsburgh, perdón, del Caribe - parte 2                                         | Os piratas do caribe - 2.ª parte                                                 | 27 de setembro de 1978 | 30/09/2006 (SBT) Dublagem: Maga (1992)                                                                | Roberto Gómez Bolaños, Ramón Valdés, Carlos Villagrán, Rubén Aguirre, Édgar Vivar, Florinda Meza e Ricardo de Pascual.                                                                    | Remake de: 1974 Remake em: 1983 e 1993 |
| Resumo: Chapolin e Flor Marina tentam pensar num jeito de escapar da prisão. Flor Marina fala para o Chapolin Colorado diminuir de tamanho com suas pastilhas encolhedoras e fugir da cela, aí então é só dar um jeito de pegar a chave e abrir para que ela também possa fugir. |                                                                                                 |                                                                                  |                        | | | |
| 31 | "My Fair Lady", que en Español quiere Decir que a mi Dama le Fue como en Feria                  | A vendedora de flores                                                            | 4 de outubro de 1978   | 1990 (SBT) Dublagem: Maga (1990)                                                                      | Roberto Gómez Bolaños, Rubén Aguirre, Florinda Meza e Horacio Gómez. | Remake de: 1972 (Chespirito) e 1974 (Chespirito) Remake em: 1983 (Chespirito) e 1994 (Chespirito) |
| Resumo: Chapolin deixa um ladrão ir embora sem castigo, e o refém lhe pergunta porque ele fez isso. Aí Chapolin diz que todo mundo pode mudar e se regenerar. Por isso, ele resolve contar a história de Lisa, uma vendedora de flores pobre e sem educação, que conseguiu se transformar numa verdadeira dama. |                                                                                                 |                                                                                  |                        | | | |
| 32 | No es lo Mismo Pancracio se Enfermo del Colon, que Colón se Enfermo de Páncreas                 | O ovo de Colombo                                                                 | 11 de outubro de 1978  | 1990 (SBT) Dublagem: Maga (1990)                                                                      | Roberto Gómez Bolaños, Ramón Valdés, Carlos Villagrán, Rubén Aguirre e Florinda Meza. | Remake de: 1972 (Chespirito) e 1975 (Chespirito) Remake em: 1983 (Chespirito) e 1991 (Chespirito) |
| Resumo: Mais uma paródia de Chapolin. Desta vez, com a história de Cristóvão Colombo, o homem que descobriu a América. |                                                                                                 |                                                                                  |                        | | | |
| 33 | Los Hombres Vampiro No Saben Hacer otra Cosa Más que estar Chupando Sangre                      | Um giro com o vampiro / Os vampiros não sabem fazer nada além de chupar sangue   | 18 de outubro de 1978  | 02/01/2019 (Multishow) Dublagens: Gábia (2005-08, inédita), Som de Vera Cruz (2018) e RioSound (2025) | Roberto Gómez Bolaños, Ramón Valdés, Carlos Villagrán, Rubén Aguirre e Florinda Meza. | Remake de: 1970, 1972 e 1974 Remake em: 1981 e 1984 |
| Resumo: Florinda está com medo do homem-vampiro, e jura que ele tentou atacá-la durante a noite. Seu pai não acredita na história e ela resolve chamar o Chapolin. |                                                                                                 |                                                                                  |                        | | | |
| 34 (a) | Dr. Chapatín: El Doctor es un Asesino                                                           | Dr. Chapatin: O doutor é um assassino / Cuidado com o doutor!                    | 25 de outubro de 1978  | 03/01/2019 (Multishow) Dublagem: Som de Vera Cruz (2018) e RioSound (2025)                            | Roberto Gómez Bolaños e Florinda Meza. | Remake de: 1976 Remake em: 1980, 1984, 1987 e 1994 |
| Resumo: Dr. Chapatin conta à sua enfermeira que atropelou alguém com seu carro, e que acabou matando. A enfermeira faz de tudo para consolá-lo, mas de nada adianta. No final, ela descobre que a vítima foi o seu cachorrinho de estimação. |                                                                                                 |                                                                                  |                        | | | |
| 34 (b) | El Chapulín Colorado: El Chapulín es Buen mozo                                                  | Chapolin Colorado: O mordomo desastrado / Chapolin é um bom mordomo              | 25 de outubro de 1978  | 03/01/2019 (Multishow) Dublagens: Gábia (2005-08), Som de Vera Cruz (2018) e RioSound (2025)          | Roberto Gómez Bolaños, Ramón Valdés, Carlos Villagrán, Rubén Aguirre e Florinda Meza. | A piada funciona melhor em espanhol porque huerfanito (órfãozinho), no México, refere-se também a bilhetes de loteria; o mordomo Carlos canta, em duas ocasiões, a música "Macho Man", do grupo Village People. Disponível em DVD. Remake de: 1971 e 1973 Remake em: 1981, 1984, 1985, 1988 e 1995 |
| Resumo: Um homem descobre que ganhou na loteria. Por alguns problemas, seu criado não pode mais continuar no serviço, e o Chapolin é chamado para substituí-lo. Mas é lógico que ele só arruma confusão. |                                                                                                 |                                                                                  |                        | | | |
| 35 | La Historia de Don Juan Tenorio                                                                 | A história de Don Juan Tenório                                                   | 1 de novembro de 1978  | 01/07/2006 (SBT) Dublagens: Maga (1992) e Gábia (2005-08)                                             | Roberto Gómez Bolaños, Ramón Valdés, Carlos Villagrán, María Antonieta de las Nieves, Rubén Aguirre, Édgar Vivar e Florinda Meza.                                                         | Remake de: 1972 (Chespirito) e 1975 (Chespirito) Remake em: 1980 (Chespirito), 1985 (Chespirito) e 1994 (Chespirito) |
| Resumo: Chapolin conta a história de Don Juan Tenório, um homem apaixonado por uma freira chamada Inés, e que, por ela, era capaz de ir até as últimas consequências. |                                                                                                 |                                                                                  |                        | | | |
| 36 | Lo Bueno de Tomar Fotografías es cuando te Salen Movidas                                        | Olha o passarinho!                                                               | 8 de novembro de 1978  | 18/11/2006 (SBT) Dublagens: Maga (1992) e Gábia (2005-08)                                             | Roberto Gómez Bolaños, Ramón Valdés, Carlos Villagrán, Rubén Aguirre e Florinda Meza. | Último episódio dirigido por Enrique Segoviano. Remake de: 1971 (Chespirito) Remake em: 1972 |
| Resumo: Um jornalista chama o Chapolin para conseguir tirar fotos de uma bailarina famosa, pois se não o fizer, ele pode perder o seu emprego. Chapolin concorda em ajudar mas acaba sendo descoberto pela bailarina e seu segurança. Chapolin insiste e conta uma história para a bailarina sobre um quartel onde houve várias confusões por causa de uma fotógrafa. No final, Chapolin diz que há gente que é capaz de trair a confiança para conseguir dinheiro. Enquanto isso, do lado de fora, o segurança vende ao jornalista várias fotos da bailarina.                                  |                                                                                                 |                                                                                  |                        | | | |
| 37 | El Sastrecillo Valiente - parte 1                                                               | O Alfaiatezinho Valente - parte 1                                                | 15 de novembro de 1978 | 1990 (SBT) Dublagem: Maga (1990)                                                                      | Roberto Gómez Bolaños, Ramón Valdés, Carlos Villagrán, Rubén Aguirre, Édgar Vivar, Florinda Meza, Angelines Fernández e Horacio Gómez.                                                    | Este é o único episódio onde o Figurante Narigudo (Guillermo Cárdenas) fala. Remake em: 1991 (Chespirito) |
| Resumo: Chapolin conta a história do alfaiate valente. Nessa primeira parte, a princesa está chateada de tanto ficar enclausurada no castelo e como seu pai não a deixa sair, ela se passa por aldeã e foge. No povoado acaba conhecendo o alfaiate que a defende dos "três demônios". |                                                                                                 |                                                                                  |                        | | | |
| 38 | El Sastrecillo Valiente - parte 2                                                               | O Alfaiatezinho Valente - parte 2                                                | 22 de novembro de 1978 | 1990 (SBT) Dublagem: Maga (1990)                                                                      | Roberto Gómez Bolaños, Ramón Valdés, Carlos Villagrán, Rubén Aguirre, Édgar Vivar, Florinda Meza, Angelines Fernández e Horacio Gómez.                                                    | Neste episódio é apresentada a canção "Hermano Francisco", exibida pela primeira vez no Brasil em agosto de 2008. Remake em: 1991 (Chespirito) |
| Resumo: Nesta segunda parte, o alfaiate mestre tem a ideia de fazer uma roupa para o rei com um tecido mágico que só os inteligentes podem ver, enganando a todos. O rei e seu primeiro-ministro, suspeitam de que a princesa tenha fugido vestida de aldeã, ajudada por alguém do castelo. O alfaiate valente se encontra novamente com a princesa e lhe dá um pedaço de pão para comer. |                                                                                                 |                                                                                  |                        | | | |
| 39 | El Sastrecillo Valiente - parte 3                                                               | O Alfaiate Valente - parte 3                                                     | 29 de novembro de 1978 | 1990 (SBT) Dublagem: Maga (1990)                                                                      | Roberto Gómez Bolaños, Ramón Valdés, Carlos Villagrán, Rubén Aguirre, Édgar Vivar, Florinda Meza, Angelines Fernández e Horacio Gómez.                                                    | Neste episódio é apresentada a canção "No me lo van a creer", exibida pela primeira vez no Brasil em agosto de 2008. Remake em: 1991 (Chespirito) |
| Resumo: Nesta terceira parte, os alfaiates levam o tal tecido mágico para o rei, este o veste e quando descobre que ninguém vê a roupa logo faz mais um decreto impedindo que se veja o rei em trajes menores. Um gigante chega ao povoado e acaba com "os três demônios", ao mesmo tempo em que o alfaiate valente mata 3 moscas de uma vez só. Isso faz todos pensarem que foi ele quem acabou com o trio de vândalos. Após isso, o episódio continua no castelo com o gigante sequestrando a princesa pela janela e o anúncio do Chapolin para a 4.ª parte ("continua no próximo livro..."). |                                                                                                 |                                                                                  |                        | | | |
| 40 | El Sastrecillo Valiente - parte 4                                                               | O Alfaiatezinho Valente - parte 4                                                | 6 de dezembro de 1978  | 09/01/2019 (Multishow) Dublagem: Som de Vera Cruz (2018) e RioSound (2025)                            | Roberto Gómez Bolaños, Ramón Valdés, Carlos Villagrán, Rubén Aguirre, Édgar Vivar, Florinda Meza, Angelines Fernández e Horacio Gómez.                                                    | Assim como o episódio da Branca de Neve, esse episódio era exibido apenas as três primeiras partes e a última permanecia inédita no Brasil. A parte quatro foi exibida pelo Multishow no dia 09/01/2019 após trinta anos de sua estréia no SBT. Neste episódio é apresentada a canção "Campeón". Remake em: 1991 (Chespirito) |
| Resumo: Nesta quarta (e última) parte, o alfaiate vai até a casa do gigante, que quer se casar com a princesa. Só que ao ver a coragem e o amor do alfaiate pela princesa, o gigante acaba libertando-a e deixando os dois se casarem. |                                                                                                 |                                                                                  |                        | | | |
| 41 | Al Mil Caras, todas le salieron baratas                                                         | O Rei do Disfarce                                                                | 13 de dezembro de 1978 | 1990 (SBT) Dublagem: Maga (1990)                                                                      | Roberto Gómez Bolaños, Ramón Valdés, Carlos Villagrán, Maria Antonieta de las Nieves, Rubén Aguirre, Édgar Vivar e Florinda Meza.                                                         | A sua estreia foi confirmada pela Tele-Guía nº 1.374, de 13 de dezembro de 1978. Esta é a última participação de Carlos Villagrán na série. Participação especial da Dona Neves. Remake em: 1983 e 1992 |
| Resumo: Neste episódio, Rubén contrata o rei dos disfarces Almôndega (Ramón) para matar a sua tia Dona Neves (María Antonieta) a fim de herdar toda sua herança. Com medo disso, Dona Neves chama o Chapolin que se propõe a procurar com ela o seu sobrinho. Os assassinos tentam de todas as formas o planejado mas acabam sendo descobertos pela polícia graças ao detetive disfarçado de diretor do hospital (Carlos). Após isso Almôndega continua no hospital agora disfarçado de Dona Neves.                                                                                             |                                                                                                 |                                                                                  |                        | | | |

## 7.ª temporada (1979)
Carlos Villagrán, deixa o elenco CH no início de 1979, a fim de seguir carreira solo com o Quico, da série Chaves, ele aparece apenas no episódio final com o compilado de melhores momentos do Chapolin. Alguns episódios depois, Ramón Valdés também sai da série.
Para preencher o imenso vazio deixado pela partida dos dois atores, Bolaños não teve muito trabalho com o Chapolin Colorado, diferente do Chaves. Bastava que Rubén Aguirre, Édgar Vivar, Raúl Padilla (que começa a fazer parte do elenco) e Horacio Gómez Bolaños substituíssem Ramón Valdés e Carlos Villagrán nas histórias. A série ganhou uma nova abertura, tendo bonecos animados através da técnica de stop-motion.
Entretanto, como Chapolin Colorado não teve mudanças como a do Chaves, por exemplo, a inserção do restaurante da Dona Florinda, a série acabou mais cedo, pois era desnecessário Chespirito continuar fazendo remakes. Então, depois de uma série de reprises de episódios, no dia 14 de outubro de 1979, Chapolin Colorado dá espaço a série La Chicharra.
- Roberto Gómez Bolaños está presente em todos os episódios.
- Florinda Meza está ausente em um episódio.
- Rubén Aguirre está ausente em três episódios.
- Edgar Vivar está ausente em quatro episódios.
- Ramón Valdés e Horacio Gómez Bolaños estão ausentes em catorze episódios.
- Raúl Padilla está ausente em vinte e um episódios.
- Angelines Fernández está ausente em vinte e dois episódios.
- María Antonieta de las Nieves está ausente em vinte e três episódios.

| 1 | Quién Lleva aquí los Pantalones?                                                | Aqui, quem canta de galo sou eu!                                                                                 | 7 de fevereiro de 1979  | 1990 (SBT) Dublagem: Maga (1990)                                                     | Roberto Gómez Bolaños, Ramón Valdés, Rubén Aguirre e Florinda Meza                                                         | Remake de: 1973 (Chespirito) e 1975 Remake em: 1980 (La Chicharra), 1986 e 1992 |
| Resumo: Neste episódio, um casal inverte as tarefas diárias. A esposa sai para trabalhar e o marido é quem faz os serviços de casa. Este chama o Chapolin para ajudá-lo e, em meio a isso tudo, o vizinho engenheiro Camin precisa usar o telefone da casa para falar com o médico da sua esposa, o Dr. Zurita. |                                                                                 | |                         |                                                                                      | | |
| 2 | La Ociosidad es la Madre de un Amigo Mío                                        | A ociosidade é a mãe de um amigo meu                                                                             | 14 de fevereiro de 1979 | 1990 (SBT) Dublagem: Maga (1990)                                                     | Roberto Gómez Bolaños, Édgar Vivar e Florinda Meza                                                                         | A sua data de estreia foi confirmada pela Tele-Guía nº 1.383, de 14 de fevereiro de 1979. Atualmente a Televisa distribui a reprise deste episódio ao invés da exibição original. A data da reprise (15 de agosto de 1979) foi confirmada pelo site "America celebra a Chespirito". Remake de: 1972 e 1975 Remake em: 1983 |
| Resumo: Édgar é um sujeito preguiçoso que nunca quer trabalhar. Cansada, sua esposa decide chamar o Chapolin Colorado, para convencer seu marido que ele é um folgado e que precisa trabalhar imediatamente. Depois, o sujeito acaba ficando com a cabeça entalada no piso de cima, e Chapolin tem a ideia de usar suas Pastilhas Encolhedoras, para soltá-lo. Só que Édgar não quer tomar a pastilha de jeito nenhum, este é o penúltimo espisódio o que está fazendo de vergonha. |                                                                                 | |                         |                                                                                      | | |
| 3 | Tiene Manita, No Tiena Manita, porque la Tiene Desconchabadita                  | Segurem a minha mão!                                                                                             | 21 de fevereiro de 1979 | 1990 (SBT) Dublagens: Maga (1990) e Gábia (2005-08)                                  | Roberto Gómez Bolaños, Ramón Valdés, Rubén Aguirre, Édgar Vivar e Florinda Meza                                            | Ao ver o detetive com a peruca, o funcionário o compara com Wilza Carla. Disponível em DVD. Remake de: 1975 Remake em: 1983 e 1990 |
| Resumo: Neste episódio, Édgar Vivar é um detetive que está perseguindo uma secretária espiã, que traz documentos importantes. Mas ele acaba sendo descoberto por ter deixado sua credencial cair. Depois, o Oficial do Estado Maior ganha da secretária um relógio escravizador, que controla a mão de quem o usa, mesmo à distância. Com isso, ele acaba entregando a ela documentos importantes, e ela foge com eles. Indignado e desesperado, o Oficial do Estado Maior decide chamar o Chapolin para que o ajude. Mas ele acaba usando também o relógio sem saber. No final, o Oficial consegue capturar a espiã e o funcionário do hotel acaba ficando com o relógio. |                                                                                 | |                         |                                                                                      | | |
| 4 | El Regreso de la Chicharra Paralizadora                                         | A volta da buzina paralisadora                                                                                   | 28 de fevereiro de 1979 | 20/02/2013 (SBT) Dublagens: Maga (1990) e Gábia (2005-08)                            | Roberto Gómez Bolaños, Ramón Valdés, Rubén Aguirre, Édgar Vivar e Florinda Meza                                            | Disponível em DVD. Remake de: 1975 Remake em: 1986 |
| Resumo: Neste episódio, Édgar é um homem multimilionário que deseja se casar com Florinda. Mas ela nem dá bola. Por isso, ele aceita a ajuda de um estranho na rua (Rubén), que combina o seguinte: eles se fazem de sobrinho e tio, e convencem o pai da moça (Ramón Valdés) a obrigá-la a se casar com o sujeito rico. Assustada, ela resolve chamar o Chapolin, que usa uma de suas mais conhecidas armas: a buzina paralisadora. |                                                                                 | |                         |                                                                                      | | |
| 5 | Jamás Volveré a Jugar Apostando Dinero y te Apuesto lo que Quieras a que Cumplo | Uma aposta arriscada / Nunca mais voltarei a jogar apostando dinheiro e aposto o que você quiser que vou cumprir | 7 de março de 1979      | 15/01/2019 (Multishow) Dublagem: Som de Vera Cruz (2018) e RioSound (2025)           | Roberto Gómez Bolaños, Ramón Valdés, Rubén Aguirre e Florinda Meza                                                         | A sua data de estreia foi fornecida durante uma exibição online do Chapolin em 2014. Remake de: 1975 Remake em: 1981 (Dr. Chapatin), 1985 (Dr. Chapatin) e 1985 |
| Resumo: Tripa Seca e Nenê convidam o Dr. Chapatin para uma aposta de dinheiro jogando pôquer. Chapatin faz várias trapaças no jogo e é ameaçado por Nenê. Com isso, Chapolin é chamado para ajudar e assume o lugar do Dr. Chapatin. Tripa Seca e Nenê obrigam-no a apostar uma partida de sinuca. Após várias confusões, Chapolin briga com a dupla e acaba convencendo os dois a não apostarem mais dinheiro. |                                                                                 | |                         |                                                                                      | | |
| 6 | La Romántica Historia de Julio y Rumieta - parte 1                              | A história não contada de Juleu e Romieta - parte 1                                                              | 14 de março de 1979     | 16/01/2019 (Multishow) Dublagens: Maga (1990) e Gábia (2005-08, em apenas um trecho) | Roberto Gómez Bolaños, Ramón Valdés, Rubén Aguirre e Florinda Meza                                                         | Neste episódio é apresentado a canção "La sotaca". Disponível em DVD (apenas um trecho). Remake de: 1975 Remake em: 1981 e 1986 |
| Resumo: Ramón tem uma filha, Florinda, que quer namorar com um cara que ele não quer, então ela resolve sair de casa assim mesmo desobedecendo. Chapolin é chamado para ajudar e começa a contar a história de "Juleu e Romieta". Nessa versão, Chespirito é quem faz o papel de Juleu e os demais personagens continuam os mesmos. Juleu e Rubén fazem uma serenata, além de declararem um poema. |                                                                                 | |                         |                                                                                      | | |
| 7 | La Romántica Historia de Julio y Rumieta - parte 2                              | A história não contada de Juleu e Romieta, segunda e última parte                                                | 31 de março de 1979     | 17/01/2019 (Multishow) Dublagem: Som de Vera Cruz (2018) e RioSound (2025)           | Roberto Gómez Bolaños, Ramón Valdés, Rubén Aguirre, Édgar Vivar e Florinda Meza                                            | Neste episódio é apresentado a canção "La Pata y el Tulipán". Remake de: 1975 Remake em: 1981 e 1986 |
| Resumo: Juleu resolve fazer uma serenata para a sua amada; o pai de Romieta continua sendo contra. Romieta tem a ideia de se fingir de morta, para que seu pai se arrependa e resolva permitir o namoro dos dois. Mas isso pode resultar em uma tragédia. |                                                                                 | |                         |                                                                                      | | |
| 8 | No te Arrugues Cuero Viejo que te Quiero para Tambor                            | Os três suspeitos / O mistério do cachimbo                                                                       | 28 de março de 1979     | 19/01/2019 (Multishow) Dublagem: Som de Vera Cruz (2018) e RioSound (2025)           | Roberto Gómez Bolaños, Ramón Valdés, Rubén Aguirre, Édgar Vivar, Florinda Meza E Horacio Gómez                             | As iniciais do cachimbo são confundidas com risadas em espanhol, pois "GGG" pronuncia-se je-je-je. Remake de: 1974 Remake em: 1984 |
| Resumo: Uma mulher bate à porta de uma cabana para pedir abrigo, pois seu carro ficou sem gasolina. Mas ela está assustada, pois escutou no rádio que um bandido muito perigoso escapou da prisão. Por isso, ela resolve chamar o Chapolin. Chegando à cabana, ele descobre três homens, todos muito suspeitos. Segundo o Chapolin, um deles bem poderia ser o bandido. No final, Chapolin descobre que o bandido saiu disfarçado de mulher e é justamente a mocinha do episódio, a pessoa que ele menos suspeitava. |                                                                                 | |                         |                                                                                      | | |
| 9 | Limosneros Vemos, Millonarios No Sabemos                                        | Mendigos vemos, milionários não sabemos / Esmola para os milionários                                             | 4 de abril de 1979      | 20/01/2019 (Multishow) Dublagem: Som de Vera Cruz (2018) e RioSound (2025)           | Roberto Gómez Bolaños, Ramón Valdés, Édgar Vivar e Florinda Meza                                                           | Remake de: 1972 (Chespirito) e 1975 Remake em: 1983 (Dr. Chapatin) e 1987 (Dr. Chapatin) |
| Resumo: Neste episódio, um mendigo muito folgado exige esmolas gordas dos transeuntes que passam por uma praça. Sua filha, que também é mendiga, pede esmolas com a frase "me dá um bom Natal". Chapolin aparece à pedido dela, após o seu pai ter lhe "roubado" o dinheiro que um turista havia acabado de lhe dar. No final, pai e filha acabam por compreender que devem procurar um trabalho honrado e deixar de serem mendigos. O turista sabendo a quantidade de dinheiro que um deles ganhava, passou a pedir esmolas também. |                                                                                 | |                         |                                                                                      | | |
| 10 | El Regreso del Rascabuches                                                      | A volta do renegado                                                                                              | 11 de abril de 1979     | 1990 (SBT) Dublagem: Maga (1990)                                                     | Roberto Gómez Bolaños, Ramón Valdés, Rubén Aguirre, Edgar Vivar, Florinda Meza                                             | A sua data de estreia foi confirmada pela Tele-Guía nº 1.391, de 11 de abril de 1979. Último episódio com Ramón Valdés. Remake de: 1976 |
| Resumo: O terrível Rasga Bucho (Ramón), bandido do Velho Oeste, está de volta para aterrorizar a todos. Mas o reinado dele pode estar com os dias contados, já que o cantineiro da cidade (Rubén) é muito mais valente e brigão do que ele. Chapolin é chamado e agora terá de apartá-los. Mais no final de tudo o Chapolin entra na briga. E em seguida a Rosa rumorosa que esta dentro do bar bate nos brigões. E a briga é encerrada. |                                                                                 | |                         |                                                                                      | | |
| 11 | De los Delincuentes que se Fugan, el Más Peligroso se Llama Gas                 | O vazamento de gás / De todos os delinquentes que escapam, o mais perigoso se chama gás                          | 18 de abril de 1979     | 18/02/2013 (SBT) Dublagem: Maga (1990), Som de Vera Cruz (2018) e RioSound (2025)    | Roberto Gómez Bolaños, Rubén Aguirre, Édgar Vivar e Florinda Meza                                                          | Remake de: 1973 e 1976 Remake em: 1981, 1984 e 1988 |
| Resumo: Um botijão de gás explode e Chapolin é chamado para ajudar. Depois, ele descobre um fio solto e começa a puxá-lo para saber do que se trata. Só que o fio é do lustre do vizinho de baixo e a confusão começa. |                                                                                 | |                         |                                                                                      | | |
| 12 | El Pintor se Fue de Pinta                                                       | O pintor | 25 de abril de 1979     | 1984 (SBT) Dublagens: Maga (1984, dublagem perdida) e Maga (1990)                    | Roberto Gómez Bolaños, Rubén Aguirre, Édgar Vivar e Florinda Meza                                                          | Lourenço de Médici cita o clube gaúcho de futebol Grêmio Foot-Ball Porto Alegrense; Chapolin cita o personagem Topo Gigio; na dublagem de 1984, o quadro "Espinafres em Dó Maior" é descrito pelo autor como "uma síntese luminosa de um conceito biológico sublimado pela catharsis de minha filantropia". A segunda dublagem só altera o grego catharsis pelo termo aportuguesado catarse. Remake de: 1970 (Chespirito), 1972 (Chespirito) e 1976 Remake em: 1983 (Chespirito) e 1988                    |
| Resumo: Um pintor fica desesperado ao saber que sua empregada estragou duas de suas obras-primas. Uma delas tinha sido feita por encomenda, e devia ser entregue a um general importantíssimo. Sem saída, ele resolve chamar o Chapolin, que conta a história de Leonardo da Vinci. |                                                                                 | |                         |                                                                                      | | |
| 13 (a) | Dr. Chapatín: El Partido de Fútbol                                              | Dr. Chapatin: O futebol é minha melhor medicina                                                                  | 2 de maio de 1979       | 1984 (SBT) Dublagem: Maga (1984)                                                     | Roberto Gómez Bolaños, Rubén Aguirre, Édgar Vivar, Florinda Meza, Horacio Gómez e Raúl "Chato" Padilla                     | Remake de: 1975 e 1977 Remake em: 1982, 1987 e 1994 |
| Resumo: Dr. Chapatin quer assistir a uma partida de futebol, mas seus pacientes ficam atrapalhando. No final, ele descobre que a partida seria no dia seguinte. |                                                                                 | |                         |                                                                                      | | |
| 13 (b) | El Chapulín Colorado: Más Mezcla, Maistro                                       | Chapolin Colorado: Vinte mil beijinhos para não morar com a sogra                                                | 2 de maio de 1979       | 1984 (SBT) Dublagem: Maga (1984)                                                     | Roberto Gómez Bolaños, Rubén Aguirre, Édgar Vivar, Florinda Meza, Horacio Gómez e Raúl "Chato" Padilla                     | No final deste episódio, Chespirito machuca o olho em um acidente de gravação. Nos dois episódios seguintes, ele usa um tapa-olho. Remake de: 1975 Remake em: 1987 |
| Resumo: O Sr. Malagueta está preocupado, pois se a construção de sua casa não for concluída a tempo, ele terá que fazer um quarto a mais para sua sogra. Chapolin é chamado para ajudar, mas acaba destruindo tudo. No final, a esposa do Sr. Malagueta agradece, pois sua mãe finalmente terá um lugar para morar. |                                                                                 | |                         |                                                                                      | | |
| 14 | La que Nace para Cleopatra No Pasa de Julio César                               | A história de Cleópatra / Quem nasce para Cleópatra, não passa de Júlio César                                    | 9 de maio de 1979       | 26/01/2019 (Multishow) Dublagem: Som de Vera Cruz (2018) e RioSound (2025)           | Roberto Gómez Bolaños, Rubén Aguirre, Édgar Vivar, Florinda Meza, Horacio Gómez e participação especial de Patricia Castro | Remake de: 1971 (Chespirito) e 1975 Remake em: 1983 (Chespirito), 1985 e 1994 (Chespirito) |
| Resumo: Uma mulher acaba convidando, sem querer, seus dois namorados para visitá-la. E para piorar, os dois são terríveis bandidos. Um é o Botina e o outro é o Nenê. Assustada, ela chama o Chapolin. Depois de tudo resolvido, ele conta a história de Cleópatra, a famosa Rainha do Egito. |                                                                                 | |                         |                                                                                      | | |
| 15 | Se Cambian Cerebros a Domicilio. Aceptamos se Cerebro Usado como Enganche       | A troca de cérebros                                                                                              | 16 de maio de 1979      | 1990 (SBT) Dublagem: Maga (1990)                                                     | Roberto Gómez Bolaños, Rubén Aguirre, Édgar Vivar, Florinda Meza, Horacio Gómez e Raúl "Chato" Padilla                     | No episódio anterior (A história de Cleópatra) e neste, Chespirito está usando um tapa-olho. Isso por que durante a gravação do episódio "Vinte mil beijinhos para não morar com a sogra", Chespirito feriu a pálpebra de seu olho direito. Remake de: 1971, 1974 e 1976 Remake em: 1985 |
| Resumo: Um cientista louco pretende realizar um transplante de cérebros. Todos os seus companheiros cientistas ficam contra e se recusam a ajudá-lo. Ameaçado e assustado, ele resolve chamar o Chapolin Colorado, e aproveita a oportunidade para lhe mostrar seus "magníficos inventos". Depois, ele pega 2 cientistas de vítimas para o transplante de cérebros, e obtém sucesso. No final, o Chapolin consegue detê-lo, mas acaba trocando o cérebro de um outro cientista, com o de um cachorro. |                                                                                 | |                         |                                                                                      | | |
| 16 | Cómo Convertise en Héroe en Cuatro Fáciles Lecciones                            | Como tornar-se um herói                                                                                          | 23 de maio de 1979      | 1990 (SBT) Dublagem: Maga (1990)                                                     | Roberto Gómez Bolaños, Rubén Aguirre, Édgar Vivar e Florinda Meza                                                          | Remake de: 1975 Remake em: 1987 |
| Resumo: Rubén quer ser super-herói. Chapolin Colorado aparece para ajudá-lo a realizar seu desejo. Depois de muitos treinos, muitas lições e muitas confusões, o homem desiste e resolve voltar à sua profissão antiga: domador de leões, que segundo ele, é menos arriscada. |                                                                                 | |                         |                                                                                      | | |
| 17 | El Disfraz, el Antifaz y Algo Más - parte 1                                     | A festa à fantasia - parte 1                                                                                     | 30 de maio de 1979      | 1990 (SBT) Dublagem: Maga (1990)                                                     | Roberto Gómez Bolaños, Rubén Aguirre, Édgar Vivar, Florinda Meza, Angelines Fernández e Horacio Gómez                      | A sua data de estreia foi confirmada pela Tele-Guía nº 1.398, 30 de maio de 1979. Quase todos os personagens de Chespirito aparecem nesta festa: Chaves, Chapolin, Dr. Chapatin, Chómpiras, Magro e Chaplin. Participação especial de Pópis. Raúl Velasco interpreta o homem que possui a carteira furtada. Remake de: 1972 e 1974 Remake em: 1990 |
| Resumo: Uma mulher vai dar uma festa a fantasia, em sua casa. Mas nem desconfia que uns contrabandistas estão planejando agir durante a festa. Entretanto, um detetive vai à sua casa investigar e tentar descobrir quem são os bandidos. Mesmo assim, ela fica assustada e chama o Chapolin Colorado. |                                                                                 | |                         |                                                                                      | | |
| 18 | El Disfraz, el Antifaz y Algo Más - parte 2                                     | A festa à fantasia, segunda parte                                                                                | 6 de junho de 1979      | 1990 (SBT) Dublagem: Maga (1990)                                                     | Roberto Gómez Bolaños, Rubén Aguirre, Édgar Vivar, Florinda Meza, Angelines Fernández e Horacio Gómez                      | Algumas cenas da primeira parte aparecem novamente na segunda parte. Remake de: 1972 e 1974 Remake em: 1990 |
| Resumo: O detetive e o Chapolin continuam investigando a festa. Finalmente descobrem que o chefe dos contrabandistas é o bandido Garrafa. Chapolin consegue capturar todos os bandidos. Mas a dona da festa tem uma surpresa ao saber que não era o Chapolin de verdade, e sim um convidado fantasiado. No final, o verdadeiro Chapolin aparece e diz que não conseguia achar um táxi nem para remédio. |                                                                                 | |                         |                                                                                      | | |
| 19 | El Besito de las Buenas Noches                                                  | O beijinho de boa noite / Boa noite, Topo Gigio                                                                  | 13 de junho de 1979     | 29/01/2019 (Multishow) Dublagem: Som de Vera Cruz (2018) e RioSound (2025)           | Roberto Gómez Bolaños e María Antonieta de las Nieves                                                                      | A sua data de estreia foi confirmada pela Tele-Guía nº 1.400, de 13 de junho de 1979. Este episódio é uma edição compacta de um programa do Topo Gigio de 1973. Participação especial de Dr. Chapatin, Topo Gigio e César Bono. Na dublagem brasileira, o Topo Gigio foi dublado por Peterson Adriano. |
| Resumo: Uma mulher se assusta com um rato e resolve chamar o Chapolin para ajudar a caçá-lo. Mas ao invés de ajudá-la, ele resolve contar a história de um rato que precisou de ajuda, certa vez: o tão-conhecido Topo Gigio. |                                                                                 | |                         |                                                                                      | | |
| 20 | Bebé de Carne sin Hueso                                                         | Bebê de carne sem osso / Chapolin é babá ou bobo?                                                                | 20 de junho de 1979     | 31/01/2019 (Multishow) Dublagem: Som de Vera Cruz (2018) e RioSound (2025)           | Roberto Gómez Bolaños, Rubén Aguirre, Édgar Vivar, Florinda Meza e Horacio Gómez                                           | Remake de: 1976 Remake em: 1983 (Os ladrões) |
| Resumo: Rubén e Florinda querem ir a uma festa, mas não têm com quem deixar sua bebê. Por isso, resolvem chamar o Chapolin Colorado, e este fica como babá. Depois, um ladrão entra na casa e diz que só quer alguma coisa de comer. Chapolin faz uma janta para o bandido e, em troca, ele ajuda o Chapolin a cuidar da menina. |                                                                                 | |                         |                                                                                      | | |
| 21 | De Torpe, Chapulín y Loco, Todos Tenemos un Poco                                | O louco da floresta / O louco da cabana                                                                          | 27 de junho de 1979     | 01/02/2019 (Multishow) Dublagem: Som de Vera Cruz (2018) e RioSound (2025)           | Roberto Gómez Bolaños, Rubén Aguirre, Édgar Vivar, Florinda Meza e Horacio Gómez                                           | Remake de: 1975 Remake em: 1984 |
| Resumo: Florinda está sozinha em sua casa quando escuta no rádio a notícia de que um louco muito perigoso está à solta. Ao alimentar seu cão, descobre que este está morto. Assustada, ela resolve chamar o Chapolin Colorado. No final, ele tem uma grande luta com um homem que ele acreditava ser o louco, mas que não era nada mais que o marido de Florinda. |                                                                                 | |                         |                                                                                      | | |
| 22 | Al Robot se Infectaron los Transistores                                         | O robô que pirou                                                                                                 | 4 de julho de 1979      | 1984 (SBT) Dublagem: Maga (1984)                                                     | Roberto Gómez Bolaños, Rubén Aguirre, Édgar Vivar, Florinda Meza e Horacio Gómez                                           | Édgar cita o Batman e o Super Mouse. Remake de: 1973 e 1976 Remake em: 1985 |
| Resumo: Édgar constrói um robô idêntico a um ser humano, mas este está descontrolado. Chapolin é chamado para ajudar a detê-lo, mas não consegue descobrir quem é o robô. No final, eles têm a ideia de molhar o robô para enferrujá-lo. |                                                                                 | |                         |                                                                                      | | |
| 23 | Hay que Explotar el Negocio                                                     | A ameaça de morte                                                                                                | 11 de julho de 1979     | 1990 (SBT) Dublagem: Maga (1990)                                                     | Roberto Gómez Bolaños, Rubén Aguirre, Édgar Vivar, Florinda Meza e Horacio Gómez                                           | A sua data de estreia foi confirmada pela Tele-Guía nº 1.404, de 11 de julho de 1979. Remake de: 1973 e 1976 Remake em: 1984 e 1989 |
| Resumo: Botina intimida um advogado colocando uma bomba em seu escritório. Chapolin, o advogado e sua secretária tentam desativar a bomba, que se encontra dentro de um cofre. O pior de tudo é que o cofre estava aberto e quem sofre com a bomba é o advogado que se atirou pela janela. Depois, os bandidos colocam outra bomba mas acabam sendo presos. Mesmo assim, a bomba continua trancada junto do Chapolin e a secretária. Agora ele terá de arranjar um jeito para sair desta enrascada. |                                                                                 | |                         |                                                                                      | | |
| 24 | La Última Escena                                                                | A despedida de Chapolin                                                                                          | 26 de setembro de 1979  | 03/03/2012 (TLN) Dublagem: Maga (1990)                                               | Roberto Gómez Bolaños, Rubén Aguirre, Édgar Vivar e Florinda Meza                                                          | Embora haja relatos de fãs sobre a exibição deste episódio uma única vez pelo SBT em 1990, não existe nenhuma prova concreta. Embora este episódio seja considerado inédito para o sinal principal do SBT, ele já foi exibido em sua íntegra pela filial do Rio Grande do Sul no dia 08/10/2019, e posteriormente pelas filiais do Pará e de Brasília. Há um trecho que é cortado atualmente pela Televisa, no final do episódio, em que mostram cenas do seriado "La Chicharra", que substituiu Chapolin. |
| Resumo: A série chega ao episódio final e os atores resolvem se despedir, lembrando dos melhores momentos do nosso herói favorito. |                                                                                 | |                         |                                                                                      | | |